# 諏訪大社

上社神紋「諏訪梶の葉」
神紋は上社が四根の梶、下社は五根の梶。

諏訪大社（すわたいしゃ）は、長野県の諏訪湖周辺4か所にある神社。式内社（名神大社）、信濃国一宮。旧社格は官幣大社で、現在は神社本庁の別表神社。神紋は「梶の葉」。
全国に約25,000社ある諏訪神社の総本社である。旧称は「諏訪神社」。通称として「お諏訪さま」「諏訪大明神」等とも。

## 概要

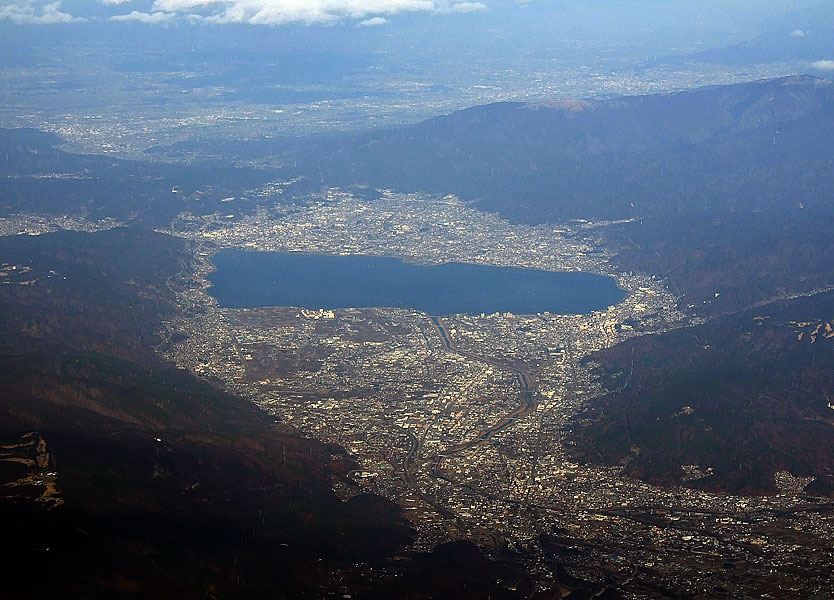
諏訪盆地中心に諏訪湖。湖の左下（南東）に上社、右上（北）に下社が鎮座する。左下が守屋山。

長野県中央の諏訪湖を挟んで、次の二社四宮が鎮座する。
- 上社（かみしゃ）
  - 本宮（ほんみや）（長野県諏訪市中洲宮山）
  - 前宮（まえみや）（長野県茅野市宮川）
- 下社（しもしゃ）
  - 秋宮（あきみや）（長野県諏訪郡下諏訪町武居）
  - 春宮（はるみや）（長野県諏訪郡下諏訪町下ノ原）

上社は諏訪湖の南岸、下社は北岸に位置し遠く離れている。なお「上社・下社」とあるが社格に序列はない。
創建年代は不明だが、日本最古の神社の1つとされるほど古くから存在する。『梁塵秘抄』に「関より東の軍神、鹿島、香取、諏訪の宮」と謡われているように軍神として崇敬された。また中世に狩猟神事を執り行っていたことから、狩猟・漁業の守護祈願でも知られる。
社殿の四隅に御柱（おんばしら）と呼ぶ木柱が建てられているほか、社殿の配置にも独特の形を備えている。社殿は多数が重要文化財に指定されているほか、6年に一度（7年目に一度）催される御柱祭で知られる。

## 祭神
- 建御名方神（たけみなかたのかみ）
上社本宮祭神。『古事記』の国譲りの段では、大国主神の御子神として登場する。『先代旧事本紀』では大己貴神（大国主神）と沼河比売（奴奈川姫）の子とされ、「信濃国諏方郡諏方神社に鎮座す」と明示されている[2]。
- 八坂刀売神（やさかとめのかみ）
上社前宮・下社主祭神。建御名方神の妃とされるが、記紀に記載はない。
- 八重事代主神 （やえことしろぬしのかみ､兄神）
下社にのみ配祀されている。

なお、上社の古い神事や祭祀には長野県を中心に東日本全域に分布していたミシャグジ信仰の痕跡が見られる。また、水の神・風の神とされたことから諏訪大社の神を蛇（あるいは龍）とみなす信仰は昔から伝わり、諏訪の神が蛇または龍として登場する伝承や民話（甲賀三郎伝説や小泉小太郎伝説など）は数多く残っている。
八幡神や住吉三神など他の信仰にも見られるように個々の祭神が意識される事は少なく、まとめて「諏訪大明神（諏訪明神）」・「諏訪神」として扱われる事が多い。
徳島県名西郡石井町浦庄字諏訪に鎮座する多祁御奈刀弥神社の社伝記によると、「光仁帝の宝亀十未年（779年）、信濃国諏訪郡南方刀美神社（現在の長野県諏訪大社）は、阿波国名方郡諏訪大明神を移遷し奉る」（『浦庄村史』）とある。つまり、国譲り交渉で、武御雷神と争った建御名方神の本源地は、阿波国の名方郡諏訪村（旧高足（タカシ）郷）で、長野県の南方刀美神社（諏訪大社）は、記紀の成立後に、阿波から移遷勧請されたことが、神社の記録に遺っている。「多祁御奈刀弥神社由来」（平成6年）によると、「多祁御奈刀弥神社の総代全員が長野県諏訪大社へお参りに行き、本家は私の方の神社であるとのお話をしたところ、大社の古文書にも祭神は西方より来るとあり、大社の関係者は大勢貸し切りバスに乗り、はるばる当社を参拝されました」とある。また、諏訪大社は梶の木を御神木に、その葉を御神紋としているが、梶の木は暖地に多いクワ科の落葉喬木で、西日本、特に四国山地に多く自生しており、諏訪の地の自生の植物ではなく、他国から持ち込まれ神木化したものといえる。
ただし、原初の祭神とミナカタの信仰の関係は、諏訪信仰と諏訪大社が同時期に成立したのか？と言う話に直結するので阿波国からの勧請には否定的意見が大半である。前宮祭祀がミシャクジに大きく関与するのに対して、阿波国勧請説はミナカタのみに留まっているからである。また本質的には大きく分けて6つの否定的な根拠が挙げられている。
①神社名誤植説・・・現存する最古の延喜式、九条本であるが、そこに出ているのは「多祁御奈刀禰（トネ）」神社。他、広文庫、皇典講究所、国学院大学デジタルミュージアム、国史論纂でも多祁御奈刀禰となっており、国造の敬称、つまりトネ（刀禰）であり、刀禰（トネ）から刀彌（トミ）への誤植が発生している可能性が高く、トミの呼称の方が圧倒的少数である事が根拠の一つ。使用例：茨城国造→宇佐比刀禰（トネ）。これによってトミ呼称を使用している事が逆に神社側の後年の錯誤を裏付け、国造顕彰の神社の本質から外れしまっているという考え方である。国造顕彰の神社とすれば、単なる人物名「多祁御奈」神社である。
②勧請年の錯誤・・・タケミナカタは古事記にのみ出てくる神とされるが、祭祀としての在り方は日本書紀にも記載がある。持統天皇5年（691年）8月に「信濃須波」の神を祀るというのが初見であり、779年の遷座ではそもそもが後年になり矛盾が生じる。779年説の根拠は浦庄村史の様で、古い話ではない様である。
③徳島の天村雲社の祭神が諏方の御子神とのセットになっている・・・天村雲を祀る神社はほぼ、諏方の御子神の系譜である出早比売命とセットになっており会津姫＝出早比売命＝伊志波夜比売命とするのであれば、上記①に関連して、その６代ほど前に武美奈別、武美奈別彦が出て来ており実際にタケミナ呼称の人物が系図に出てくる。このことからも村雲社を含め、徳島では神社祭祀の「後年の諏訪化がうかがえる」事が否定できない。
④諏訪系神社分社の発生・・幕藩時代に多祁御奈社から徳島県の佐古山に分社が設立された。これは鮎喰川（あくいがわ）を渡る不便を解消する手段としての側面も持っており、後年に分社側がに大きく発展した。このことにより、諏訪名称が無かった当社が、分社に対して元諏訪を名乗ったという説。
⑤祭祀の諏訪化・・地元伝承によると、国造職が廃止され、国司時代になった際に、諏訪から国司が赴任してきており、それ以降に神社の諏訪化が進んだというものである。実際に、諏訪の御子神が来たという例は他にも示されており、旧長国の八桙神社（祭神ヤチホコ）は、諏訪の出早雄系の御子神である「八杵神社」になっているとの事で、ここでも①に関連したトネ呼称からトミへの諏訪化と矛盾しない出来事が起きている。
⑥『国立国会図書館デジタルコレクション』が公開している『阿波志 巻之九』〔名西郡〕・・「多祁御奈刀彌祠」→「延喜式爲小祀/在諏訪村/即健御名方止美神也/今稱諏訪」と書かれており「今は、（多祁御奈刀彌神社ではなく）諏訪神社と称す」と解釈される。一度諏訪化したものが、諏訪神社から明治期に旧社名に戻された際に、「元諏訪」を使った可能性もある。

### 御柱

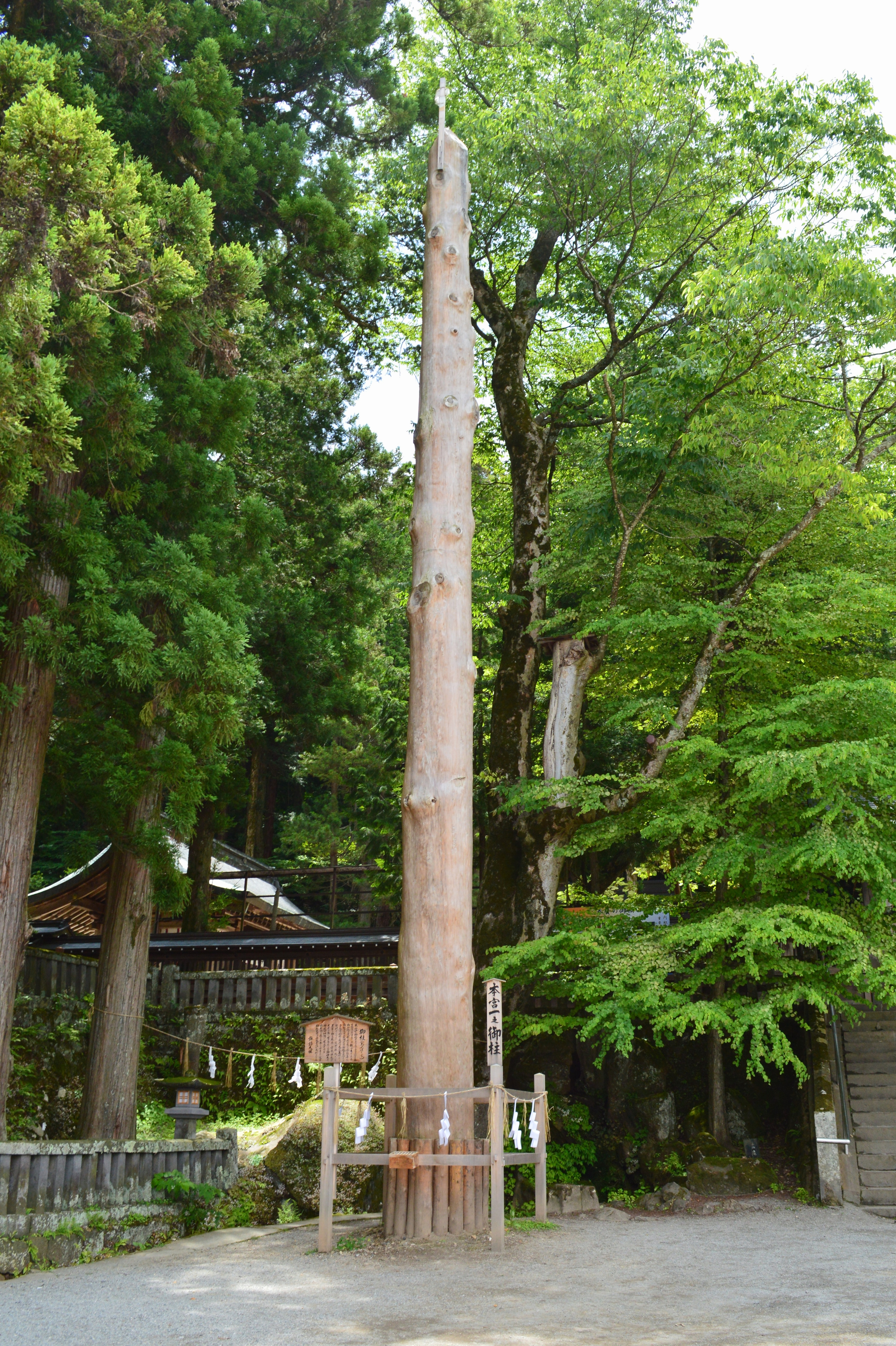
本宮一之御柱

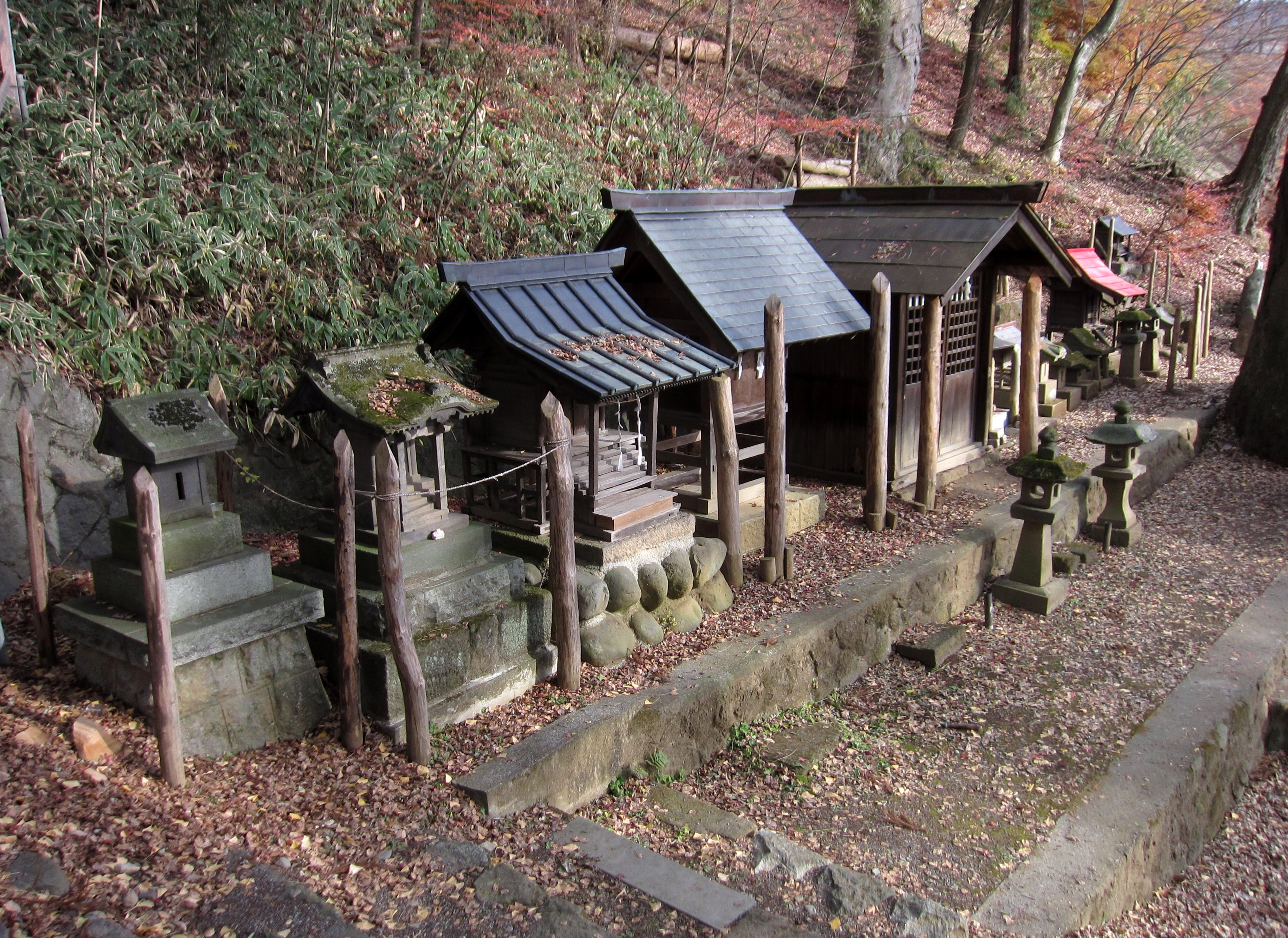
小祠にも設けられた御柱の例
（諏訪市 手長神社境内社）

諏訪大社の社殿の周囲四隅には、御柱（おんばしら）と呼ぶ以下4本のモミの柱が建てられている。御柱は一から四の順に短く細くなり、上空から見た場合に時計回りに配置される。
- 一之御柱（社殿右手前）
- 二之御柱（左手前）
- 三之御柱（左奥）
- 四之御柱（右奥）

下社秋宮・春宮では御柱先端の御幣が正面（裏面は曳行により削れている）を向いているが、上社本宮・前宮では諏訪大社奥宮のある八ヶ岳の方向を向いている。諏訪地方では、大きい神社から小さい祠に至るまで、諏訪大社にならってこの御柱を設ける社が多い。御柱の由来は明らかでなく古来より説があるが、今日では神霊降臨の依り代説、聖地標示説、社殿建て替え代用説が検討の余地を残している。
諏訪大社の御柱は寅と申の年に建て替えられ（御柱祭）、全国の諏訪神社や関連社でも同様の祭（小宮祭）が行われる。『諏方大明神画詞』（1356年）には平安時代初期の桓武天皇年間（781年～806年）に御柱祭実施の記載があり、その頃にはすでに御柱が設けられていたとされる。

### 神体

#### 上社

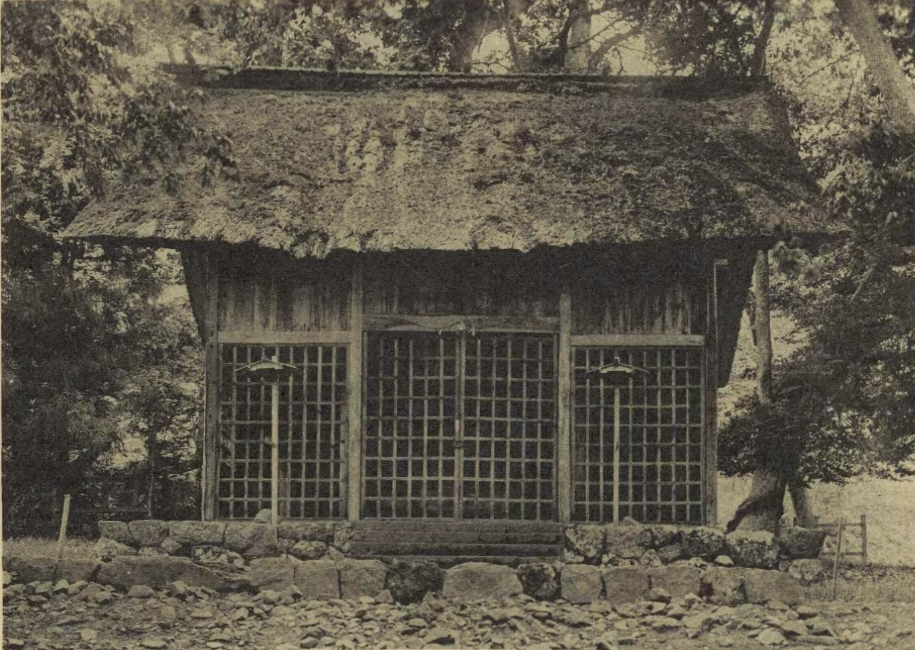
前宮にあった精進屋

上社本宮には本殿が設けられていない。本宮の神体は現在守屋山と一般的に認識されているが、明治時代の始まりまでは諏訪明神こと建御名方神の「御正体」（依り代）とされた諏訪氏出身の大祝（おおほうり）が上社の神体ないし現人神として崇敬されていた。
前宮は古くは上社摂社であった関係で本殿を有している。元々、これは大祝が就任する前に精進潔斎を行う仮屋であったが、昭和7年（1932年）に取り壊され、伊勢神宮から頂いた古材で現在の本殿が建てられた。解体された精進屋は茅野市内にある別の神社の社殿として再利用された。

##### 神体山

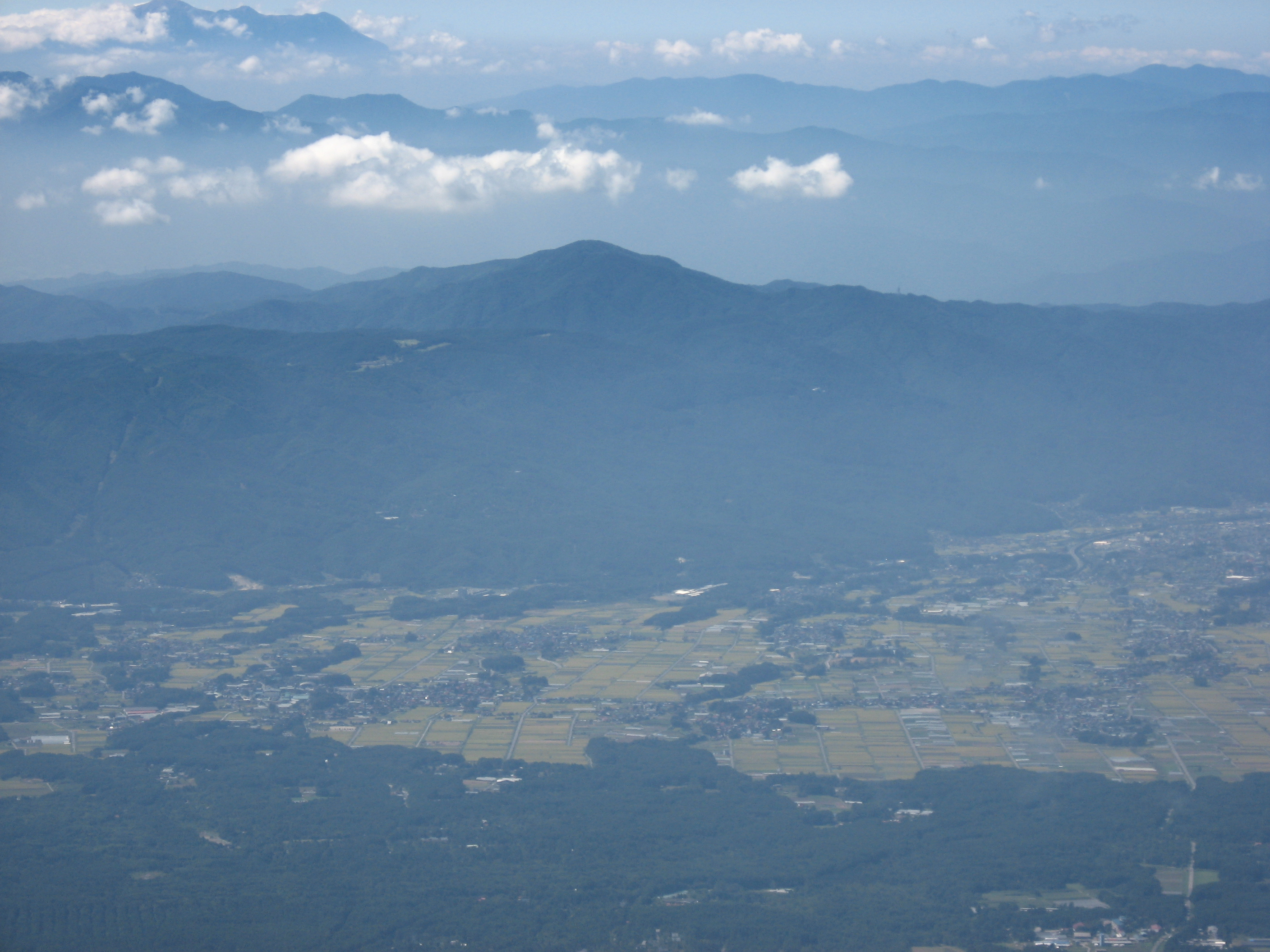
八ヶ岳の赤岳から望む守屋山

『画詞』に「当社大祝は此れを神体として崇敬異他の重職なり」とある通り、中世には上社の祭祀の対象は大祝であるという認識が根強かった。
山を上社の神体とする現存する最古の文献は天文22年（1553年）12月の奥書のある『上宮鎮坐秘伝記』である。

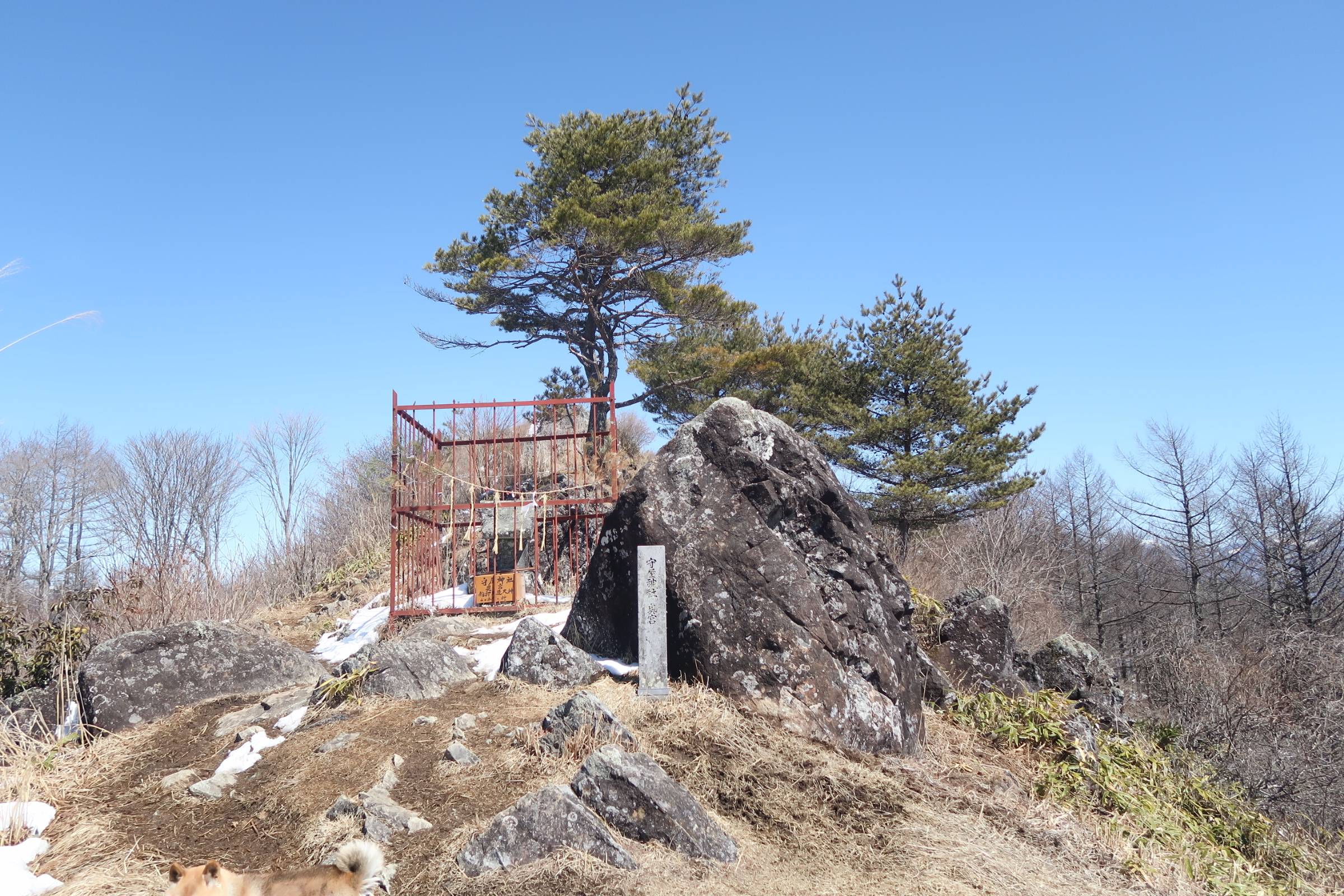
守屋神社奥宮（守屋山東峰）

これが守屋山神体山説の元と考えられているが、ここには守屋山の名は出てこない。江戸時代の文献には守屋山に筆頭神官の神長官を務める守矢氏の祖先（洩矢神あるいは物部守屋）の霊を祀るとはあるものの、守屋山を上社の神体山とうかがわせる記述はない。守屋山を神体山とする説はむしろ明治時代以降から見られるものである。実際には山頂の石祠は物部守屋を祀る守屋神社（伊那市高遠町）の奥宮とされている上にそれには御柱がなく、諏訪に背を向けている。ただし、諏訪明神が守屋大臣（洩矢神）と覇権争いをした際に降臨した場所は守屋山の麓という『諏訪信重解状』（伝・1249年）に書かれている伝承で見られるように、この山は必ずしも上社とは全く関係がないとは言えない。織田氏による甲州征伐（1582年）の際に神輿を担いだ神官たちが避難した先は守屋山であったと言われている。

##### 磐座

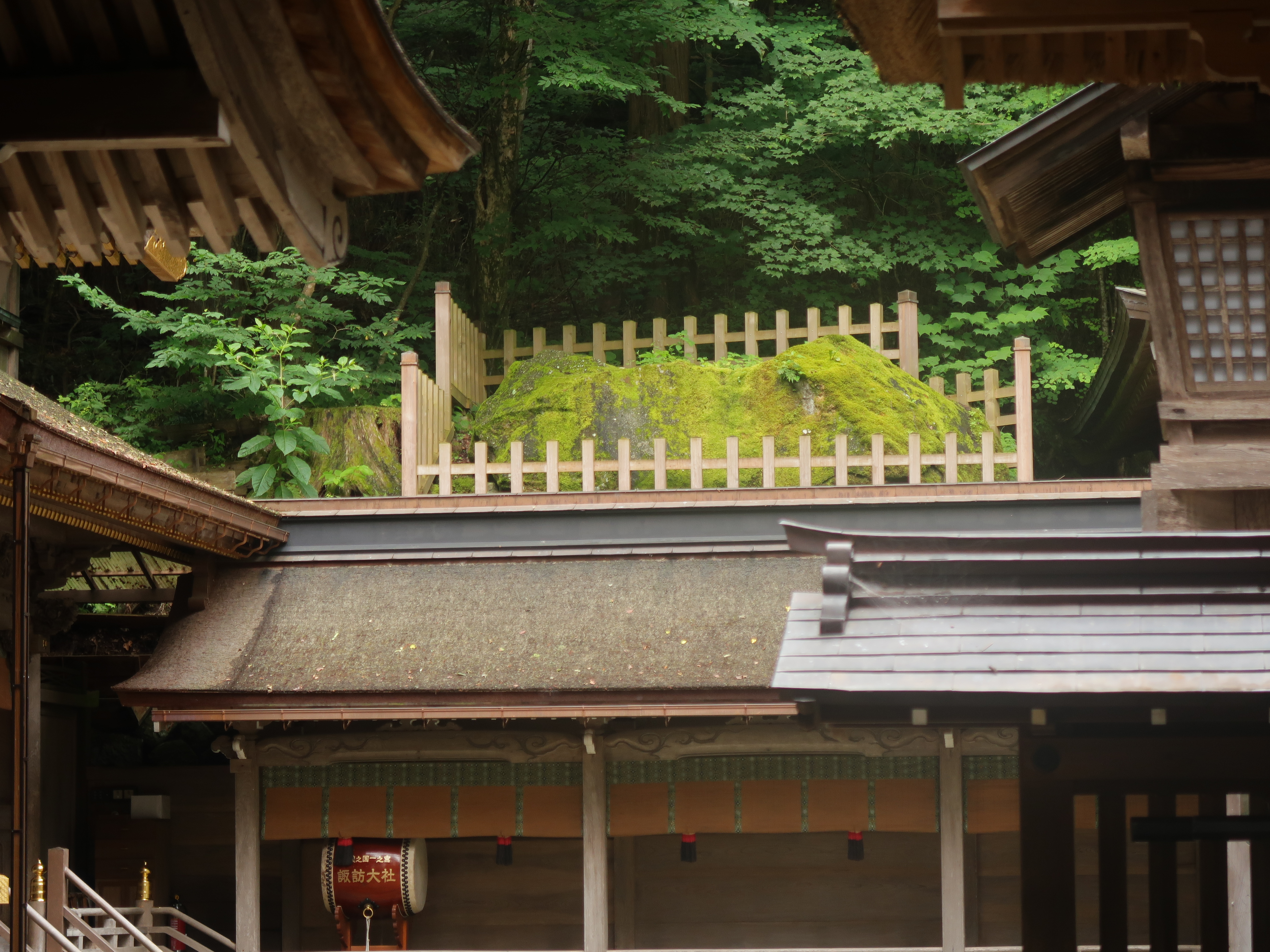
硯石（上社本宮）

室町時代書写の『諏訪上社物忌令之事』（1237年成立）によると中世の上社の社壇は三檀三折の地形で、上壇（現在の拝殿・斎庭とその奥の禁足地）には「石の御座」があり、中壇には宝殿があり、下壇は神事を行うところである。『画詞』にも「社頭の体、三所の霊壇を構えたり、其の上壇は尊神の御在所、鳥居・格子のみあり」とある。つまり上壇には磐座が存在し、それが神の降りる場所と信仰された。この磐座は拝殿の右側の少し高いところにある「硯石（すずりいし）」で、古くは硯石を通してその背後にある守屋山を遥拝していたという説があるが、硯石は元々このところにあったのではなく中世以降に他所から移された可能性があるという指摘もある。
原正直（2012年）は諏訪明神の磐座を拝殿の奥にある「えぼし岩」とし、文献に見られる「蛙石」や「甲石（かぶといし）」や「御座石」はすべてこの岩のことを指すという説を挙げている。（なお、本宮境内の蓮池には「蛙石」と伝える石もあり、茅野市にある御座石神社にも「御座石」と呼ばれる石がある。）
神が磐座に降臨するという思想は大祝の即位式にも見られる。大祝となる童男が諏訪明神の神体となるためには、柊の木のある鶏冠社（前宮境内）の石の上に立ち大祝の装束を着せられる。この儀式を受けることによって少年が神となるとされた。前宮の本殿（精進屋があった場所）の下にも磐座があると伝わる。

##### 信仰軸変更説

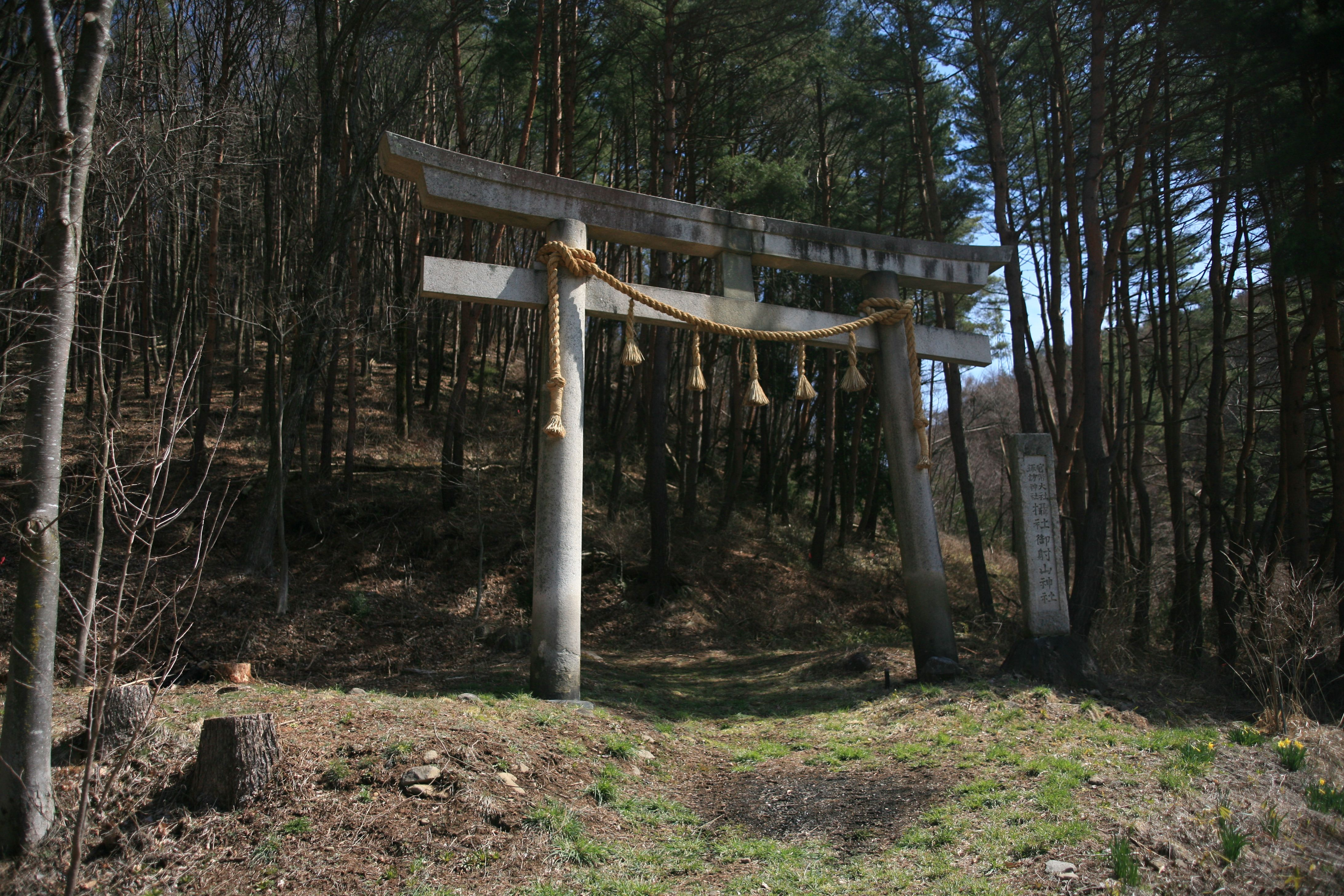
御射山神社（富士見町）

上社本宮の本来の信仰の対象は上壇の磐座（ここでは硯石に比定）とその背後の山（守屋山）であり、本宮の御柱の位置がそれを反映しているという説がある。この説では、中世以降に上壇に拝殿が作られ神仏混交の影響でその奥にある聖域（神居）に「お鉄塔」と呼ばれる仏塔（以下詳細）が設置されると信仰軸が山から拝殿の奥に変わってしまったとされている。

本宮境内図

一方で金井典美（1982年）と原正直（2018年）は上社の本来の神体山は八ヶ岳一帯であり、その麓にある上社の狩場・御射山（みさやま）はそれを祀る場所であったという説を立てている。（これに対して八島ヶ原湿原に位置する下社の旧御射山は鷲ヶ峰の神霊を祀る祭場であったと考えられている。）原は中世の終わり頃（武田信玄による上社の祭祀の復興あるいは天正10年（1582年）に焼失した社殿の再建）に際して信仰軸に変更があったことを否定しており、むしろ中世から変わっていないと考えている。本宮の拝殿が向く先には御射山があることを根拠に、原は『上宮鎮坐秘伝記』に見られる「山」を上社の御射山に比定している。
御射山境内には三輪社が鎮座しており、中世では御射山の地主神（本地仏が虚空蔵菩薩）と三輪明神（大物主神）の習合にまで至った。これについて原は三輪信仰を吸収した近江国の山伏が広めた甲賀三郎伝説の影響で諏訪信仰そのものも三輪信仰の影響を受けた結果、御射山の神を三輪山の神と同体とする思想が生まれたという見解を述べている。なお諏訪氏（神氏）を大神氏の同族集団とする説もあり、大神神社と同様に諏訪大社に本殿がないのはこのためであると考えられている。

##### 神仏習合

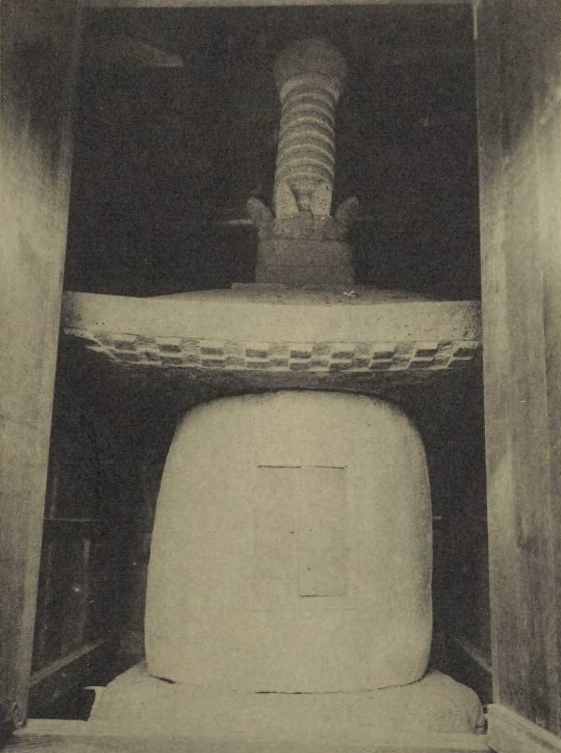
石之御座多宝塔

神仏習合の時代には本宮の幣殿の奥に南天鉄塔をもとにした石之御座多宝塔（「お鉄塔」とも）と呼ばれる仏塔が安置され、大祝のほかに神体に相当するものとされた。かつては毎年1月15日にこの塔に『法華経』を納める仏事は行われていたが、経巻は龍の姿で現れる諏訪明神が受け取りに行くため次の年にはなくなると信じられていた。また、上社の本地仏である普賢菩薩を祀る「普賢堂」は奥の院として多くの参拝者を集めた。普賢堂に安置されていた普賢菩薩像は諏訪明神そのものとして祀られて、甲州征伐の時に織田信長が神の力を恐れて菩薩像部分を破壊したという言い伝えがある（像は信長の死後に再彫刻される）。
明治初期に神仏分離令が発令された際、「お鉄塔」は諏訪藩主家の菩提寺であった温泉寺（諏訪市湯の脇）に移され、普賢堂の普賢菩薩像とその他の仏像は仏法紹隆寺（諏訪市四賀）へと秘かに運ばれた。2015年（平成27年）6月からの解体修理で像内部に「信州すはの本尊也」との書付が見つかった。

#### 下社

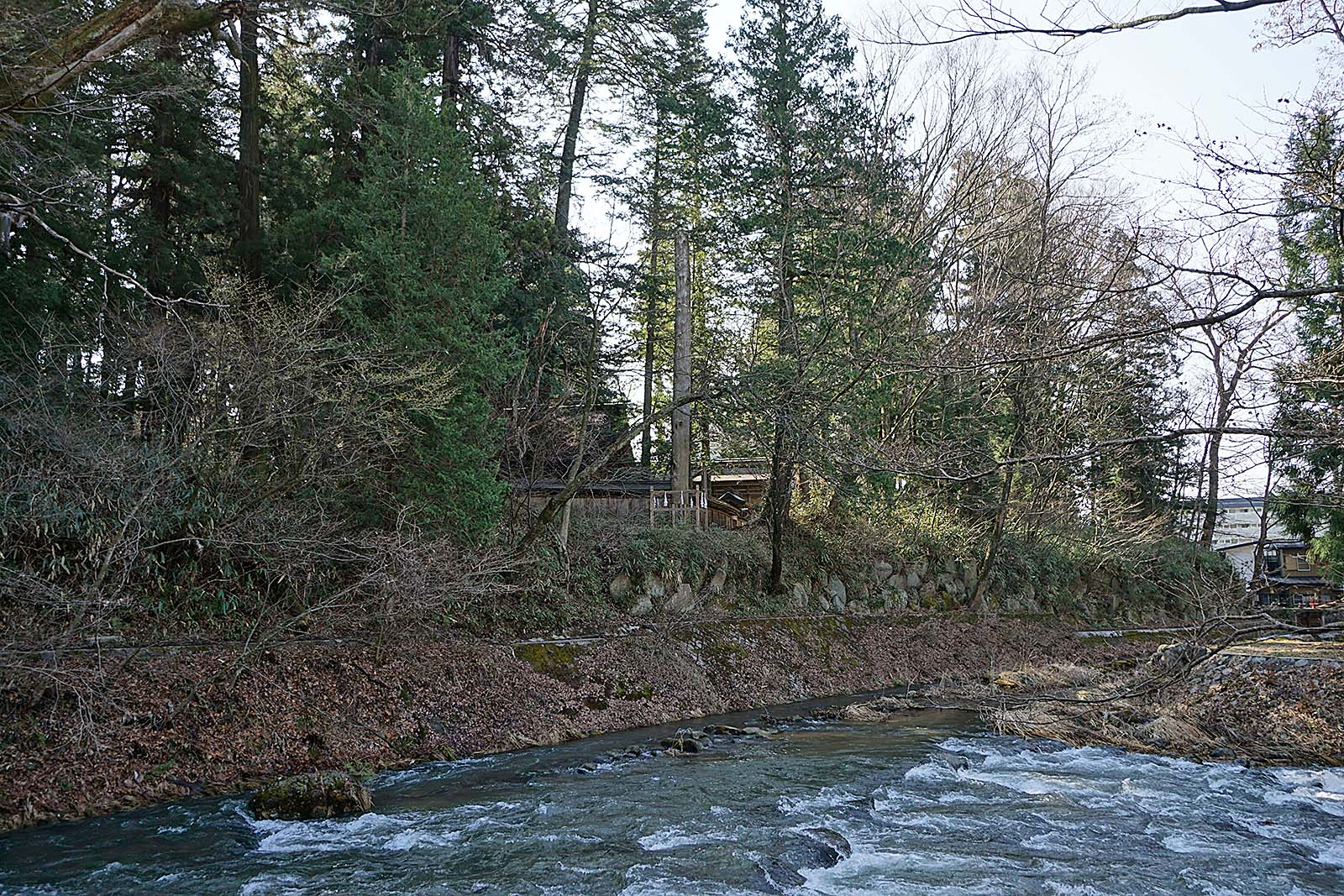
春宮三之御柱と砥川

秋宮の神体はイチイの木、春宮はスギの木とされている。ただし春宮は砥川のほとりに位置しているため、本来は水霊を祀る祭祀場であったと思われる。砥川は八島ヶ原湿原（八島湿原）を水源とするが、ここには下社の旧御射山（もとみさやま）があり、葦や菅が芽吹く頃には水田にも見えるため「神の田」として崇拝の対象であったと考えられる。
一方で秋宮の付近には青塚古墳があることから、元々は金刺氏（下社大祝家）の祖霊祭祀の場であったという見解がある。

##### 神仏習合
下社秋宮の本地仏が千手観音とされ、秋宮付属の神宮寺（現存せず）には千手堂があった。この堂では毎朝、千手秘法の護摩を修し、節分には追儺が執り行われた。いっぽう薬師如来を本地仏とする春宮には薬師堂が存在していた。明治の廃仏毀釈の際に移動された秋宮の千手観音像は岡谷市にある照光寺に、春宮の薬師如来像（鎌倉時代作）は下諏訪町にある敬愛社に安置されている。

### 宝殿

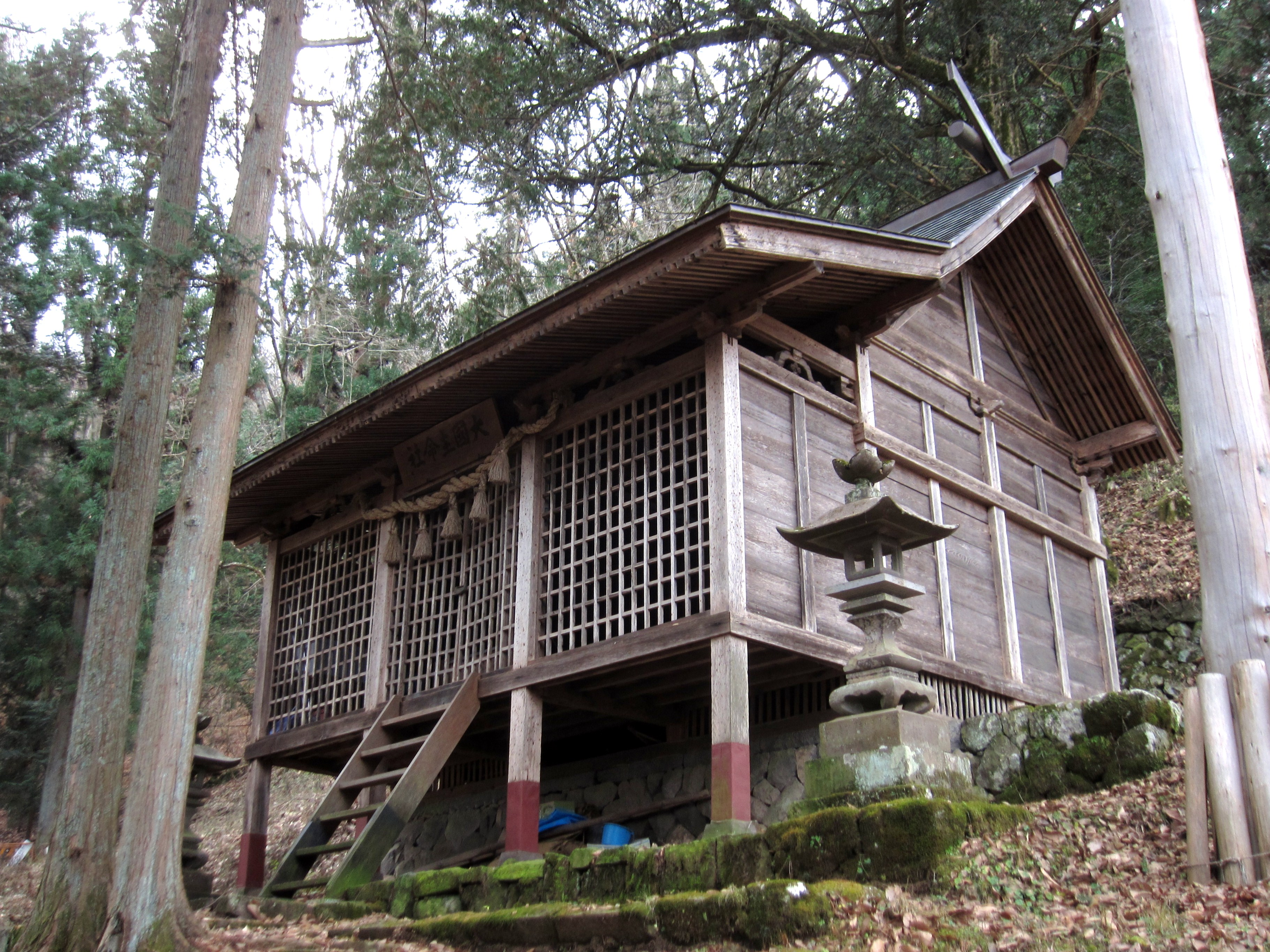
社殿として再利用された旧宝殿本宮近くの大国主命社。

本宮・秋宮・春宮には、本殿がない代わりに2つの宝殿がある。宝殿の一方には神輿が納められ、寅と申の年の御柱祭で御柱建て替えと同時にもう一方へ遷座し、古い宝殿は建て替えられる。すなわち1つの宝殿は12年ごとに建て替えられ、神明造に似た古い様式を現在に伝えている。寅年から申年の間、神輿は向かって右の宝殿に納められる（申年から翌寅年は逆）。神輿の納められる宝殿は「神殿」と呼ばれて祭祀が行われ、もう一方は「権殿」と呼ばれる。このように宝殿は一般の本殿にあたると解され、神社に本殿が設けられる過渡期の状態と考えられている。
建て替えられ役目を終えた宝殿は近傍の摂社、末社、分社などの社屋、補修用材として再利用される。平成18年7月豪雨で土石流災害により流出した岡谷市の舩魂神社は上社本宮の宝殿を移築して平成21年に再建された。
そのほか、宝殿を含め社殿は華美な装飾・塗装はなされず、全て素木造である。

## 歴史

### 概史

#### 創建

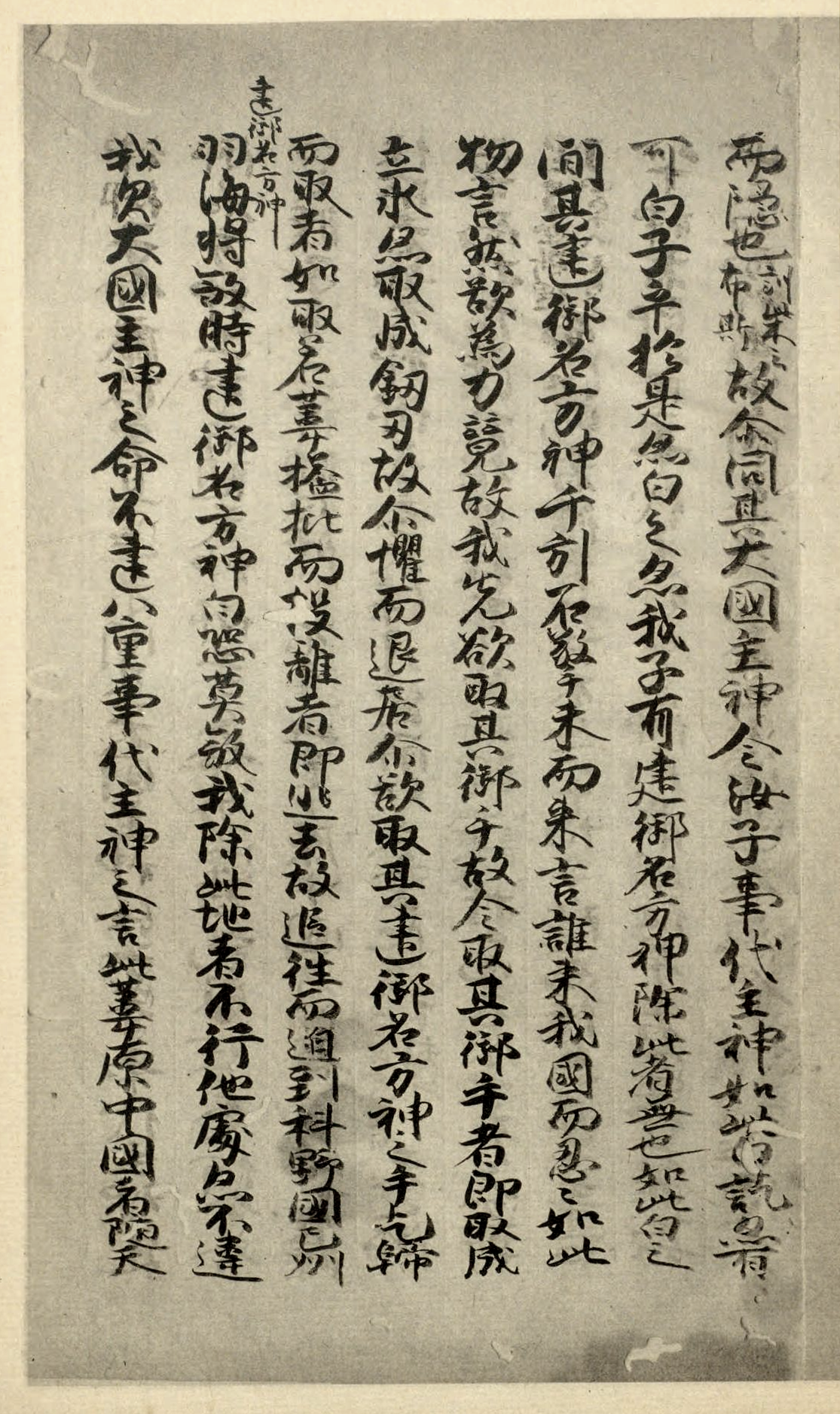
建御名方神が登場する場面
（真福寺本『古事記』より）

神社の起源に関しては様々な説話が語られている。
『古事記』『先代旧事本紀』では、天照大御神の孫・邇邇芸命の降臨に先立ち、建御雷神が大国主神に国譲りするように迫ったとされる。これに対して、大国主神の次男である建御名方神が国譲りに反対し、建御雷神に戦いを挑んだが負けてしまい、諏訪まで逃れた。そして、以後は諏訪から他の土地へ出ないこと、天津神の命に従うことを誓ったとされる。説話には社を営んだことまでは記されていないが、当社の起源はこの神話にあるといわれている。なお、この説話は『日本書紀』には記載されていない。
一方で、諏訪地域に伝わる神話では建御名方神（諏訪明神）が諏訪に侵入した征服者として描かれている。これによると先住神の洩矢神（守矢氏の遠祖）が建御名方神と対抗しようとして戦いを挑むも敗れ、最終的に諏訪の統治権を建御名方神に譲ったと言われている。またもうひとつの伝承によると、諏訪明神が8歳の男児に自分の装束を着せつけた後に「我に体なし、祝（ほうり）を以て体とす」と告げて自分の身代わり（神体）として認定した。この少年はやがて守屋山麓に社壇（後の上社）を構えて上社大祝を務める神氏（諏訪氏）の始祖となったと言われている。
以上はあくまでも神話の域を出ないが、これを基に先住の勢力（守矢氏）の上に外から入った氏族（上社の神氏・下社の金刺氏）によって成立したと考えられている。諏訪一帯の遺跡分布の密度・出土する土器の豪華さは全国でも群を抜いており、当地が繁栄していた様子がうかがわれる。

#### 古代
祭祀が始まった時期は不詳。上社本宮付近にあるフネ古墳（5世紀前半築造）には蛇行剣や呪術性を持つ副葬品（銅鏡・釧・鹿角小刀子等）が発見されているため、被葬者は天竜川上流・諏訪湖水系を統治して上社信仰と関連のある人物と思われる。文献上は『日本書紀』の持統天皇5年（691年）8月に「信濃須波」の神を祀るというのが初見である。
平安時代の『日本三代実録』には「建御名方富命神社」、『左経記』には「須波社」と記載されている。また『延喜式神名帳』では「信濃国諏訪郡 南方刀美神社二座 名神大」と記載され名神大社に列しているが、この二座が上社・下社を指すとされる。また、信濃国の一宮とされた。
古くから軍神として崇敬され、坂上田村麻呂が蝦夷征伐の際に戦勝祈願をしたと伝えられる。

#### 『日本書紀』の「須波神」について
諏訪大社は『日本書紀』の持統天皇5年（691年）8月条に見える「信濃須波」の神を祀るというのが初見である。宮地直一や吉野裕子は、4月から6月にかけて降った雨などの、この年の天候不順が須波神が祀られた原因であると指摘した。この時、他の神ではない諏訪の神が選ばれた理由は、天武天皇と信濃国の関係の深さや、諏訪の地理的特徴などの他に、『古事記』にのみ登場する「建御名方神」はこの時点では創作されておらず、建御名方神となる以前の「諏訪土着の神」が、諏訪湖や天竜川と関連する水神であったからであるとする説がある。

#### 中世
平安時代末期には八条院領の荘園である一方、一之宮として信濃国内に所領を有した地方権門でもあった。その領家は八条院女房宰相でその孫の池頼盛正室に伝領された。治承・寿永の乱（源平合戦）には大祝の諏訪敦光（篤光）がが源氏のために祈願した。
鎌倉時代になると平家没官領として源頼朝に給付された。頼朝は諏訪大社に神馬を奉納し、信濃御家人に対しては、毎年恒例の重要祭事である五月会や上社南方の御射山で行われた御射山祭における頭役（祭礼の世話役）を務める神役勤仕（しんやくごんじ）を徹底させ、大祝に従うべきことを命じている。嘉暦4年（1329年）幕府が上社に発給した「頭役下知状案」では信濃の地頭・御家人が十四番に編成され、輪番制で1年毎に頭役に勤仕したことが示されている。頭役に任じられた御家人は鎌倉番役（将軍御所等の警護任務）を免除される特権が与えられ、自らの家格や権勢、財力の誇示にもつながることから、熱心に勤仕した。五月会や御射山祭で神事の頭役に当たる信濃御家人は、その任期中は国司の初任検注を免除された。五月会や御射山祭には鎌倉を始め甲斐・信濃など周辺の武士が参加した。それに加えて、軍神としての武士からの崇敬や諏訪氏の鎌倉・京都への出仕により、今日に見る諏訪信仰の全国への広まりが形成された。また、諏訪両社においても大祝を中心として武士団化が進んだ。
この頃には「諏訪社」の表記が見られ、また「上宮」・「上社」の記載もあり、治承4年（1180年）が上社・下社の区別が明示されている初見であり、幕府によって「勝劣あるべからず」とされていた。他の神社同様、諏訪大社も神仏習合により上社・下社に神宮寺が設けられて別当寺（神社を管理する寺）となり、上社は普賢菩薩・下社は千手観音が本地仏とされた。建暦2年（1212年）、幕府は諸国の守護･地頭に鷹狩禁止令を出したが、諏訪大明神の「神御贄鷹」については、勧請された分社も含めて例外的に許可したことにより、諸国の御家人が諏訪大社を相次いで勧請する契機となった。また諏訪神党に属する根津氏の鷹匠流派が確立した。
戦国時代に甲斐国の武田氏と諏訪氏は同盟関係にあったが、天文11年（1542年）には手切れとなり、武田晴信（信玄）による諏訪侵攻が行われ、諏訪郡は武田領国化される。信玄によって永禄8年（1565年）から翌年にかけて上社・下社の祭祀の再興が図られた。信玄からの崇敬は強く、戦時には「南無諏訪南宮法性上下大明神」の旗印を先頭に諏訪法性兜をかぶって出陣したと伝えられる。
天正10年（1582年）3月には織田・徳川連合軍による武田領侵攻が行われ、同年3月2日には高遠城を陥落させた織田信忠の軍勢が諏訪郡へ侵攻し、3月3日には上社への放火を行った。

#### 近世
江戸時代に入り、江戸幕府第3代将軍徳川家光によって慶安元年（1648年）に上社に朱印1,000石・下社に500石が安堵された。また高島藩から上社50石（のち100石）・下社30石（のち60石）、会津藩主・保科正之から上社100石・下社50石が寄進された。

#### 近代以降
明治初頭に出された神仏分離令の影響で上社・下社付属の寺院の多くが撤去・破壊され、その中に安置していた仏像・仏具は諏訪郡内の寺院に移された。
明治4年（1871年）に神職の世襲制が廃止された結果、従来の社家はすべて解職された。近代社格制度において国幣中社に列し「諏訪神社」を正式名称とした。その後、明治29年（1896年）に官幣中社、大正5年（1916年）に官幣大社と昇格した。
戦後は神社本庁の別表神社の一社となり、昭和23年（1948年）から他の諏訪神社と区別する必要等により「諏訪大社」の号が用いられている。
昭和39年（1964年）5月12日、昭和天皇、香淳皇后が第15回全国植樹祭開催に合わせて県内を行幸啓。下社を訪問した。

### 神階
建御名方神
- 承和9年（842年）5月14日、無位勲八等から従五位下勲八等（『続日本後紀』） - 表記は「南方刀美神」[77]。
- 嘉祥3年（850年）10月15日、従五位上（『日本文徳天皇実録』） - 表記は「御名方富命神」。
- 仁寿元年（851年）10月27日、従三位（『日本文徳天皇実録』） - 表記は「建御名方富命大神」。
- 貞観元年（859年）1月27日、正三位勲八等から従二位勲八等（『日本三代実録』） - 表記は「建御名方富命神」。
- 貞観元年（859年）2月11日、正二位勲八等（『日本三代実録』） - 表記は「建御名方富命神」。
- 貞観9年（867年）3月11日、従一位勲八等（『日本三代実録』） - 表記は「建御名方富命神」。
- 寛平5年（893年）11月3日、正一位（『日本紀略』）[78]

八坂刀売神
- 承和9年（842年）10月2日、無位から従五位下（『続日本後紀』） - 表記は「健御名方富命前八坂刀売神」[77]。
- 嘉祥3年（850年）10月15日、従五位上（『日本文徳天皇実録』） - 表記は「健御名方富命前八坂刀売命神」。
- 仁寿元年（851年）10月27日、従三位（『日本文徳天皇実録』） - 表記は「前八坂刀売命大神」。
- 貞観元年（859年）1月27日、正三位（『日本三代実録』） - 表記は「建御名方富命前八坂刀売命神」。
- 貞観元年（859年）2月11日、従二位（『日本三代実録』） - 表記は「建御名方富命前八坂刀売命神」。
- 貞観9年（867年）3月11日、正二位（『日本三代実録』） - 表記は「建御名方富命前八坂刀自命神」。
- 寛平5年（893年）11月3日、従一位（『日本紀略』）[78]
- 天慶年間（938年-946年）、正一位（『諏方大明神画詞』）[78]

### 神職
諏訪大社にはかつて最高位の神官・大祝（おおほうり）のもと、五官祝（ごがんのほうり）と呼ばれる神職が置かれた。
上社
- 大祝 - 諏訪氏（神氏）。祭神・建御名方神の後裔（神別）。古代から代々祭神の神体、すなわち現人神とされた。中世には大祝を中心として武士団化した。上諏訪の祭政の権を握っていたが室町時代に兵馬の惣領家・祭祀の大祝家に分かれ、のち惣領家に統一された[79]。江戸時代には諏訪藩を治めたが、諏訪頼忠の四男・頼広が大祝家として分かれ、藩主家と異なる「諏方」の字を用いて書き分けた。居館は神殿（ごうどの、現・前宮）のち諏訪市中洲。
- 神長（かんのおさ、神長官（じんちょうかん）） - 守矢氏。上社五官の1つで筆頭。建御名方神の諏訪入りに抵抗したとされる洩矢神の後裔。大祝の即位式を含め上社の神事全般を掌握し、年間神事の一部に中心的な役割を果たしたミシャグジ（御左口神）という神（精霊）を扱う人物とされた。居館は茅野市宮川（現・神長官守矢史料館、北緯35度59分43.53秒 東経138度07分42.21秒）。
- 禰宜（ねぎ、禰宜大夫（ねぎだゆう）） - 小出氏のち守矢氏。上社五官の1つ。祭神の御子・八杵命の後裔。
- 権祝（ごんのほうり）矢島（八島）氏。上社五官の1つ。祭神の御子・池生神の後裔。居館は諏訪市中洲神宮寺（北緯35度59分48.04秒 東経138度07分32.90秒 / 北緯35.9966778度 東経138.1258056度）。
- 擬祝（ぎのほうり/まがいのほうり） - 小出氏のち伊藤氏。上社五官の1つ。
- 副祝（そいのほうり/そえのほうり/ふくほうり） - 守矢氏のち長坂氏。上社五官の1つ。祭神の御子・片倉辺命の後裔。

下社
- 大祝 - 金刺氏のち武居氏。科野国造の後裔（皇別）。中世には大祝を中心として武士団化した。室町時代に金刺氏は上社との争いに敗れ他国へ去り、以後は武居祝から大祝が立てられた[74]。居館は下諏訪町上馬場のち下諏訪町武居。
- 武居祝（たけいほうり、竹居祝） - 武居氏のち今井氏（武居氏の支族）。下社五官の1つで筆頭。洩矢神と同様に建御名方神に服従した武居大伴主神の後裔とされる。
- 禰宜太夫 - 志津野氏のち桃井氏。下社五官の1つ。
- 権祝 - 山田氏のち古田氏。下社五官の1つ。
- 擬祝 - 山田氏。下社五官の1つ。
- 副祝 - 山田氏。下社五官の1つ。

その他の神職として、若宮祝・宮津子祝・神楽役検校大夫・天王祝などの祝、八乙女、荷子などが文献に見られる。明治以降は社家制度が廃止され神社本庁から神職が派遣されるようになったため、上記の氏族は現在祭祀に関わっていない。

## 境内

### 諏訪大社上社
上社（かみしゃ）は、諏訪湖の南岸、諏訪盆地の西南端にある。下社に対しては上流の位置にあたる。
本宮・前宮からなり、下社と異なり二宮は古くは本社・摂社という関係であった。古来の神事（蛙狩神事・御頭祭・年中4度の御狩神事など）に見られるように狩猟民族的な性格を有している。
かつては本宮を主として上諏訪の中心地であったが、近世以後は北方の高島城城下町に移り、そちらに甲州街道の上諏訪宿も設けられた。

#### 祭神
- 本宮：建御名方神（たけみなかたのかみ）
- 前宮：八坂刀売神（やさかとめのかみ）

#### 本宮
本宮（ほんみや）は、赤石山脈北端の守屋山北麓に鎮座する。社殿6棟が国の重要文化財に指定され、社叢は落葉樹からなる自然林で長野県指定の天然記念物に指定されている。
- 拝殿（重要文化財） - 拝殿の後ろに幣殿、左右に片拝殿が続く「諏訪造」と呼ばれる独自配置。
- 拝所 - 拝殿から斎庭を隔てて建つ。
- 勅願殿（祈祷所） - 元禄3年（1690年）建立。守屋山に向かって祈願するための建物と言われているが、元々は拝殿に向いていたという説もある。
- 四脚門（重要文化財） - 慶長13年（1608年）、徳川家康が大久保長安に命じて建立させたもの。現在は重要な祭事においてのみ開かれる。
- 西宝殿 - 本宮の宝殿は拝殿の外、四脚門の両脇にあり、参拝のラインと直角を向いている。
- 東宝殿 - 宝殿からは必ず日に3滴雫が落ちるといわれる（諏訪大社七不思議）。
- 硯石（すずりいし） - 諏訪七石の一つに数えられる。境内最上段に位置し、上部の凹面に水を張っていることに由来する。諏訪明神が降臨する磐座として信仰された。なお、明治以前の古絵図には境内に硯石が描かれていないため、過去において現在地と異なる場所にあったと考えられる[80]。
- 上社宝物殿 - 上社に伝わる武田信玄が戦の折りに鳴らしたと言われる鉄鐸（さなぎの鈴）や八栄鈴、薙鎌等の宝物が保管・展示されている[81]。また、諏訪大社には日本画の前田青邨、岩波昭彦[82]、川崎日香浬[83]や、漫画家の山本鈴美香の原画、絵本作家の平林いずみの絵馬[84]等も奉納されている。
- 布橋（重要文化財） - 古くは大祝のみが渡り、布が敷かれた。
- 入口御門（重要文化財） - 文政12年（1829年）造営。
- 額堂（絵馬堂、重要文化財：附指定） - 堂内に御柱祭のメド梃子。
- 神馬舎（重要文化財）
- 贄掛けの欅 - 境内最古の樹木の1つ。
- 五間廊（重要文化財） - 安永2年（1773年）造営。
- 勅使殿（重要文化財） - 元禄3年（1690年）造営。数々の神事が行われた。
- 神楽殿（重要文化財） - 文政10年（1827年）造営。殿内に大太鼓。
- 天流水舎（重要文化財）
- 御沓石（おくついし） - 諏訪七石の一つ。諏訪神の馬がこの石を乗り越えたときに、蹄の跡が石面に留まったと伝わる[6]。
- 天逆鉾
- 明神湯 - 温泉の出る手水。諏訪の温泉の源泉とされている。無色透明のアルカリ性で、温度は約60度。飲める温泉として平成23年（2011年）に認可された[85]。
- 蓮池 - 池の端には蓮池院（下の坊とも）という寺が存在していた。池にある蛙形の石は諏訪七石の一つに数えられる蛙石。
- 南鳥居（二之鳥居） - 南東方に建つ。前には御手洗川があり、橋が架けられている。かつては本宮の正門とされた。
- 正面鳥居 - 平成15年（2003年）造営。この鳥居のある北参道は太平洋戦争中に開設されたものである（敗戦と同時に一時中断、後に工事再開）。
- 浪除鳥居（なみよけとりい、一之鳥居） - 北西方に建つ。昭和15年（1940年）造営で、諏訪大社唯一の木造両部鳥居。古くは諏訪湖がこの鳥居の前まで延びていたと言われている。

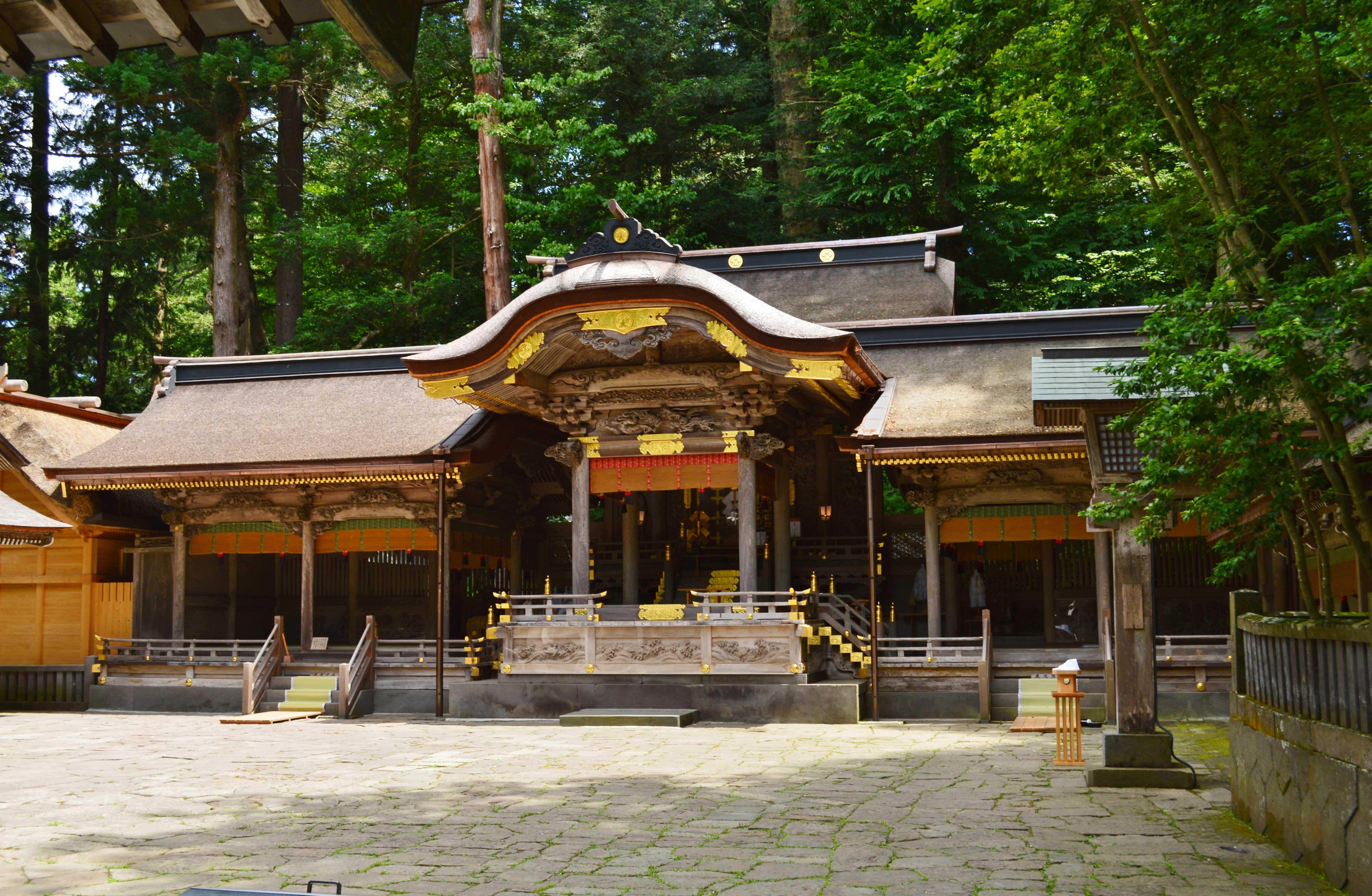
拝殿（重要文化財）
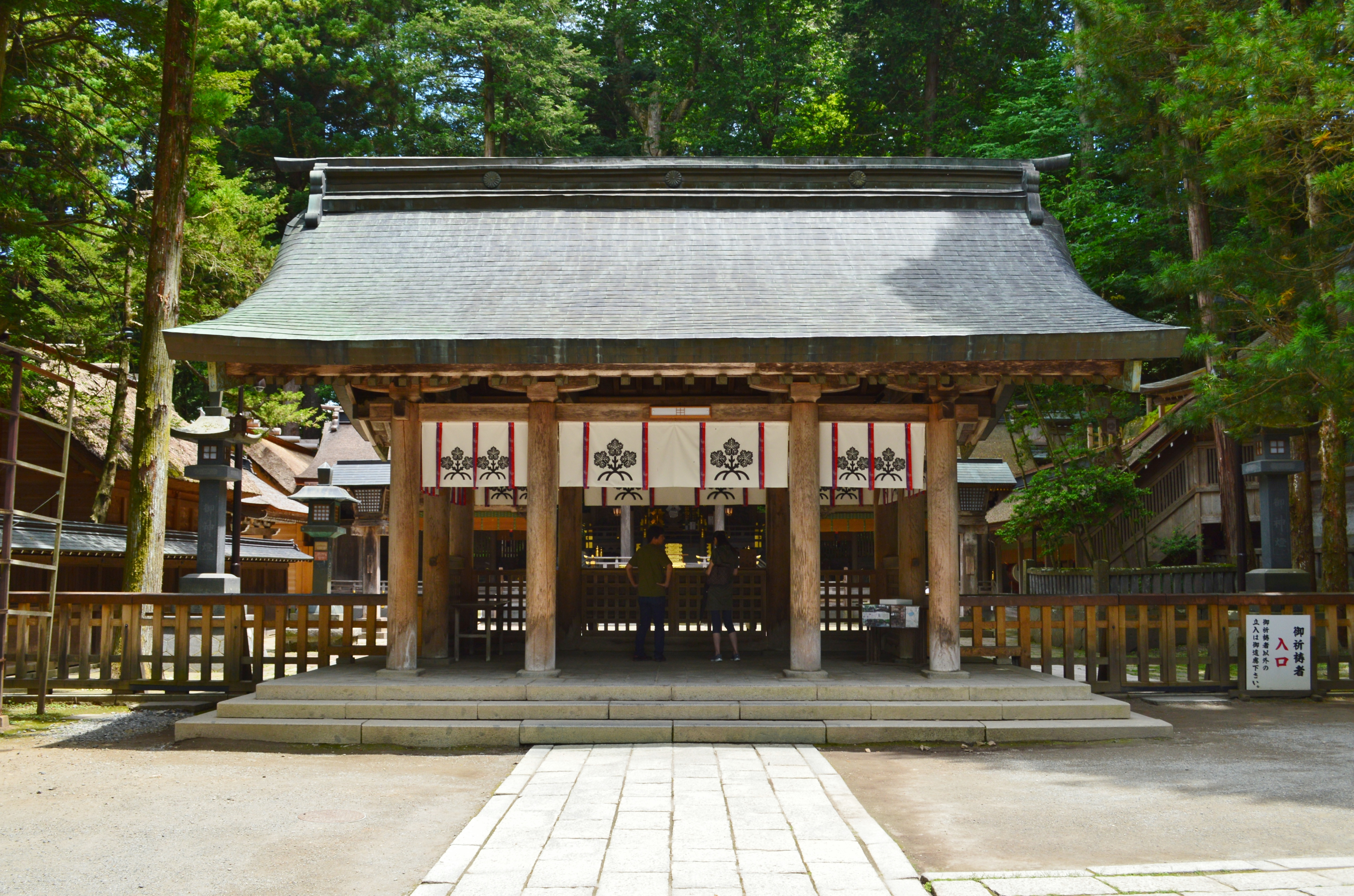
拝所
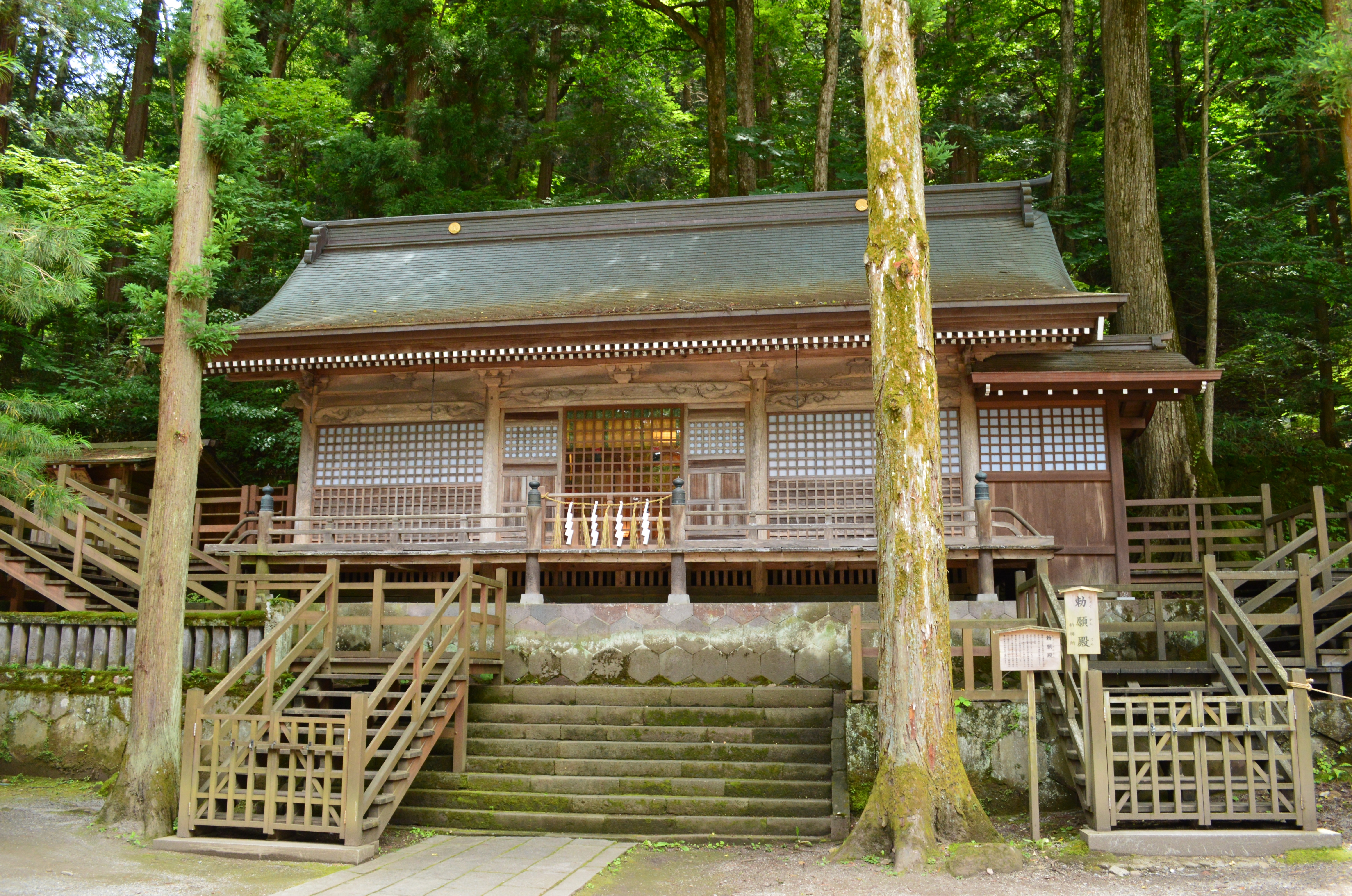
勅願殿（祈祷所）
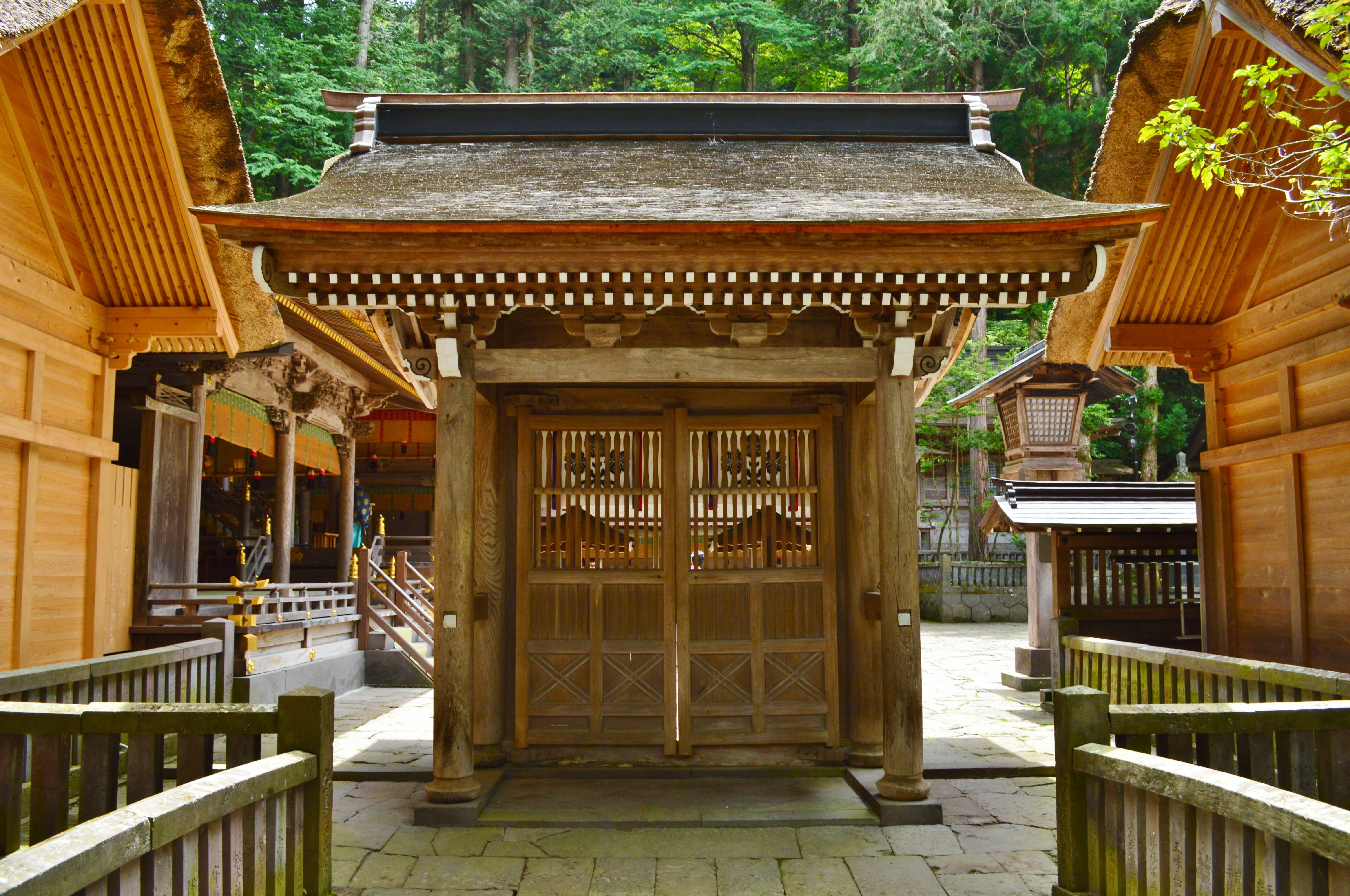
四脚門（重要文化財）
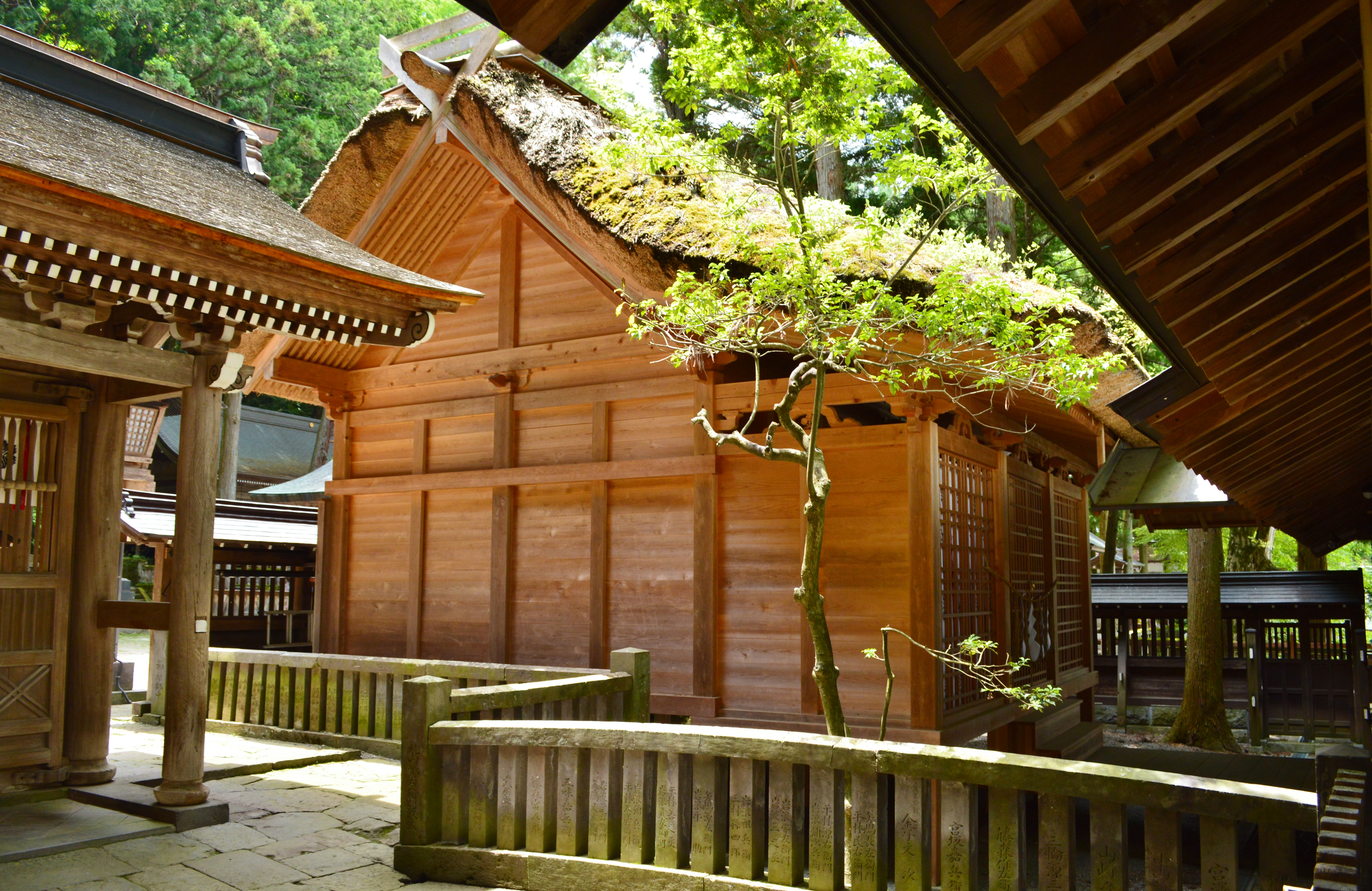
西宝殿
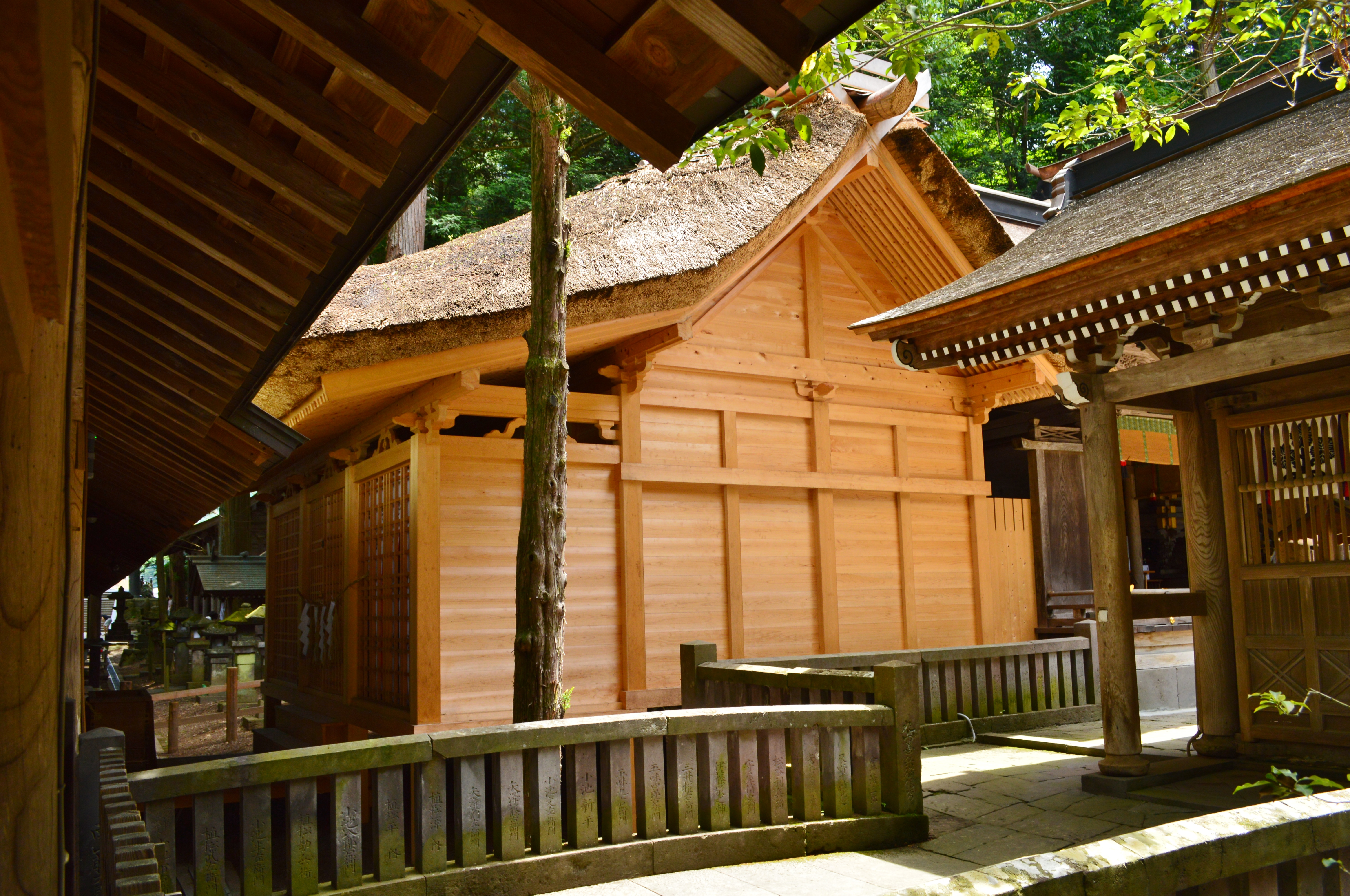
東宝殿
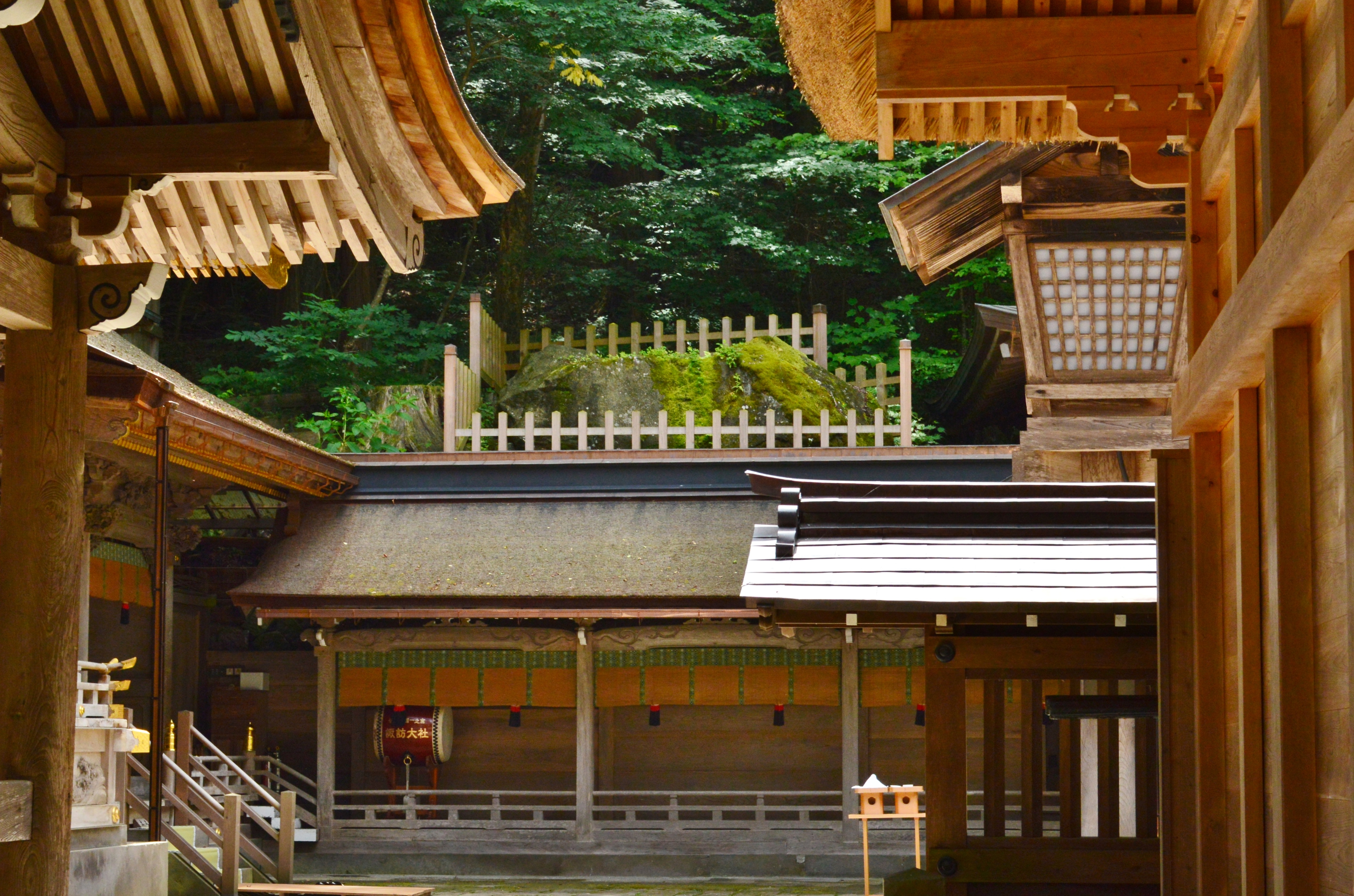
硯石
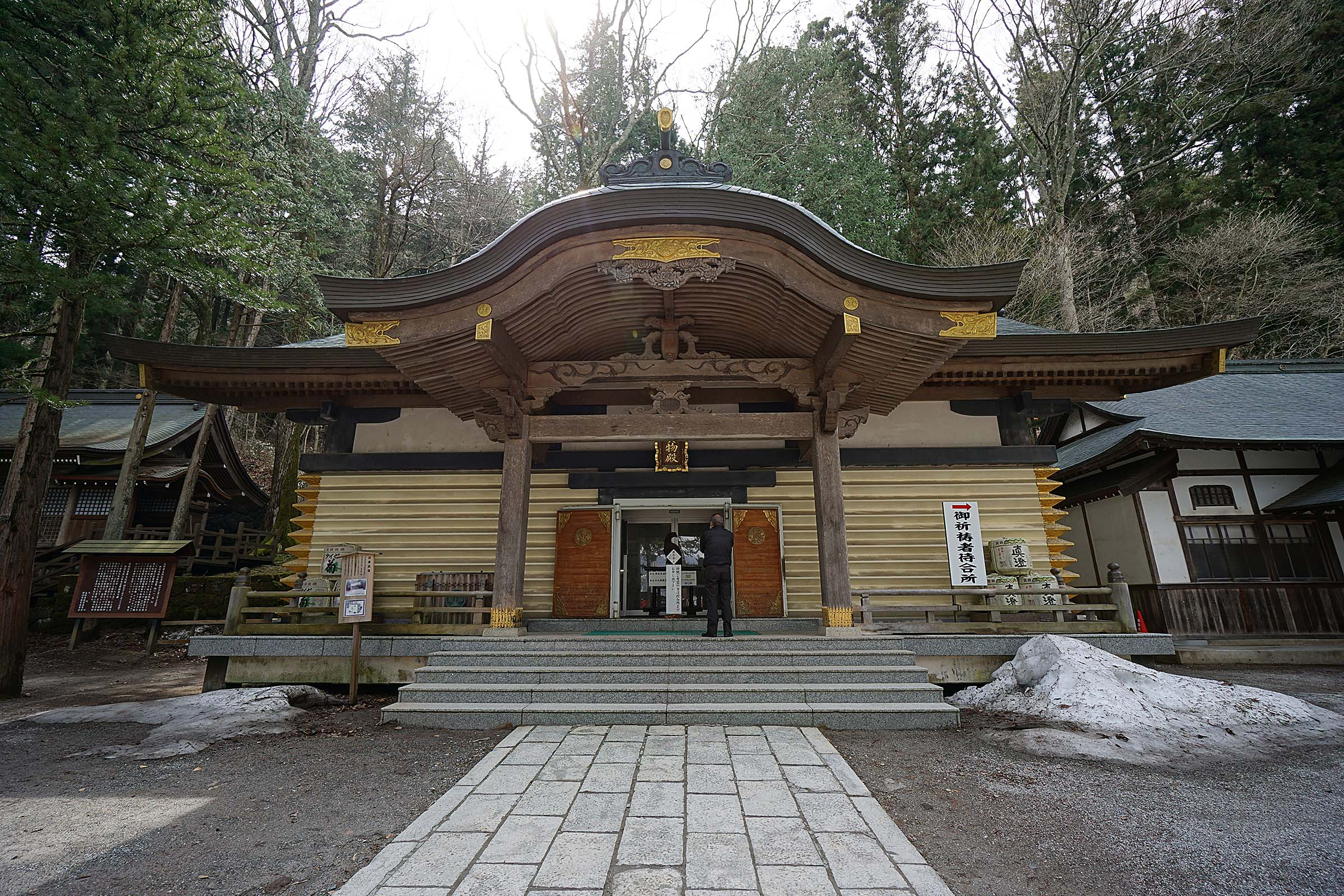
上社宝物殿
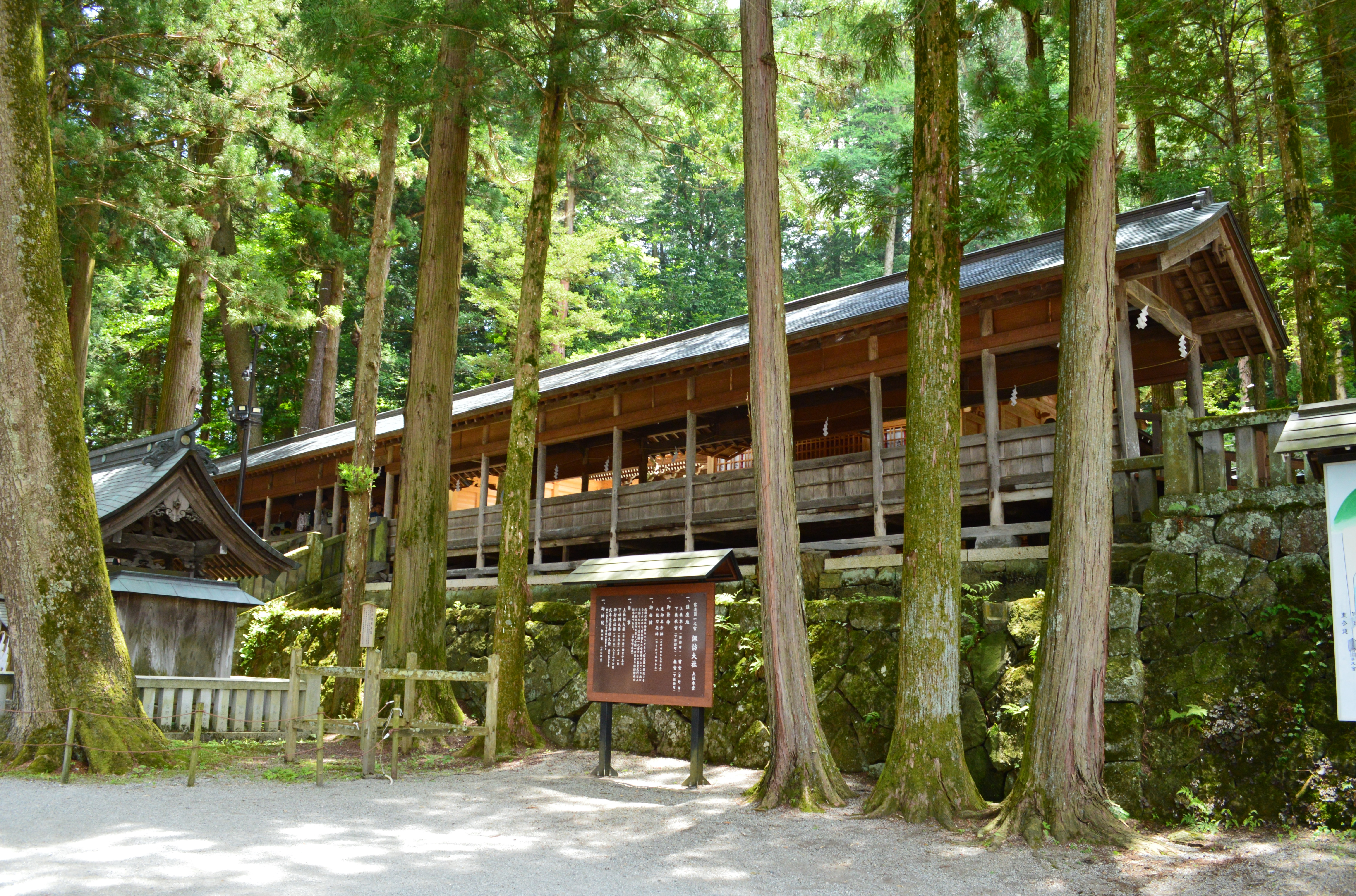
布橋（重要文化財）
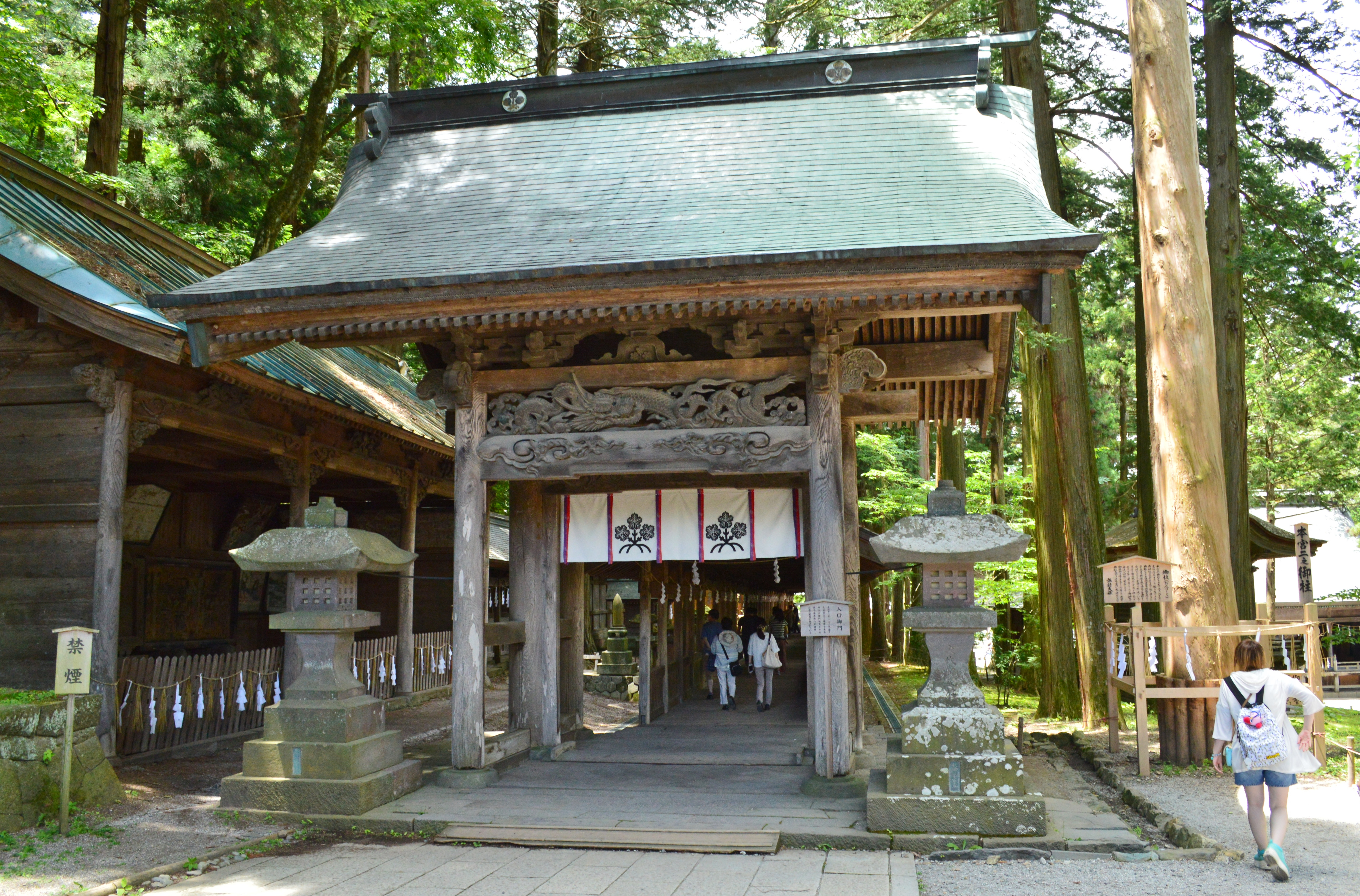
入口御門（重要文化財）
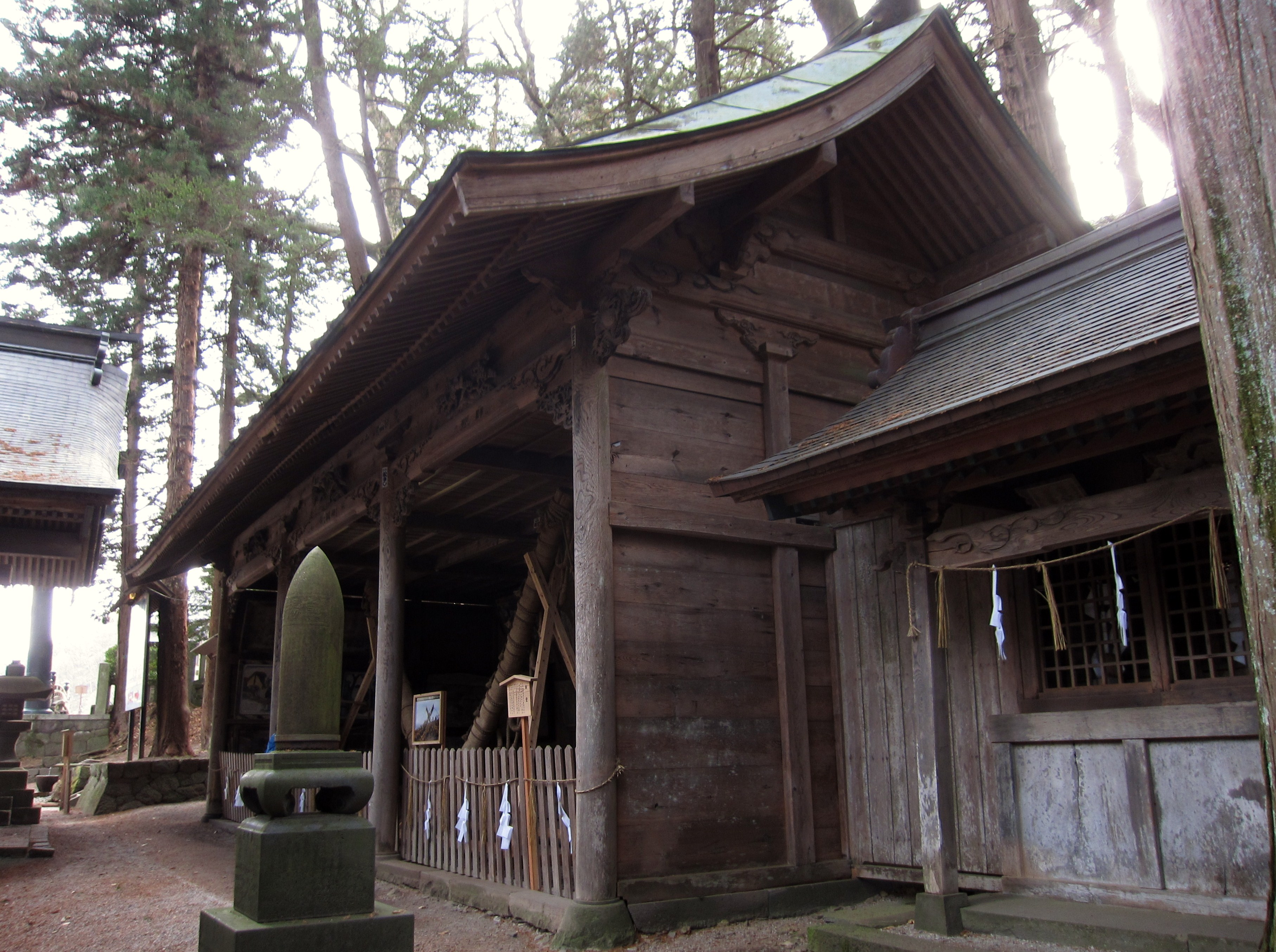
額堂（絵馬堂、重要文化財：附指定）
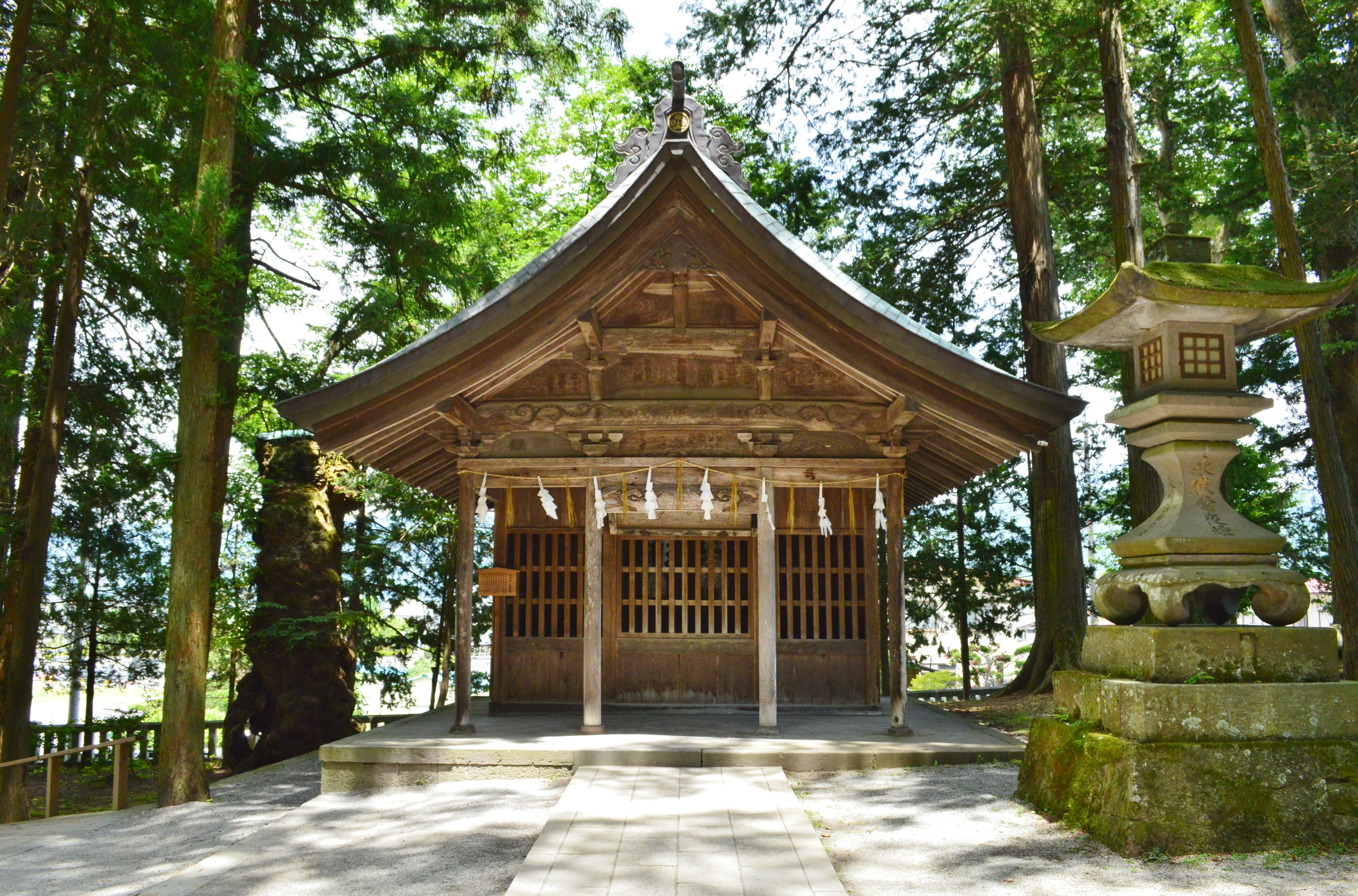
神馬舎（重要文化財）
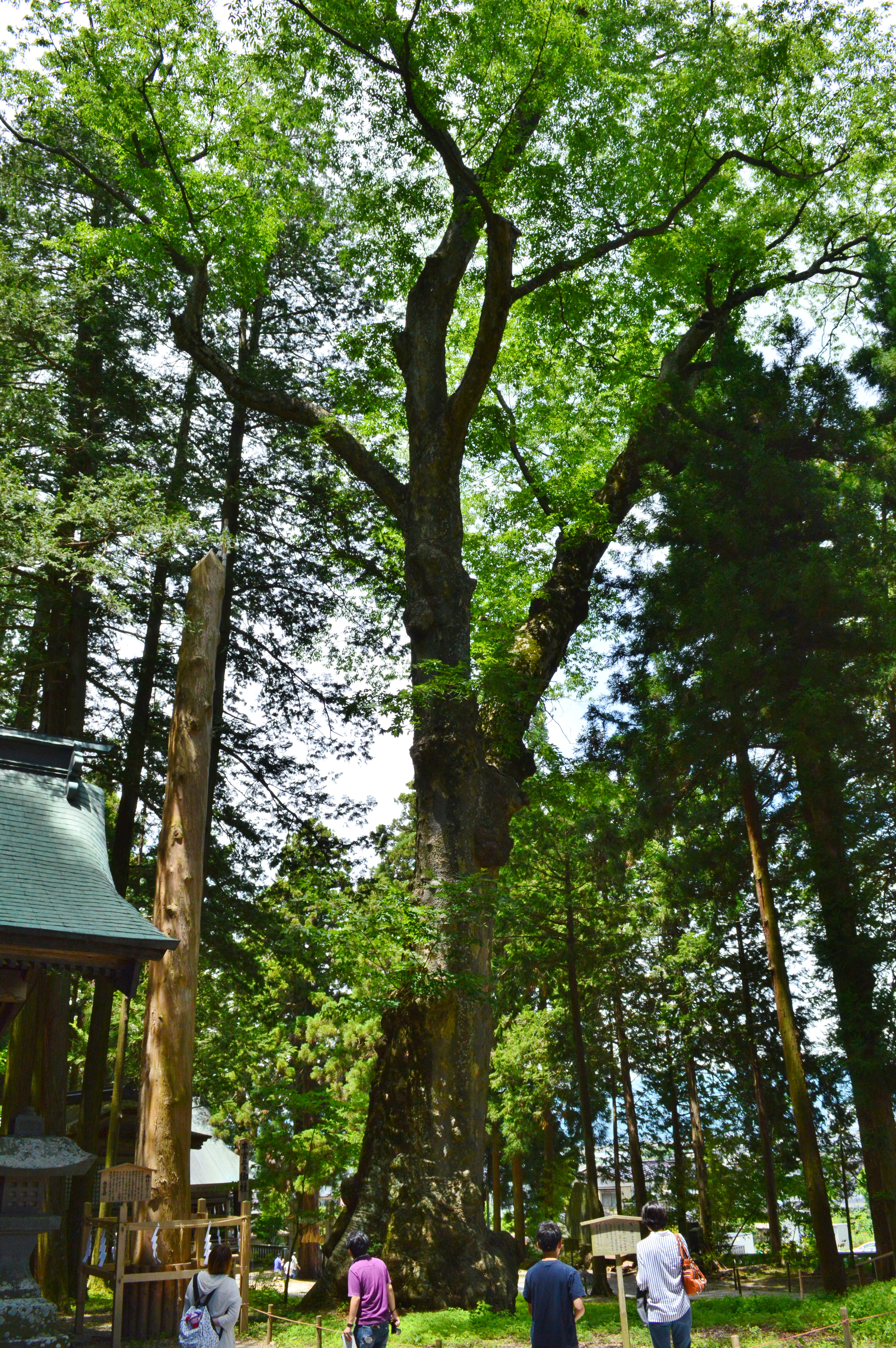
贄掛けの欅
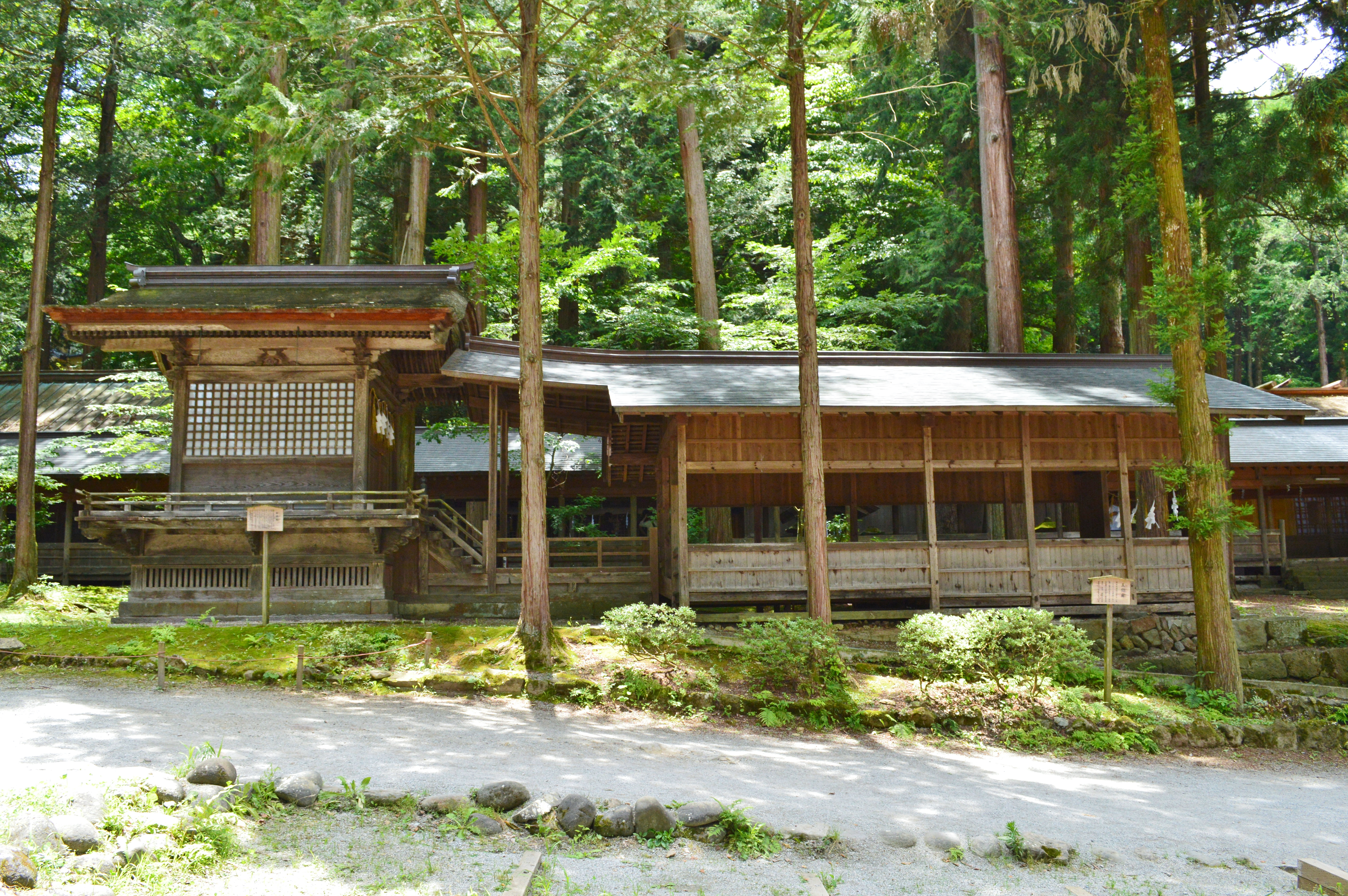
勅使殿（左）・五間廊（右、いずれも重要文化財）
雷電爲右エ門銅像 矢崎虎夫作。
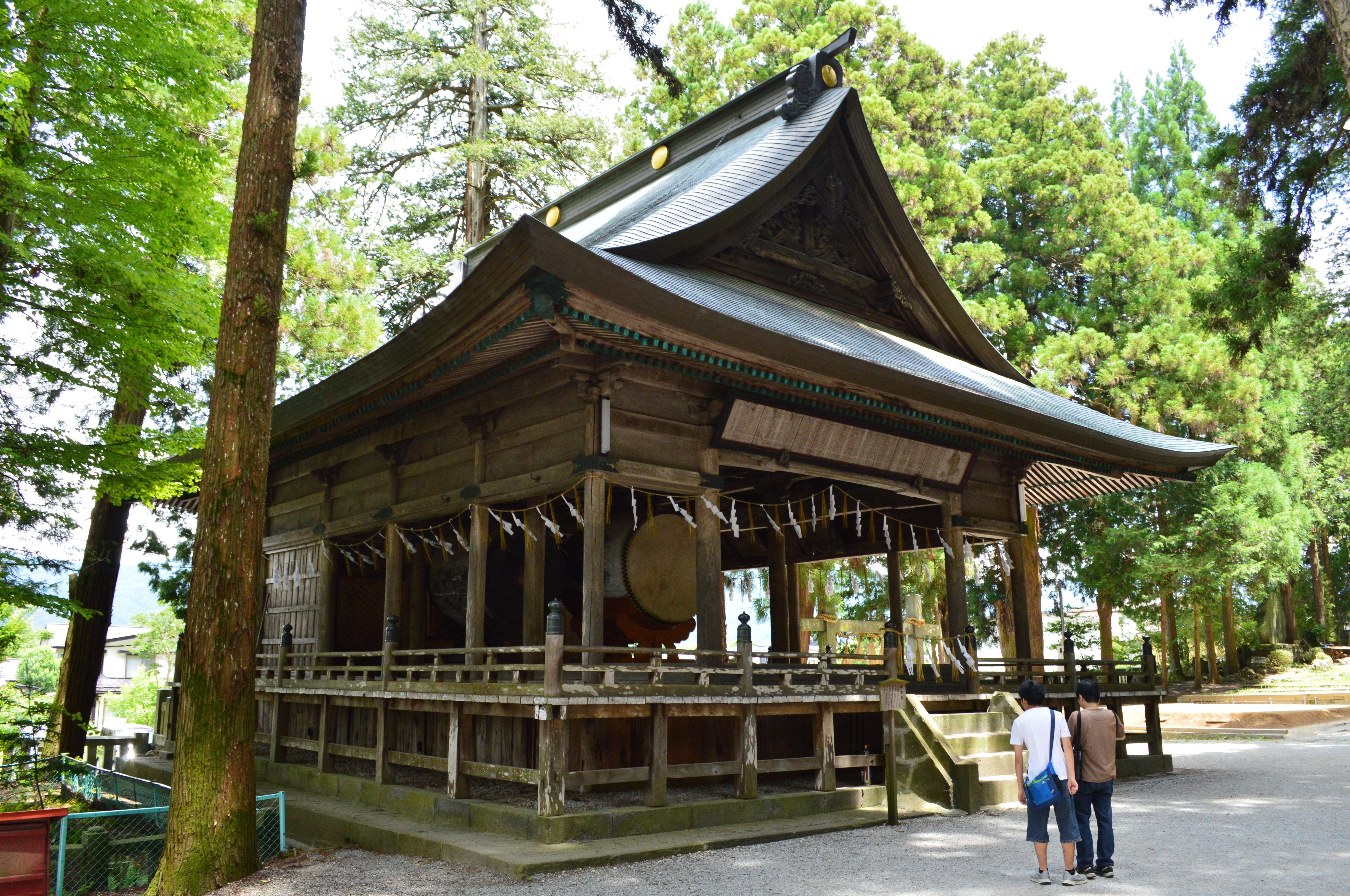
神楽殿（重要文化財）
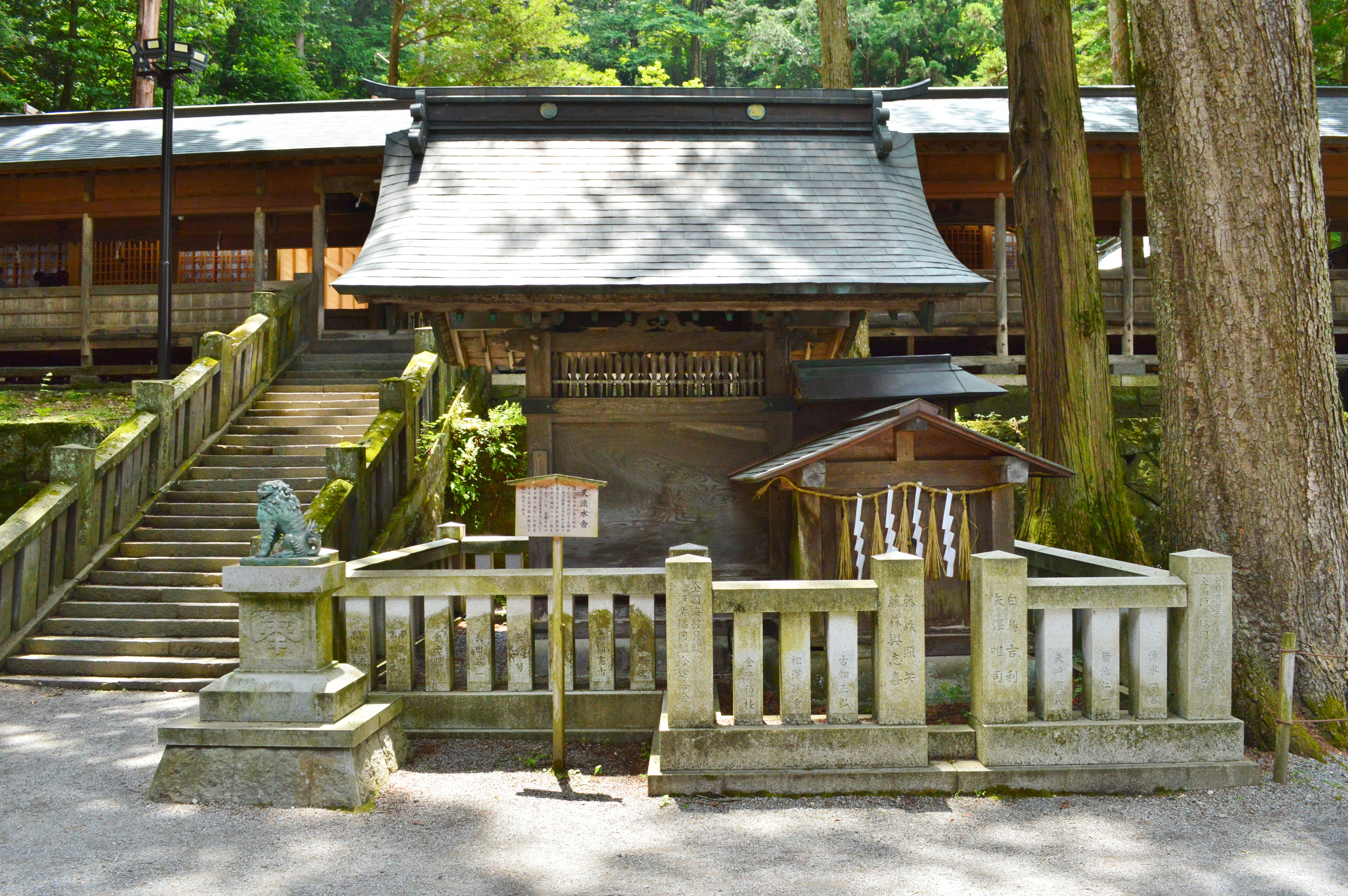
天流水舎（重要文化財）
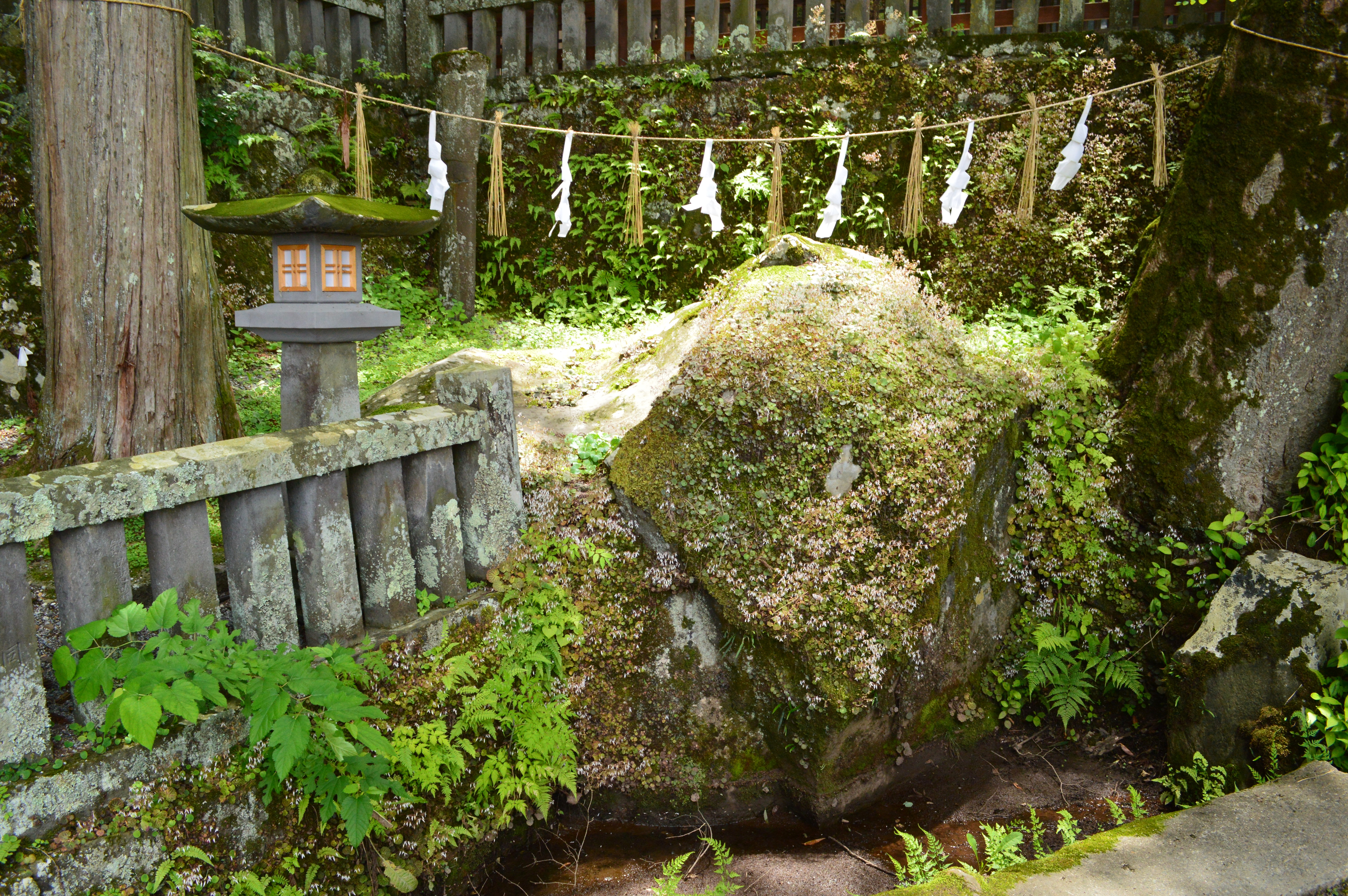
御沓石・天逆鉾
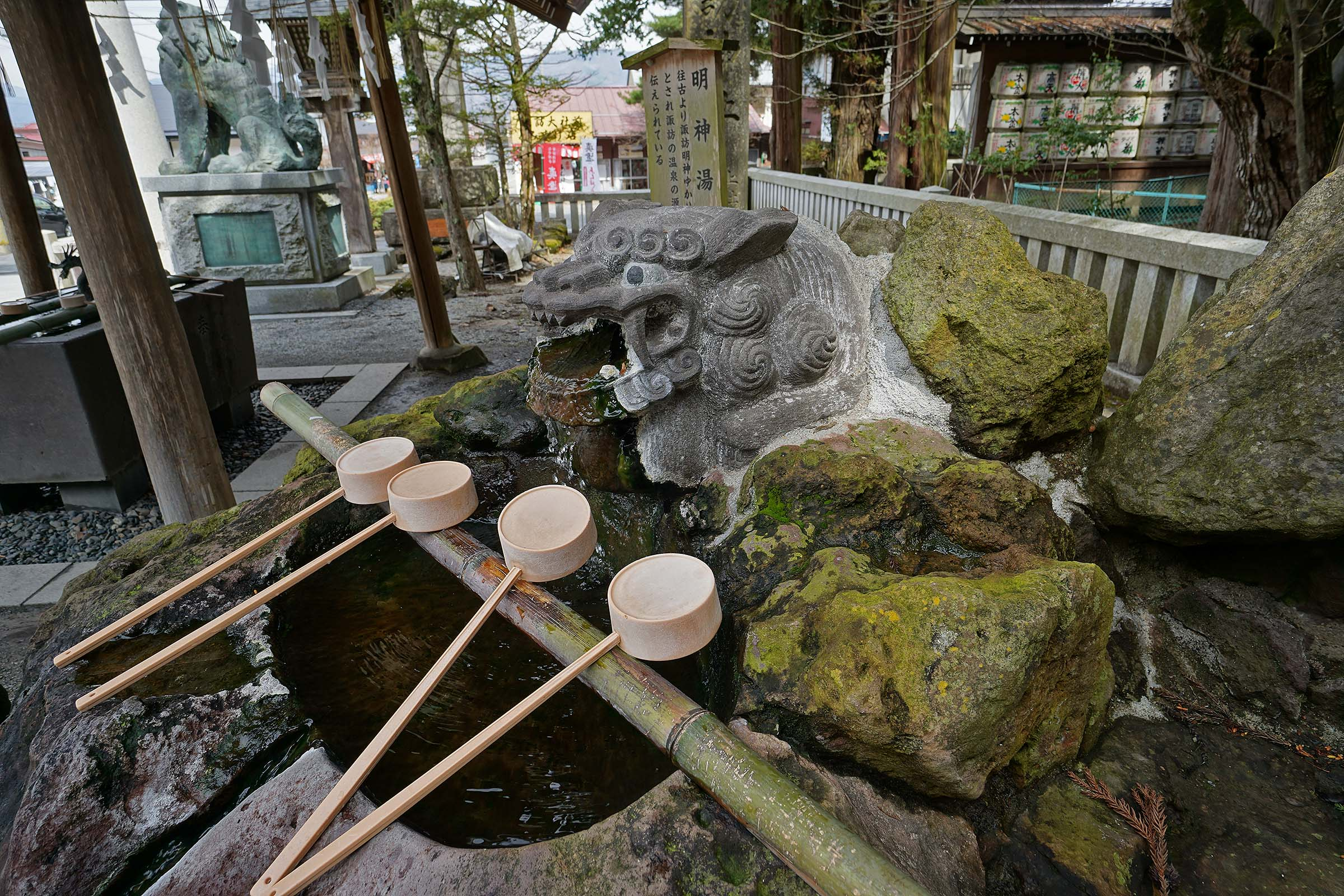
明神湯
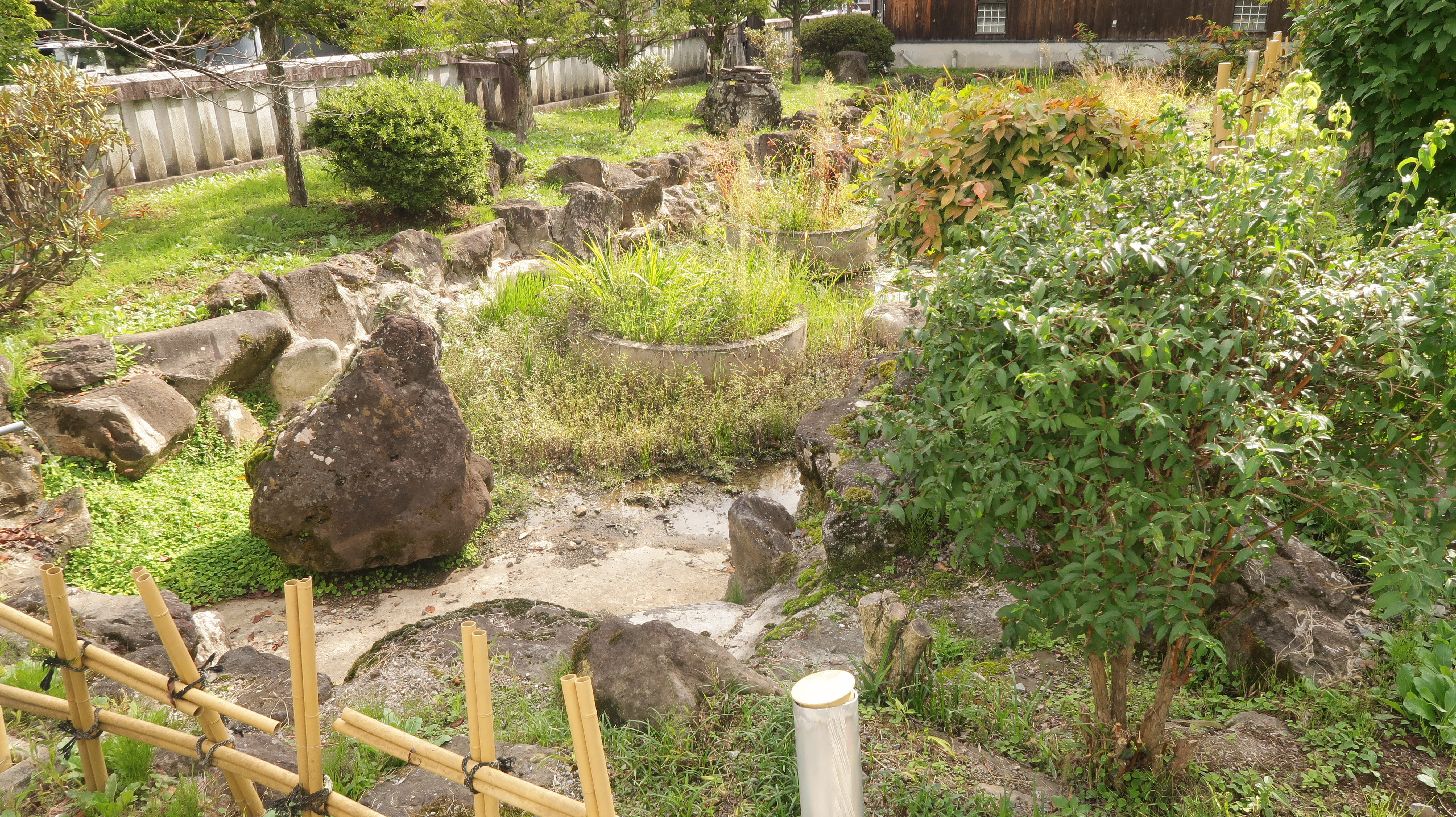
蓮池
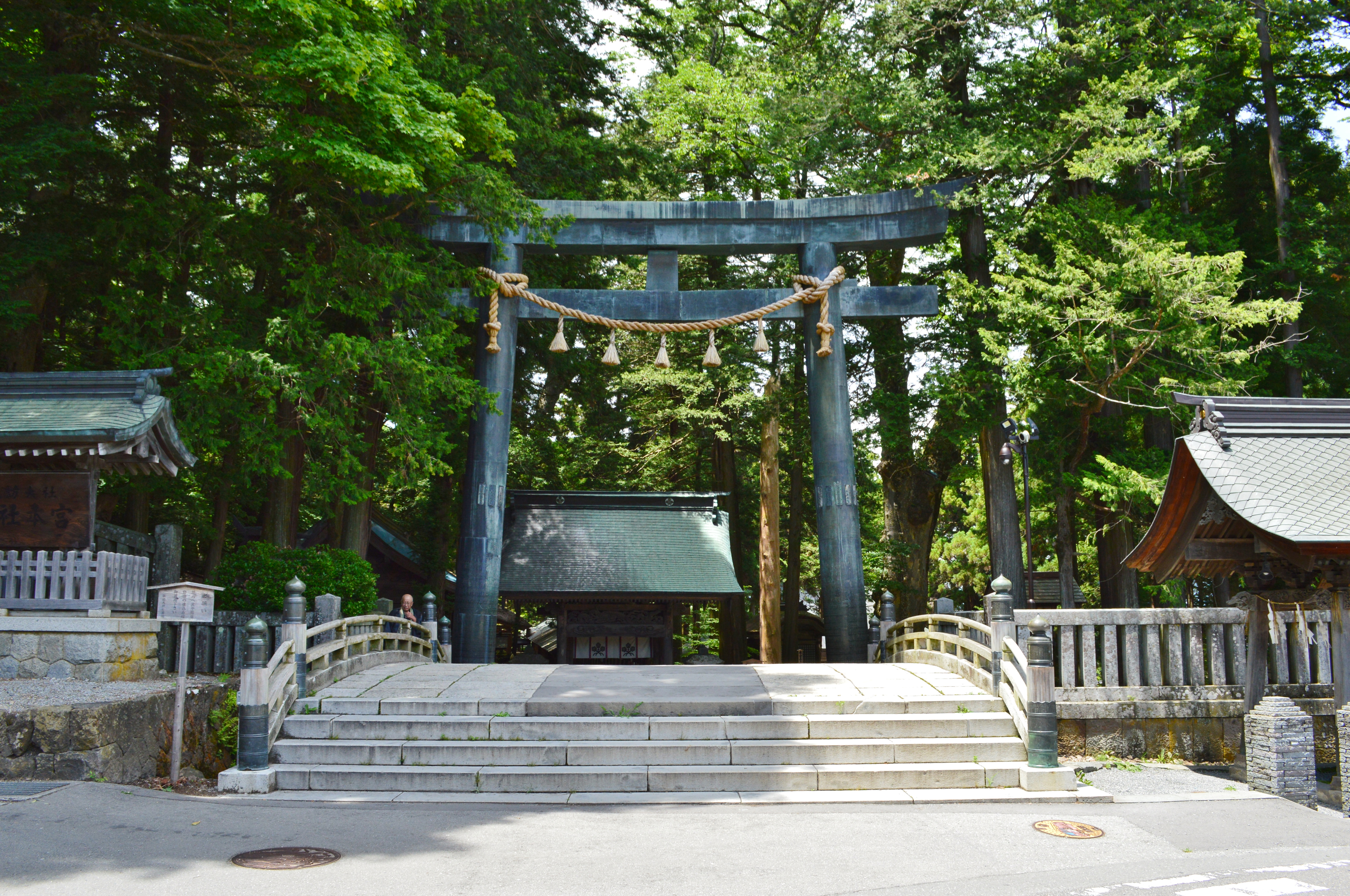
南鳥居（二之鳥居）
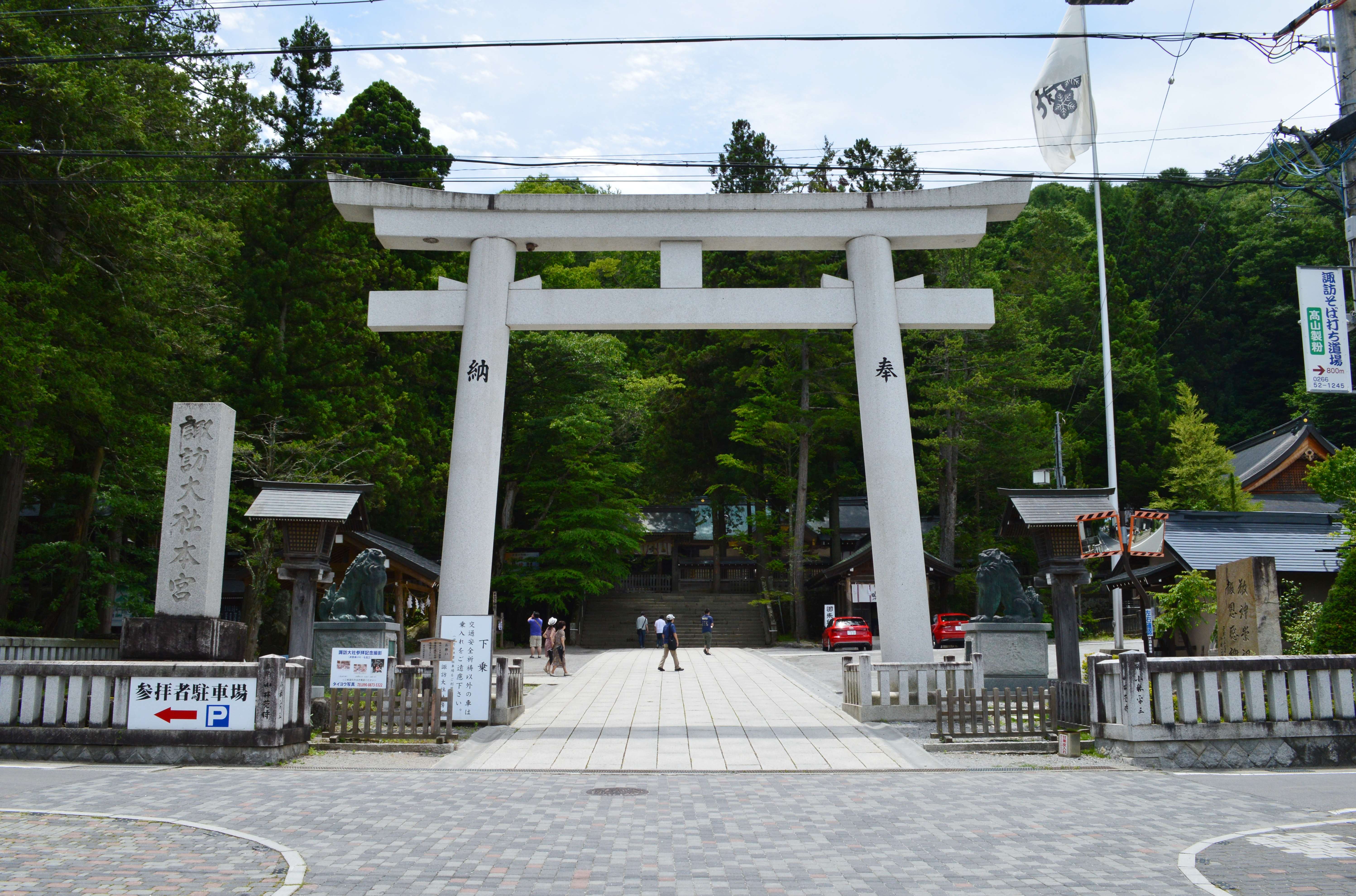
正面鳥居
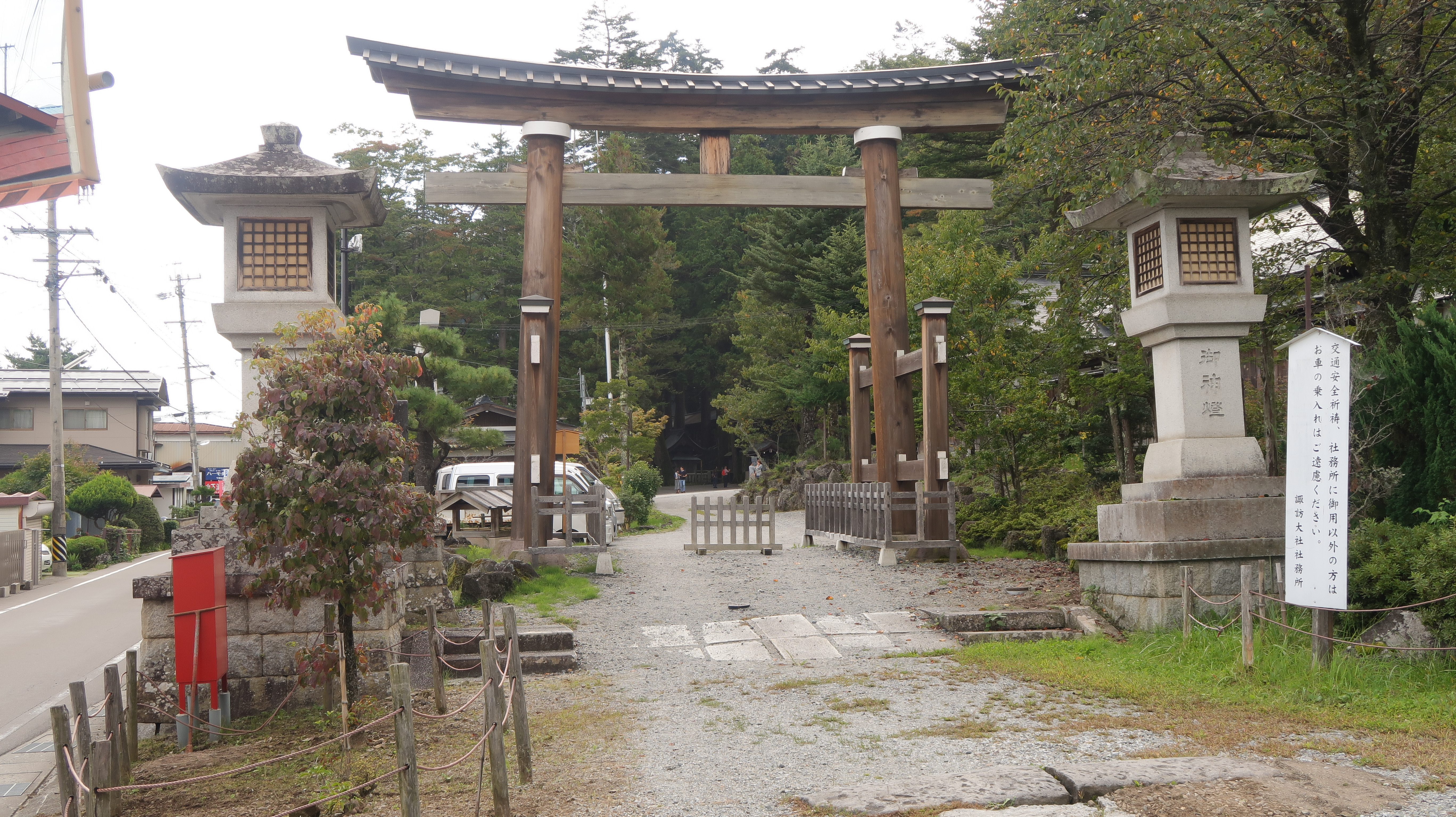
浪除鳥居（一之鳥居）

#### 前宮

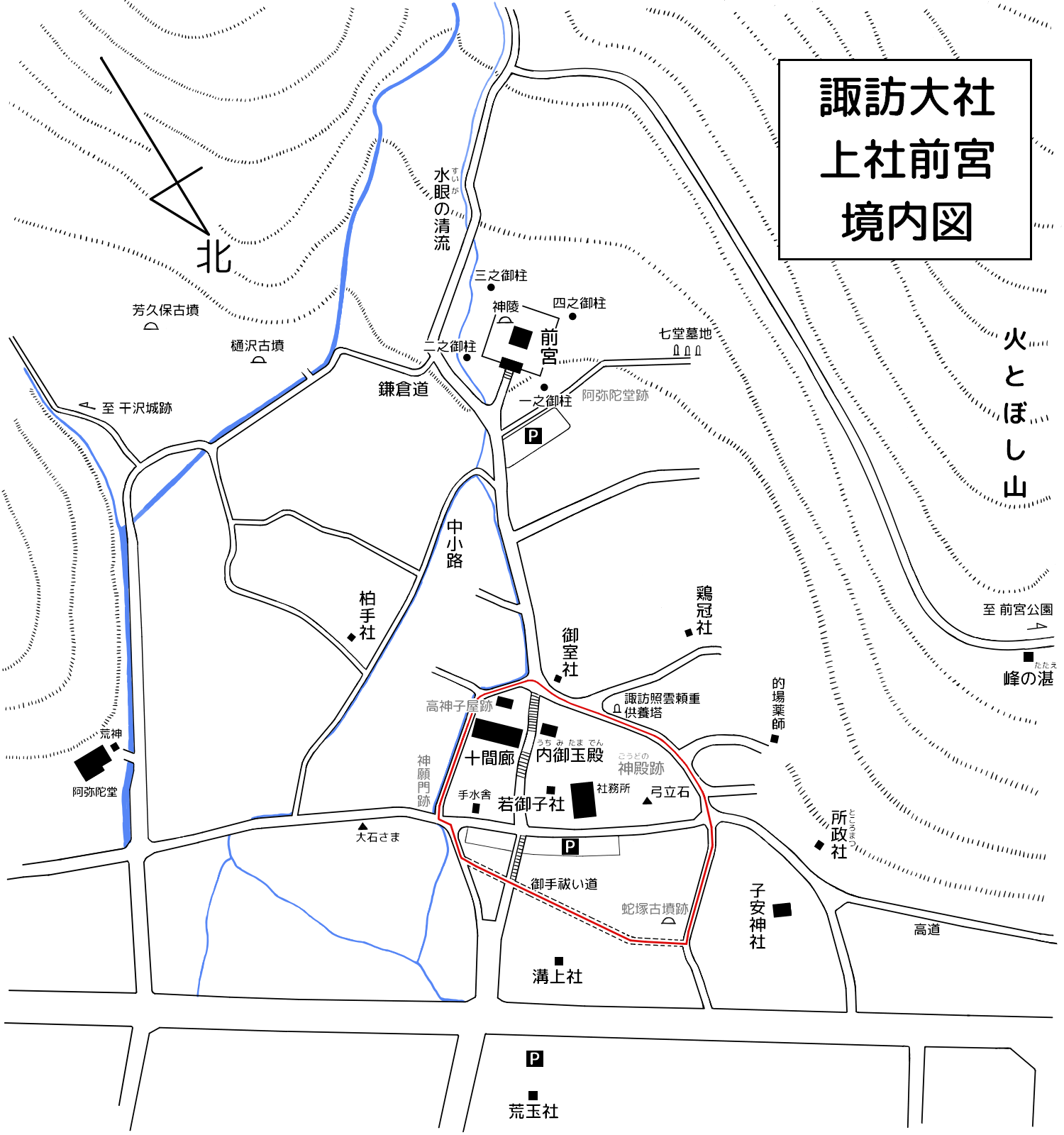
前宮境内図

前宮（まえみや）は、本宮の南東約2kmの地に鎮座する。諏訪の祭祀の発祥地とされる。境内には水眼川（すいががわ）が流れる。
上社の中で一番古い社で、かつては祭事の中心地でもあった。本来は守矢氏の本拠地であったが、神氏が諏訪に進入して大祝体制が成立してから大祝に譲ったといわれている。
当地には大祝の始祖とされる有員が初めて大祝に就いて以来、大祝の居館が設けられていた。大祝は神体と同視（いわば現人神）されていたことから、その居館は「神殿（ごうどの）」と尊称され、周辺は「神原（ごうばら）」と呼ばれた。当地では代々の大祝職位式のほか多くの祭事が行われ、摂末社も多く置かれた。大祝は祭政両権を有したことから、当地は諏訪地方の政治の中心地であった。
のち諏訪氏は兵馬の惣領家と祭祀の大祝家とに分かれ、政治の中心地は惣領家の居城である上原城に移った。そして大祝の屋敷もまた慶長6年（1601年）に移転したが、祭事は引き続いて当地にて行われていた。
江戸時代までは「前宮社」として上社境外摂社筆頭の社格を有して鎮座していたが、明治以降上社の前宮と定められた。上社の祭政一致時代の姿を色濃く残していることから、現在境内は「諏訪大社上社前宮神殿跡」として長野県の史跡に指定されている。
現在の祭神は八坂刀売神となっているが、これは『続日本後紀』に記載されている「前八坂刀売神」から発生した後世の解釈であり、古文献には「前宮二十の御社宮神」が見られることから本来はミシャグジを祀る場所だったという説がある。
- 本殿 - 伊勢神宮の古材で作られた社殿。大祝の精進屋があったところに建つ。
- 神陵伝承地 - 本殿横に所在。諏訪神（建御名方神）の神陵の跡とされる[88]。
- 拝所
- 十間廊 - 古くは「神原廊」とも呼ばれた。上社の例祭「御頭祭」が行われる。
- 内御玉殿（うちみたまでん）
- 神殿跡 - 上社の大祝が住んでいた居館の跡地。

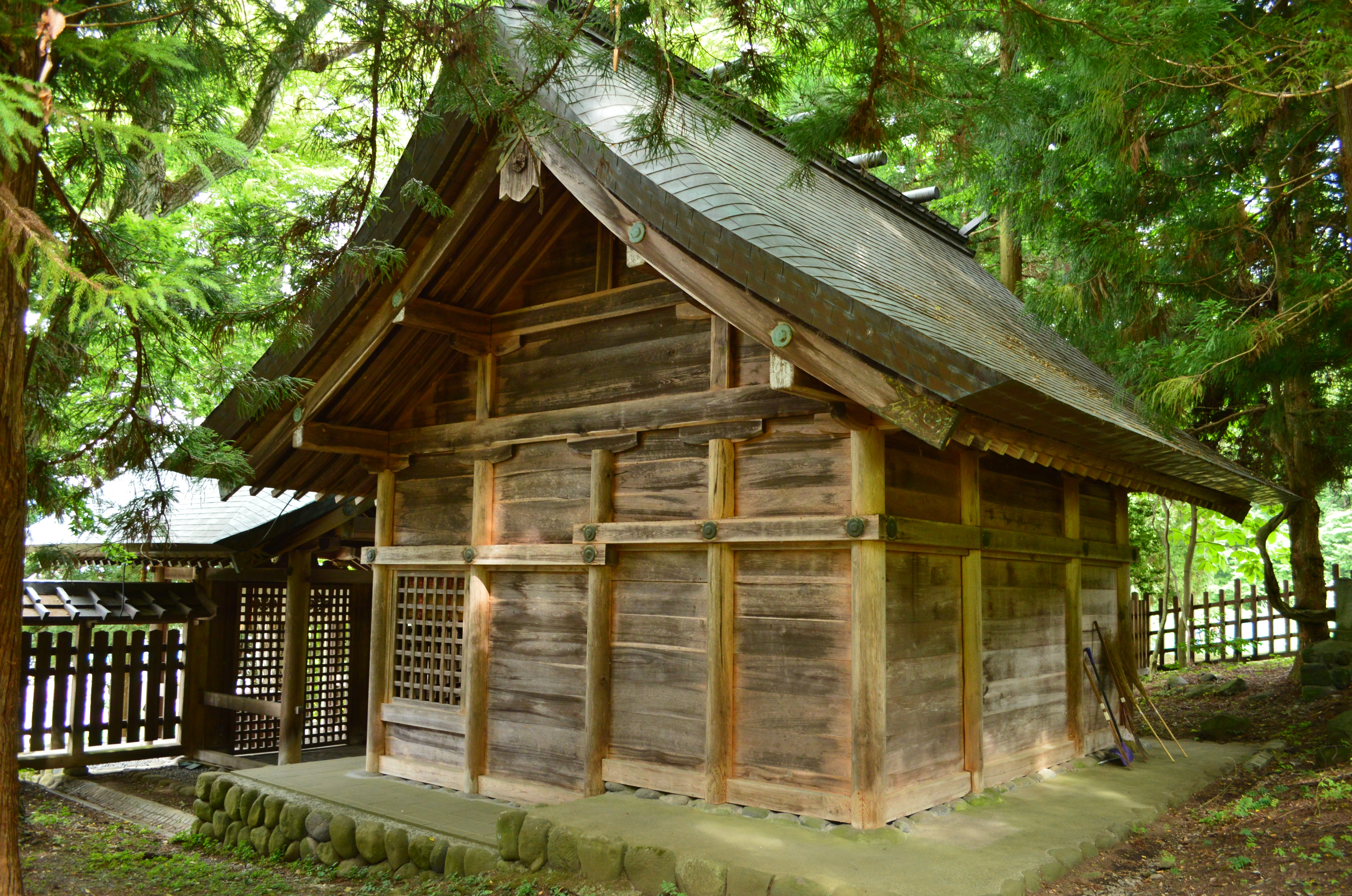
本殿
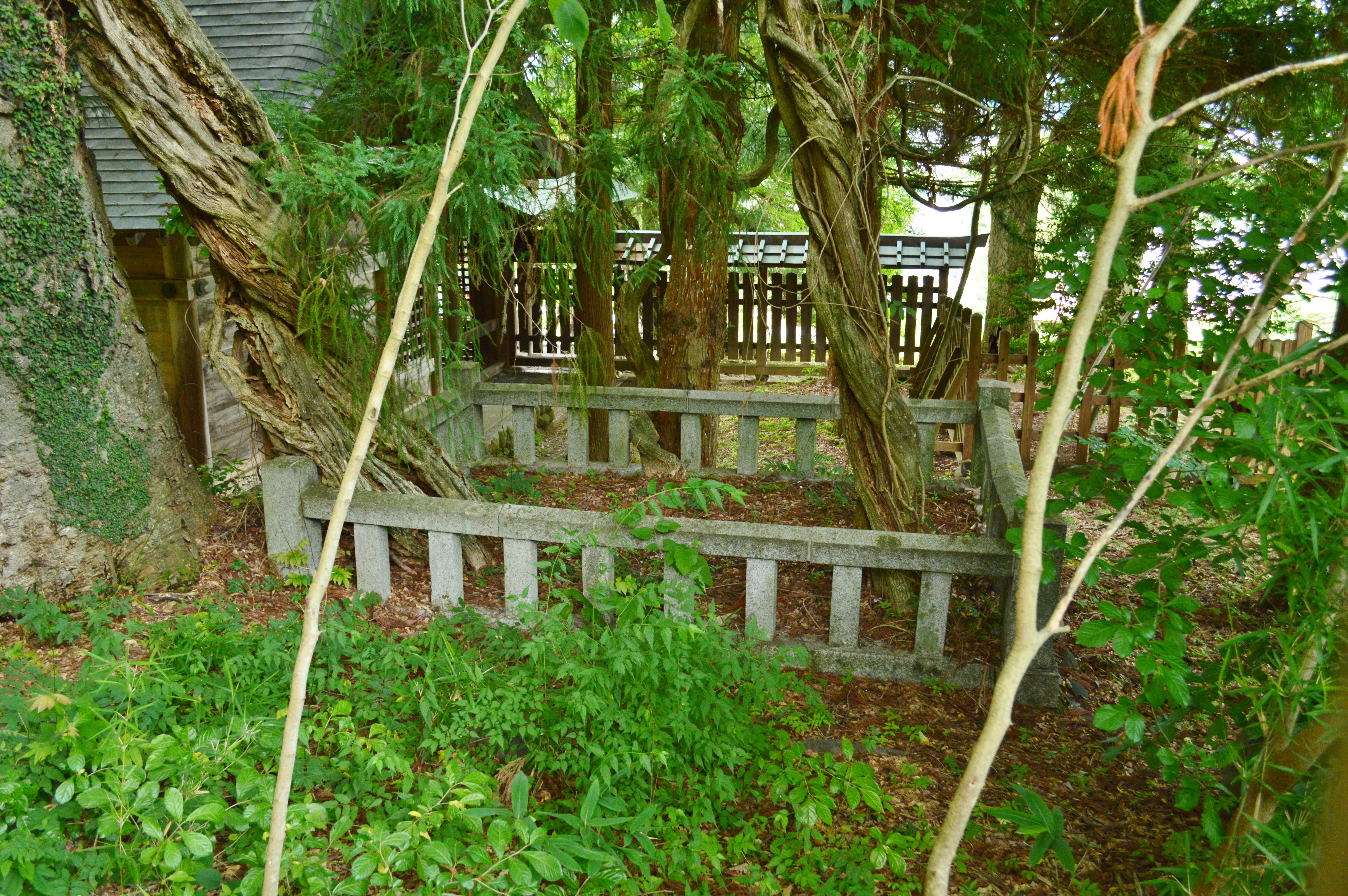
神陵伝承地
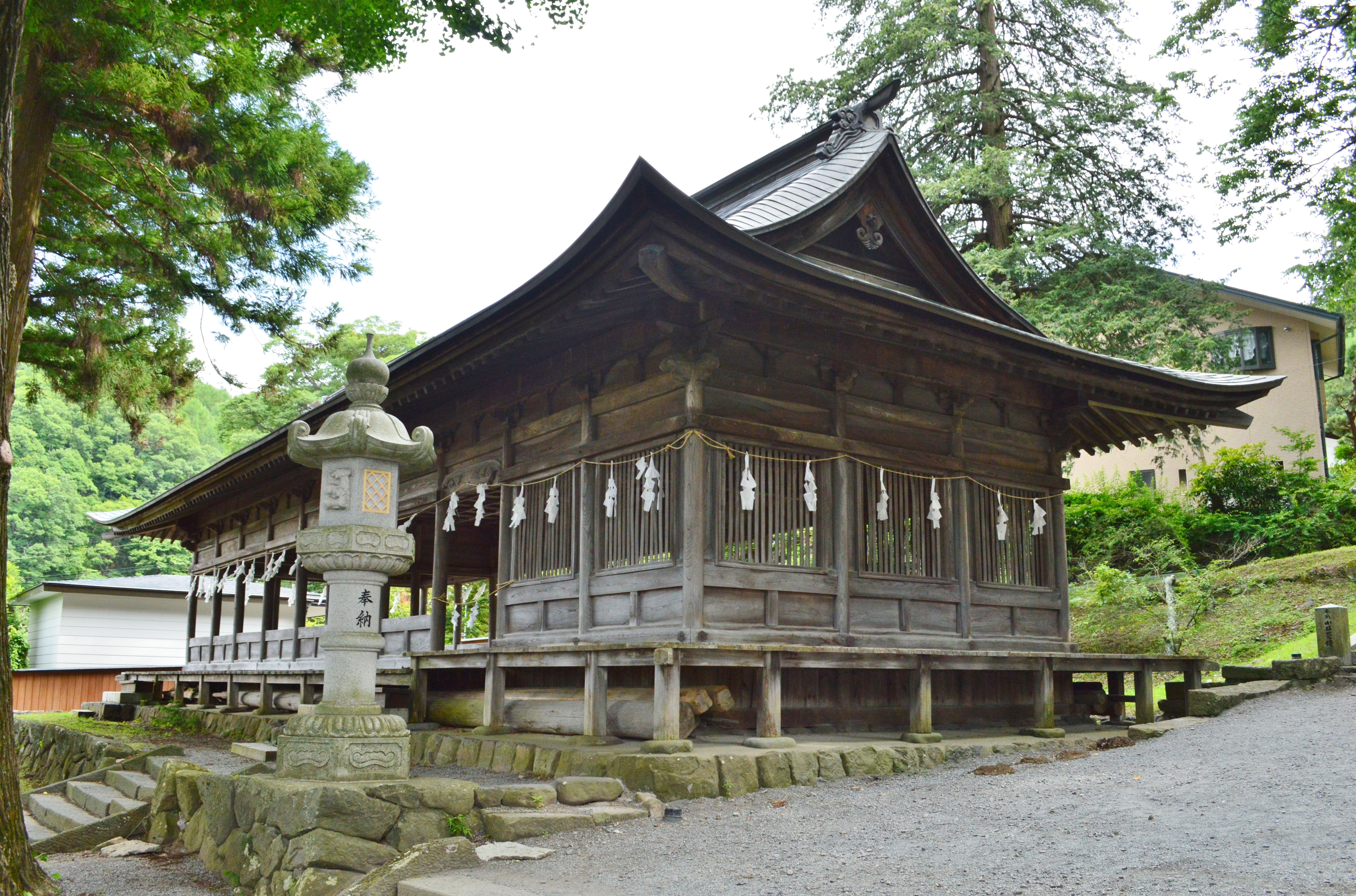
十間廊
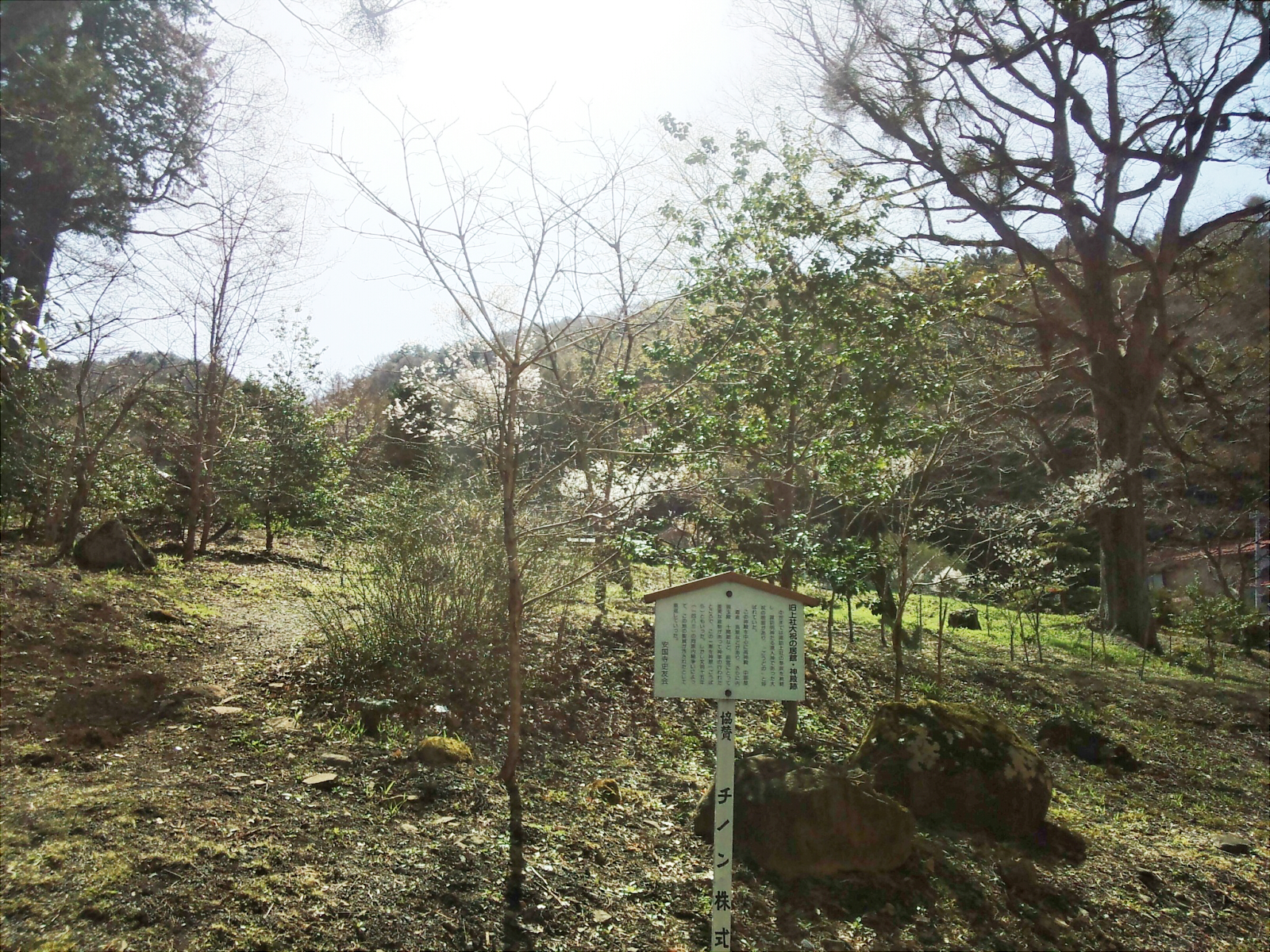
神殿跡
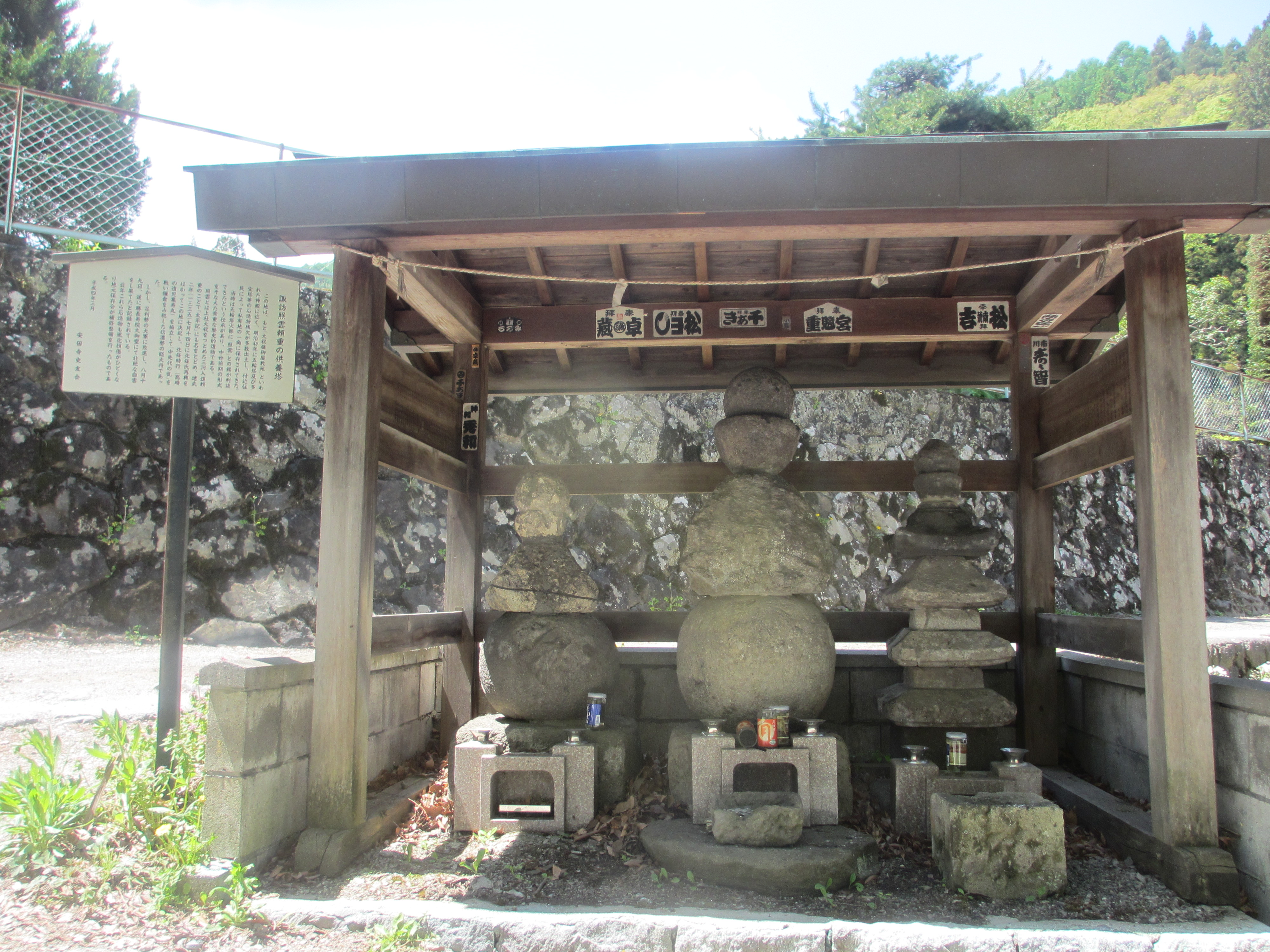
諏訪照雲頼重の供養塔
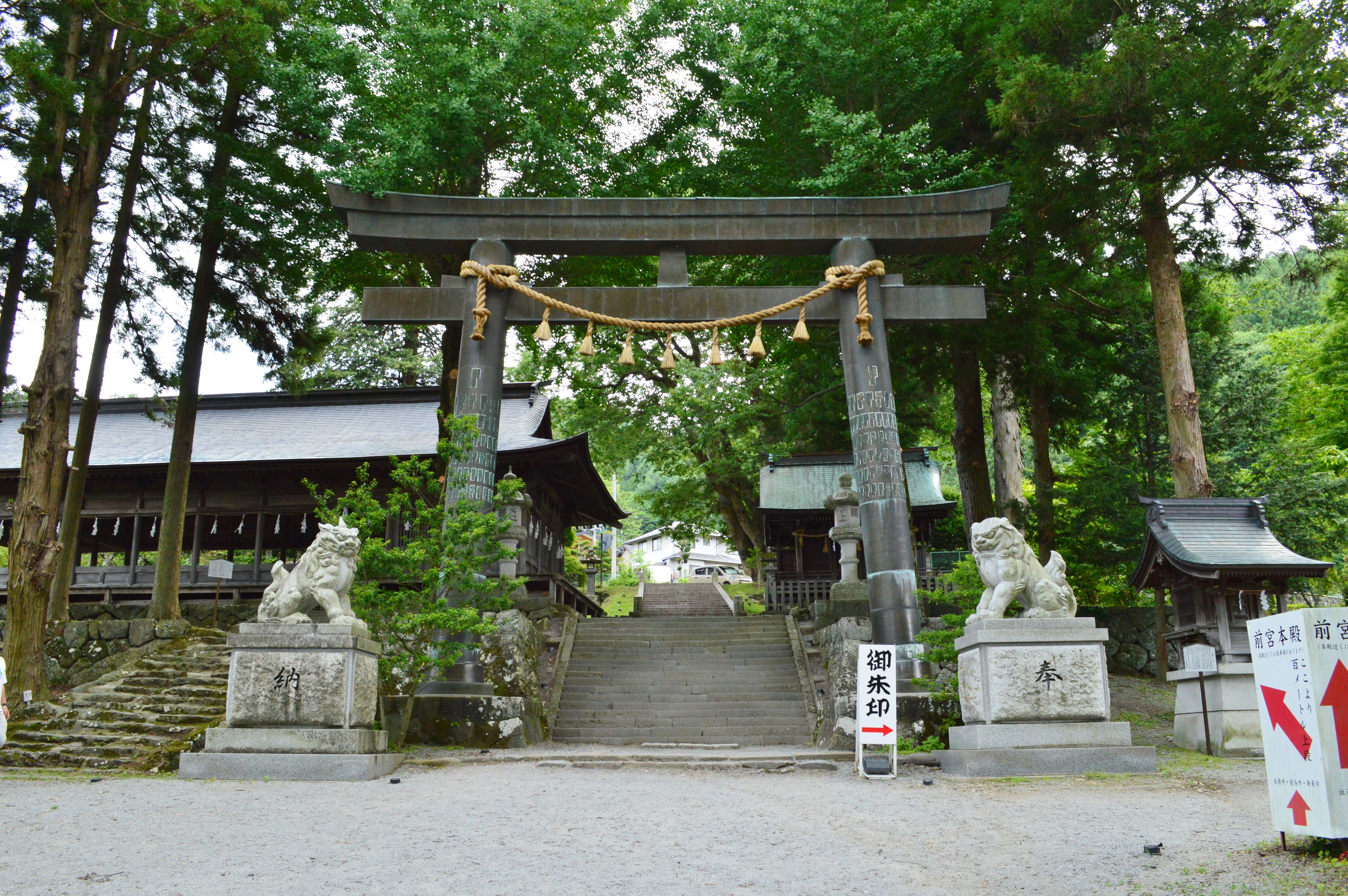
鳥居
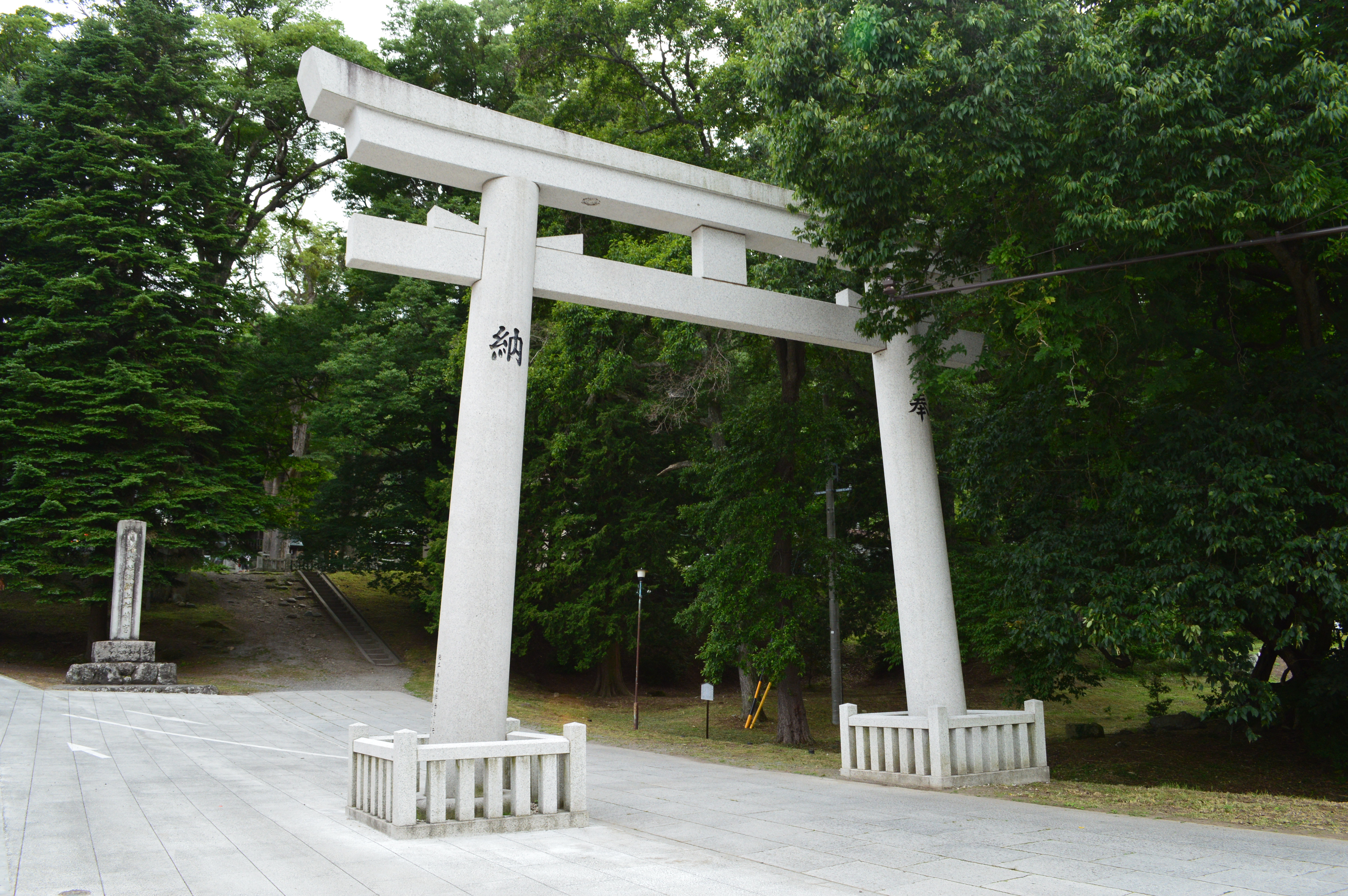
鳥居
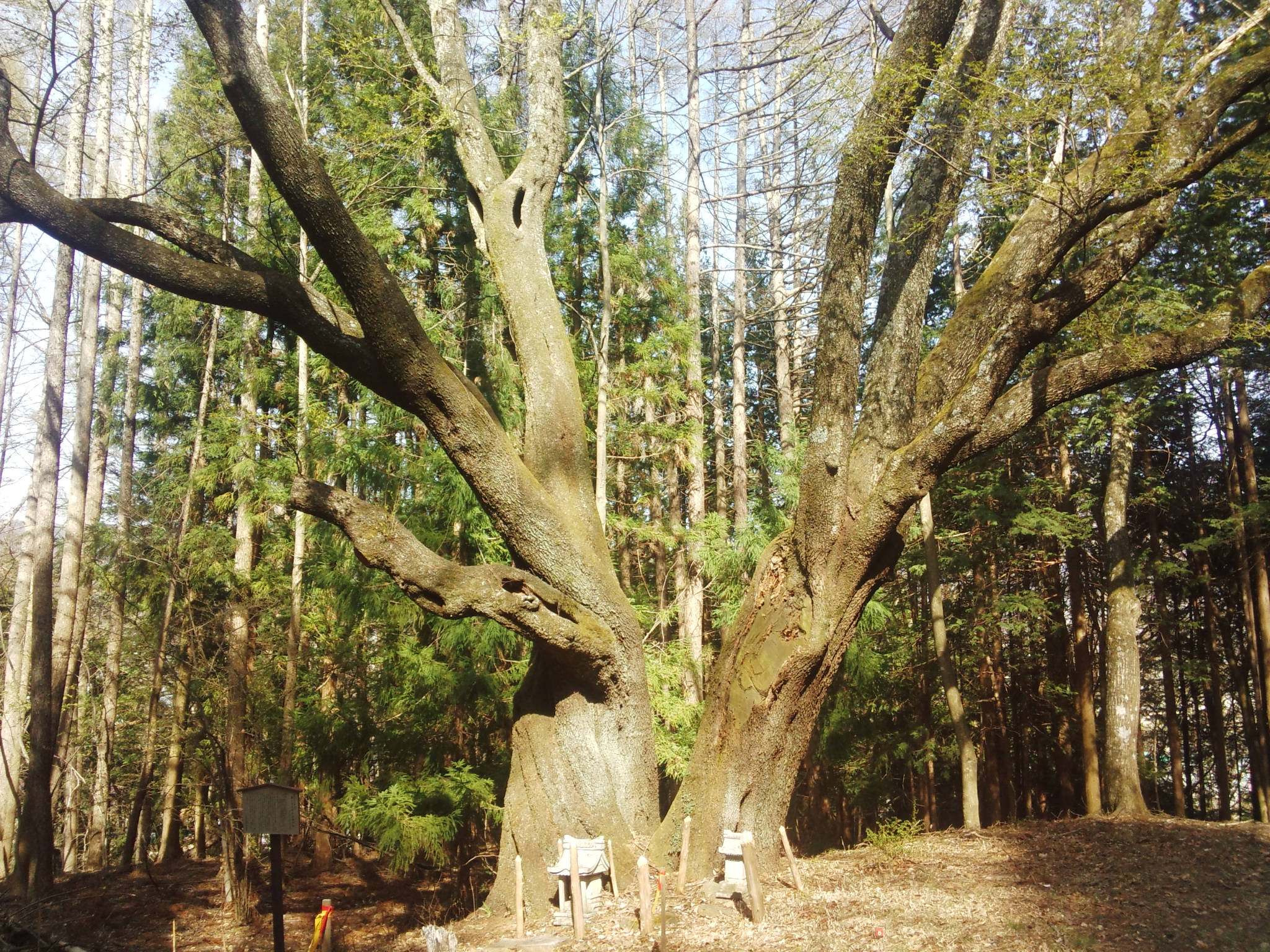
峰湛（みねたたえ）

#### 摂末社
- 本宮境内社
  - 摂社
    - 出早社（いづはやしゃ） - 祭神：出早雄命（いづはやおのみこと）（御子神）。例祭：10月15日。
    - 大國主社 - 祭神：大国主命（父神）。例祭：5月14日。

  - 末社
    - 高島神社 - 祭神：諏訪頼忠公、諏訪頼水公、諏訪忠恒公（高島藩中興の3代）。例祭：9月23日（近年は8月12日に執行）。
- 三十九所
上社には上・中・下十三所ずつの計三十九所の摂末社が設けられていた。現在摂末社は上社で42社・下社で27社あり、明治以後独立した関係社を含めると計95社に及ぶ[92]。本宮にはこれらの神々を遥拝する遥拝所があり、朝夕に遥拝が行われる。遥拝所は文政11年（1828年）造営。

諏訪大社上社三十九所の一覧。
- 上十三所
  1. 所政社（ところまつしゃ）（前宮）
  2. 前宮社（前宮）
  3. 磯並社（いそなみしゃ）（茅野市宮川高部）
  4. 大年社（おおとししゃ）（茅野市ちの茅野町）
  5. 荒玉社（あらたましゃ）（前宮）
  6. 千野川社（ちのがわしゃ）（亀石社）（茅野市宮川西茅野）
  7. 若御子社（わかみこしゃ）（前宮）
  8. 柏手社（かしわでしゃ）（前宮）
  9. 葛井社（くずいしゃ）（茅野市ちの上原）
  10. 溝上社（みぞがみしゃ）（前宮）
  11. 瀬社（せしゃ）（茅野市宮川高部）
  12. 玉尾社（たまおしゃ）（茅野市宮川高部）
  13. 穂股社（ほまたしゃ）（茅野市宮川高部）
- 中十三所
  1. 藤島社（諏訪市中洲神宮寺）
  2. 内御玉殿（うちみたまでん）（前宮）
  3. 鶏冠社（けいかんしゃ）（前宮）
  4. 酢蔵社（すくらしゃ）（茅野市ちの横内）
  5. 習焼社（ならやきしゃ）（諏訪市湖南）
  6. 御座石社（ございししゃ）（茅野市本町）
  7. 御飯殿（本宮）
  8. 相本社（あいもとしゃ）（茅野市宮川高部）
  9. 若宮社（わかみやしゃ）（諏訪市中洲神宮寺）
  10. 大四御庵（おおよつみいお）（富士見町御射山）
  11. 山御庵（やまみいお）（富士見町御射山）
  12. 御作久田社（みさくだしゃ）（不明）
  13. 闢尾社（あきほしゃ）（原村室内）
- 下十三所
  1. 八剱社（やつるぎしゃ、八剣神社）（諏訪市小和田）
  2. 小坂社（おさかしゃ）（岡谷市湊）
  3. 鷺宮社（さぎのみやしゃ、先宮神社）（諏訪市大和）
  4. 荻宮（諏訪市四賀上桑原）
  5. 達屋社（たつやしゃ）（茅野市ちの横内）
  6. 酒室社（さかむろしゃ）（茅野市宮川坂室）
  7. 下馬社（げばしゃ）（茅野市宮川高部）
  8. 御室社（みむろしゃ）（前宮）
  9. 御賀摩社（おかましゃ）（本宮）
  10. 磯並山神（いそなみやまのかみ）（茅野市宮川高部）
  11. 武居会美酒（諏訪市中洲神宮寺武居平）
  12. 神殿中部屋（ごうどのなかべや）（前宮→神宮寺）
  13. 長廊神社（本宮）

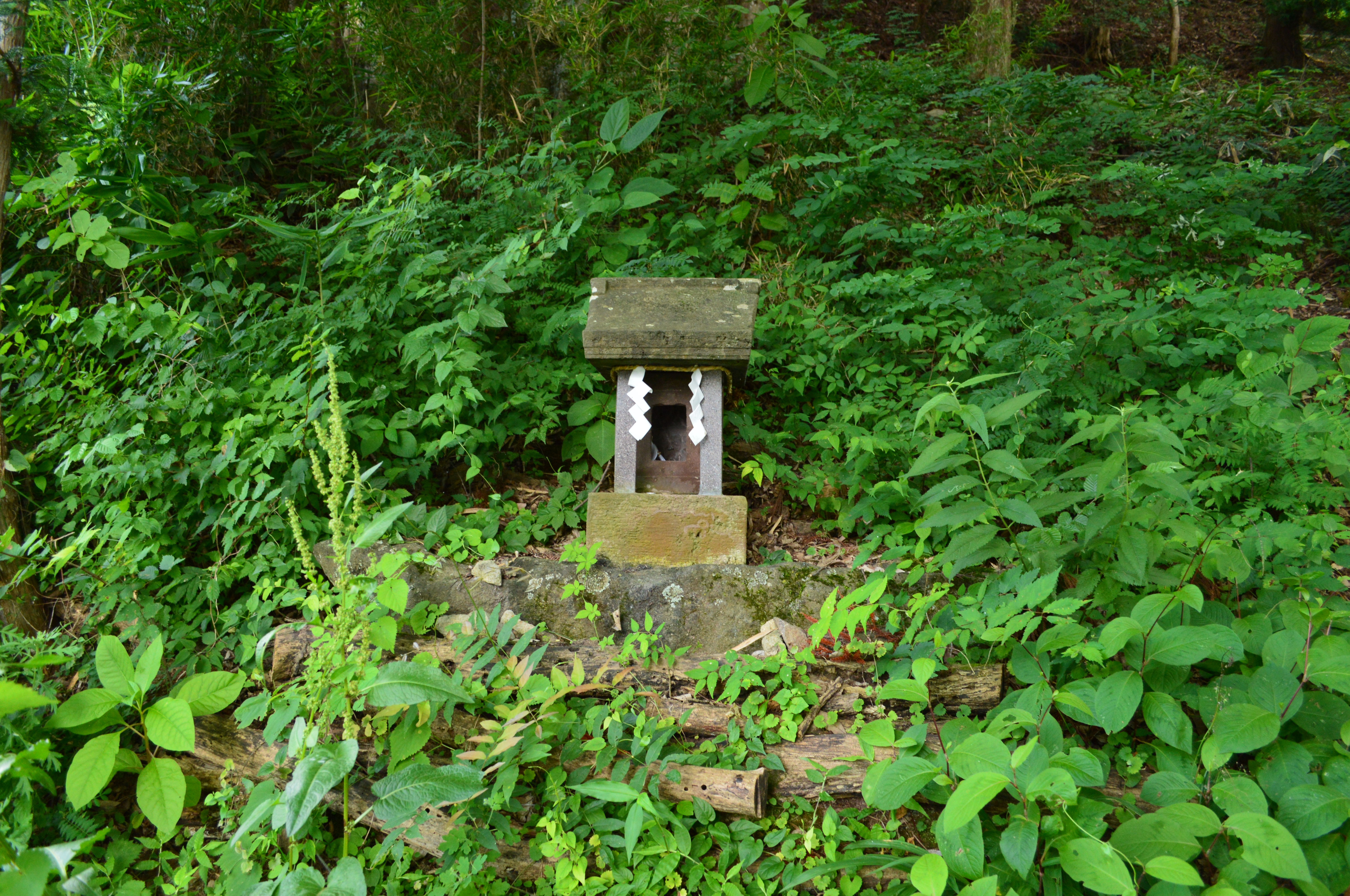
所政社
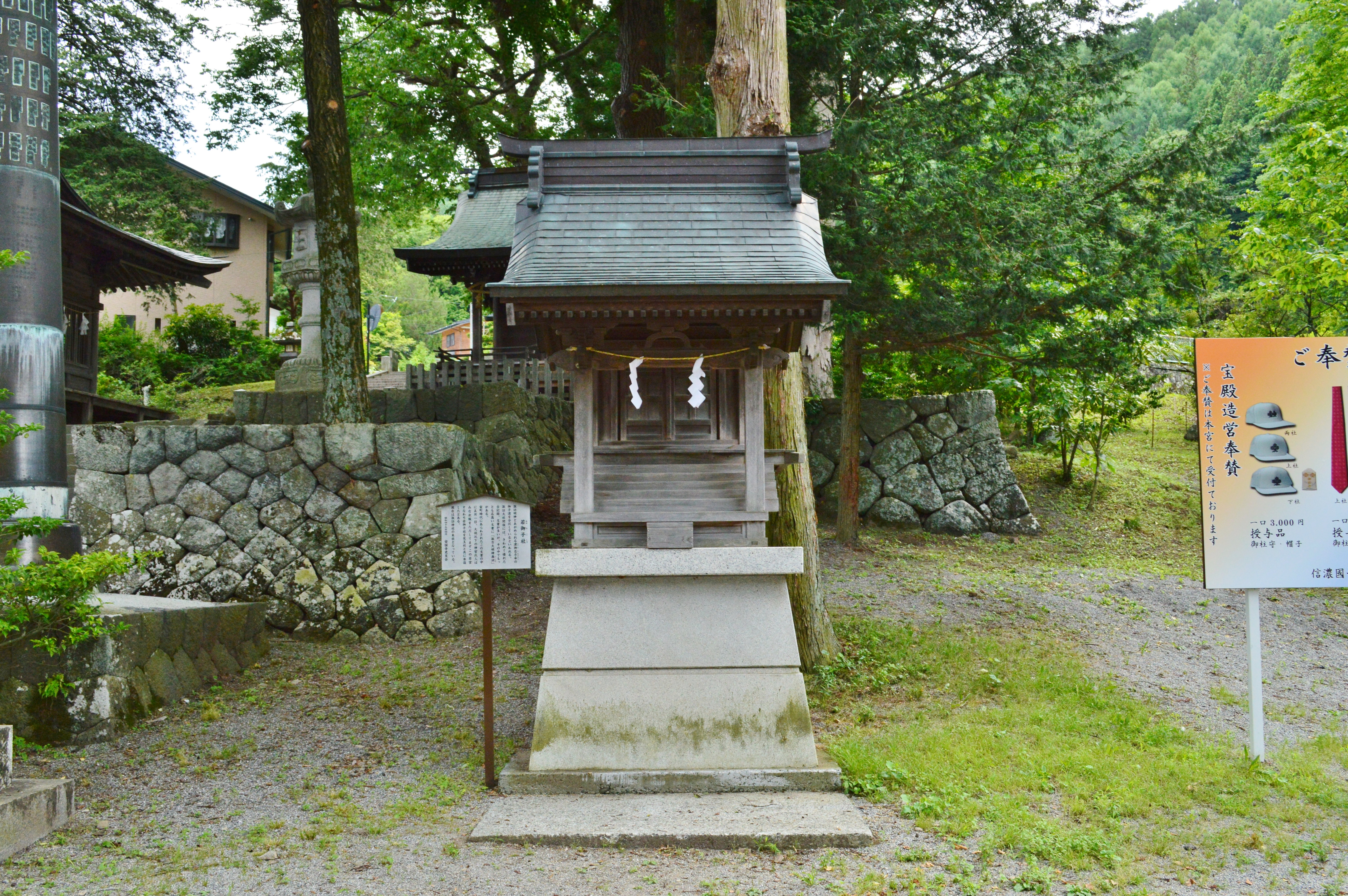
若御子社
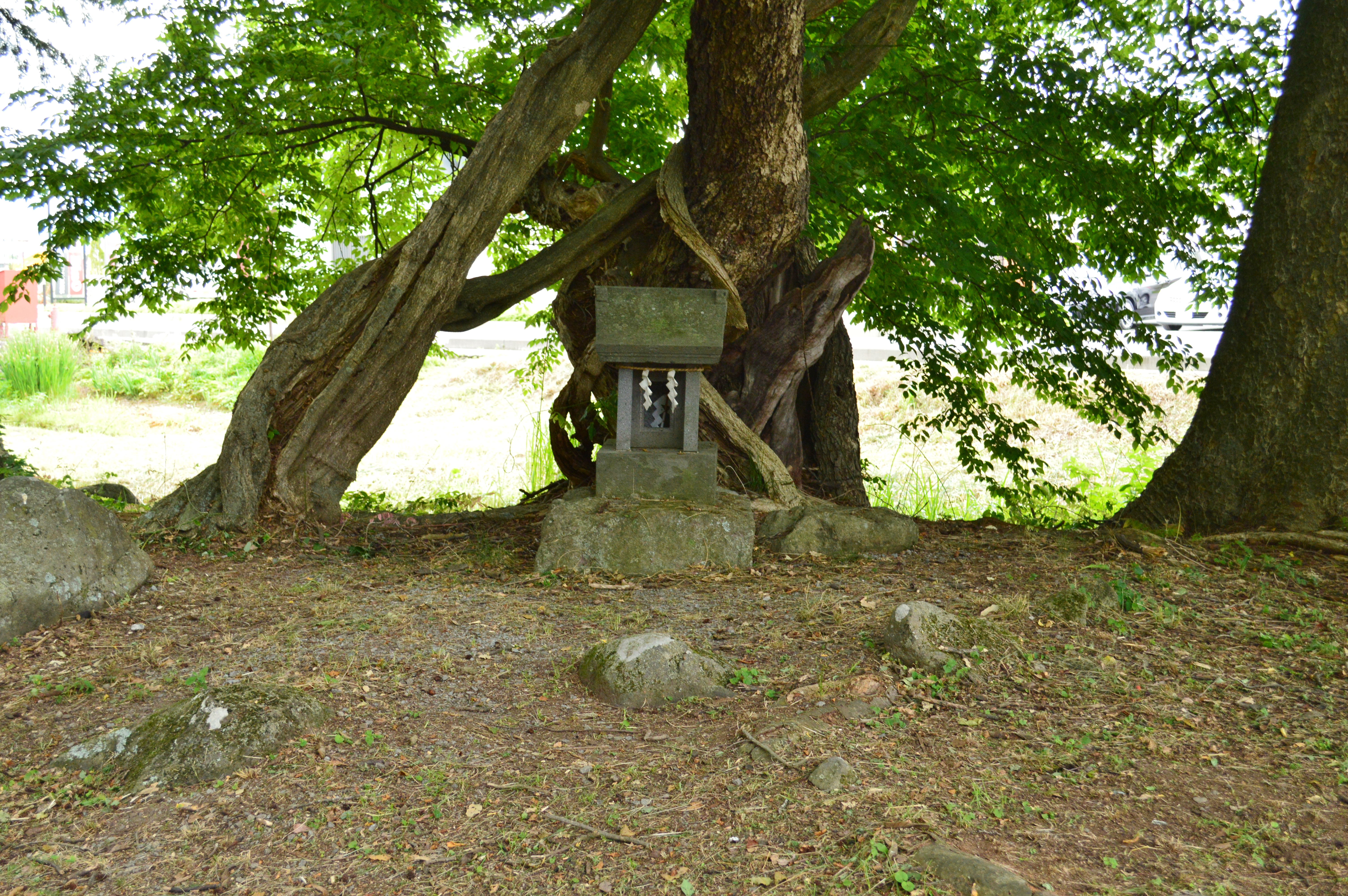
溝上社
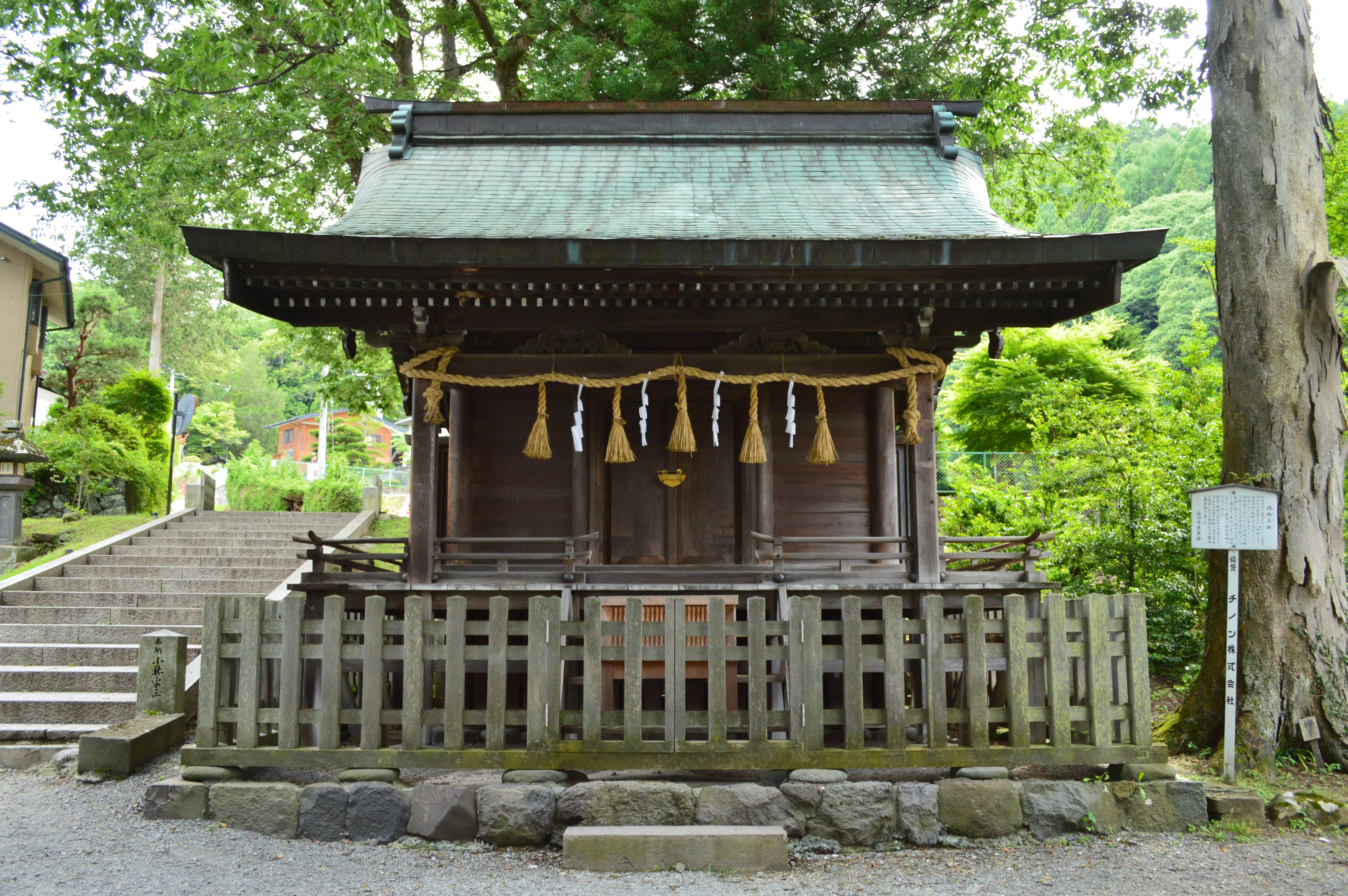
内御玉殿
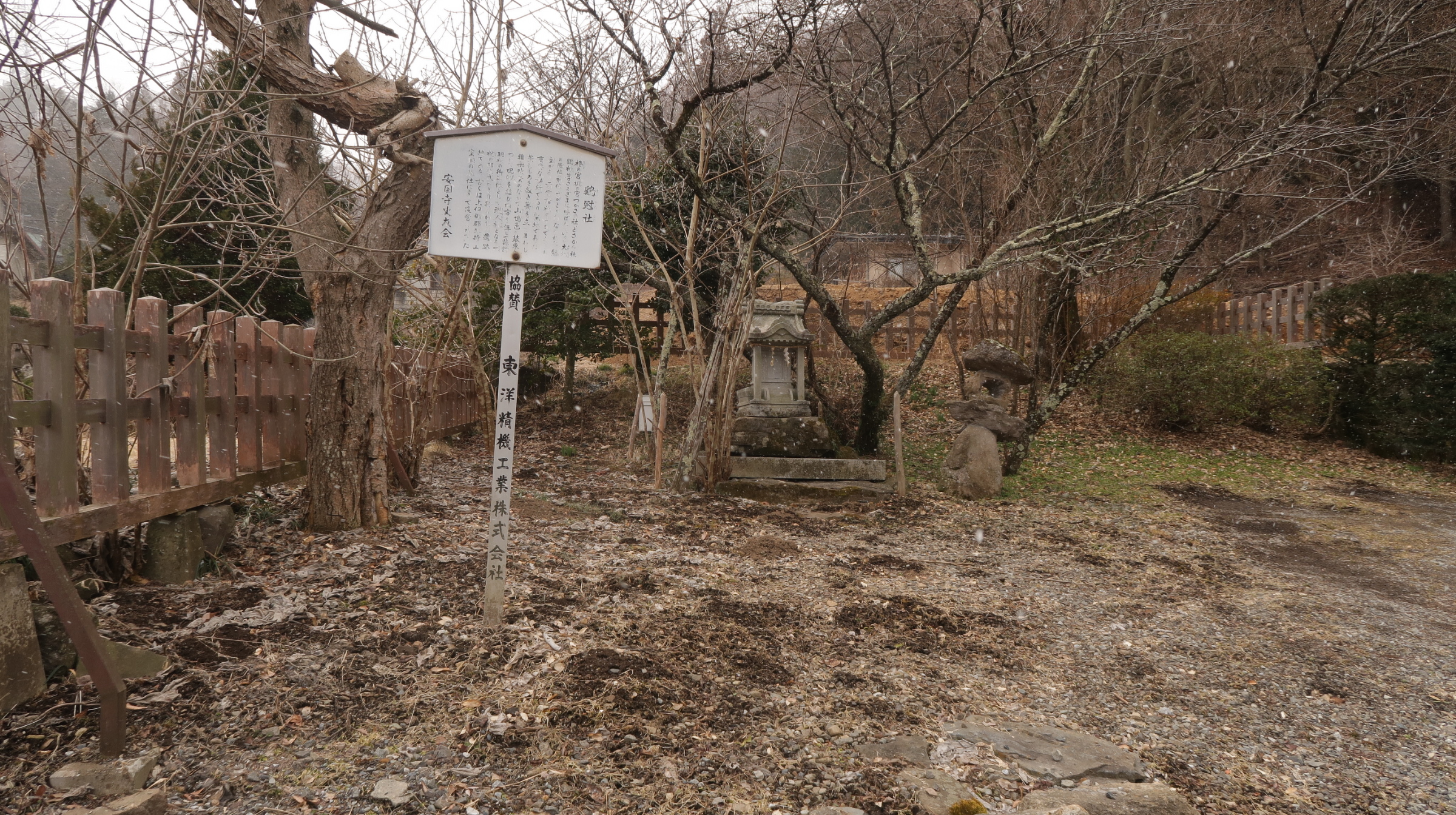
鶏冠社
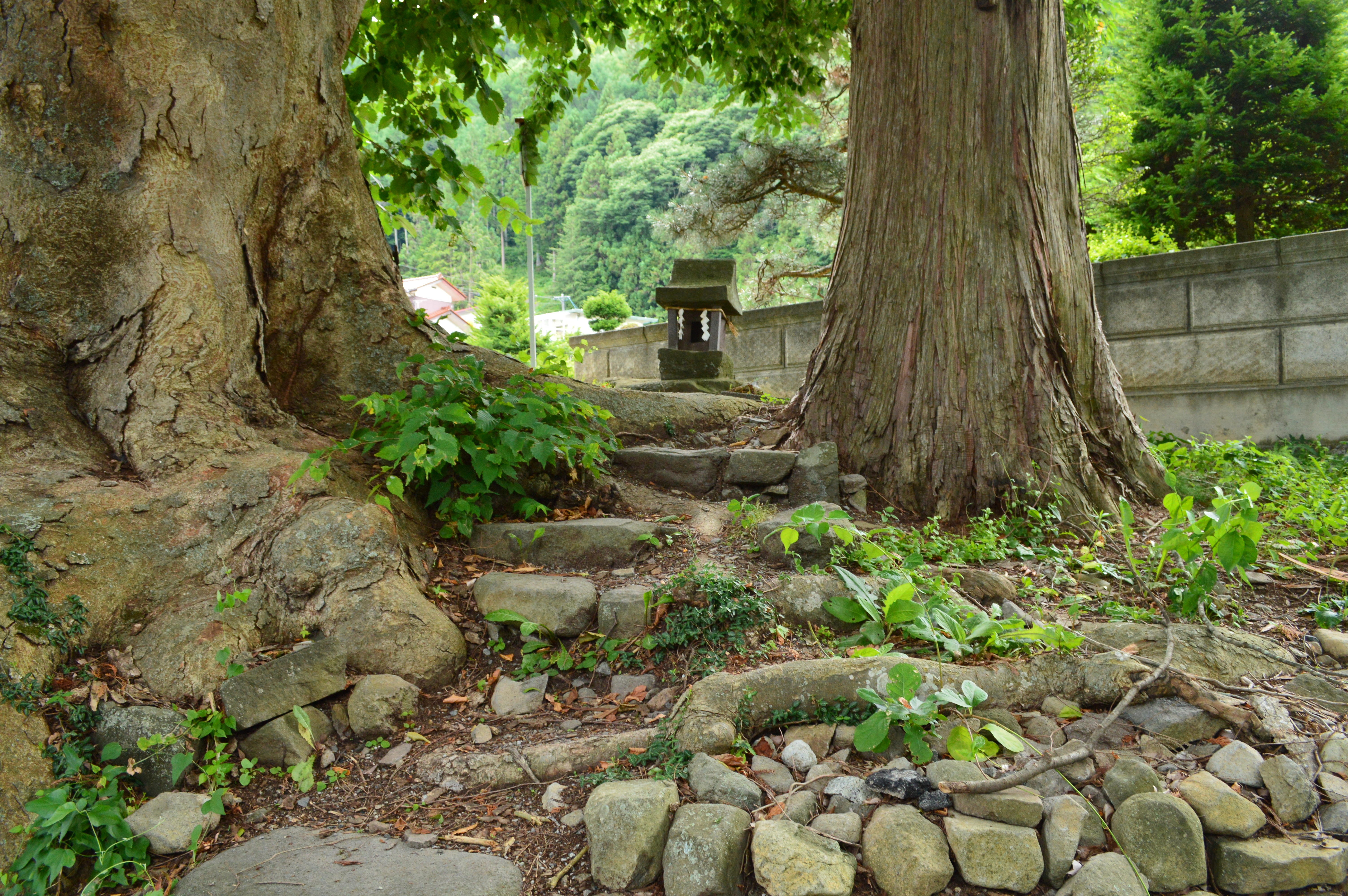
御室社

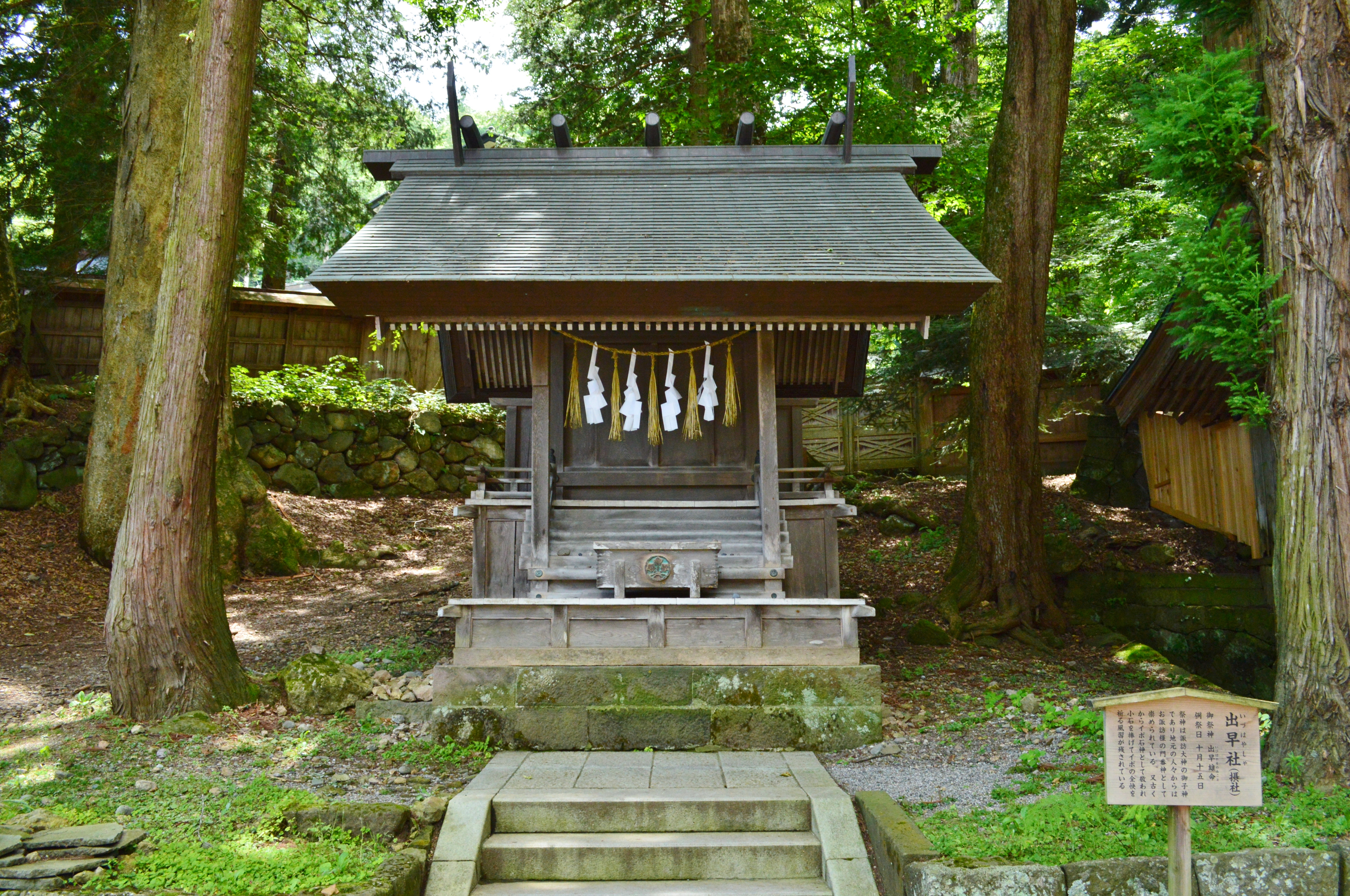
本宮摂社 出早社
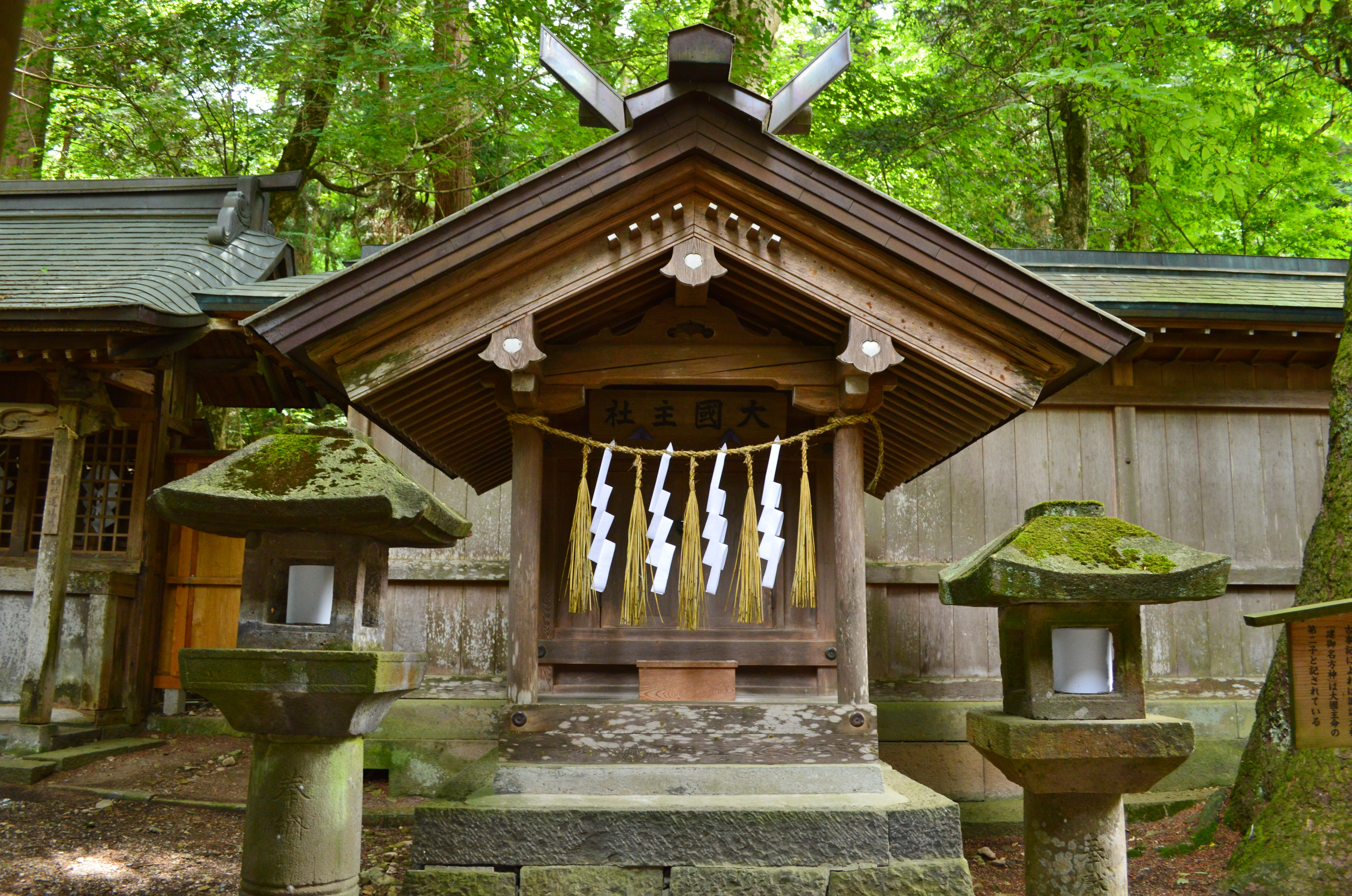
本宮摂社 大國主社
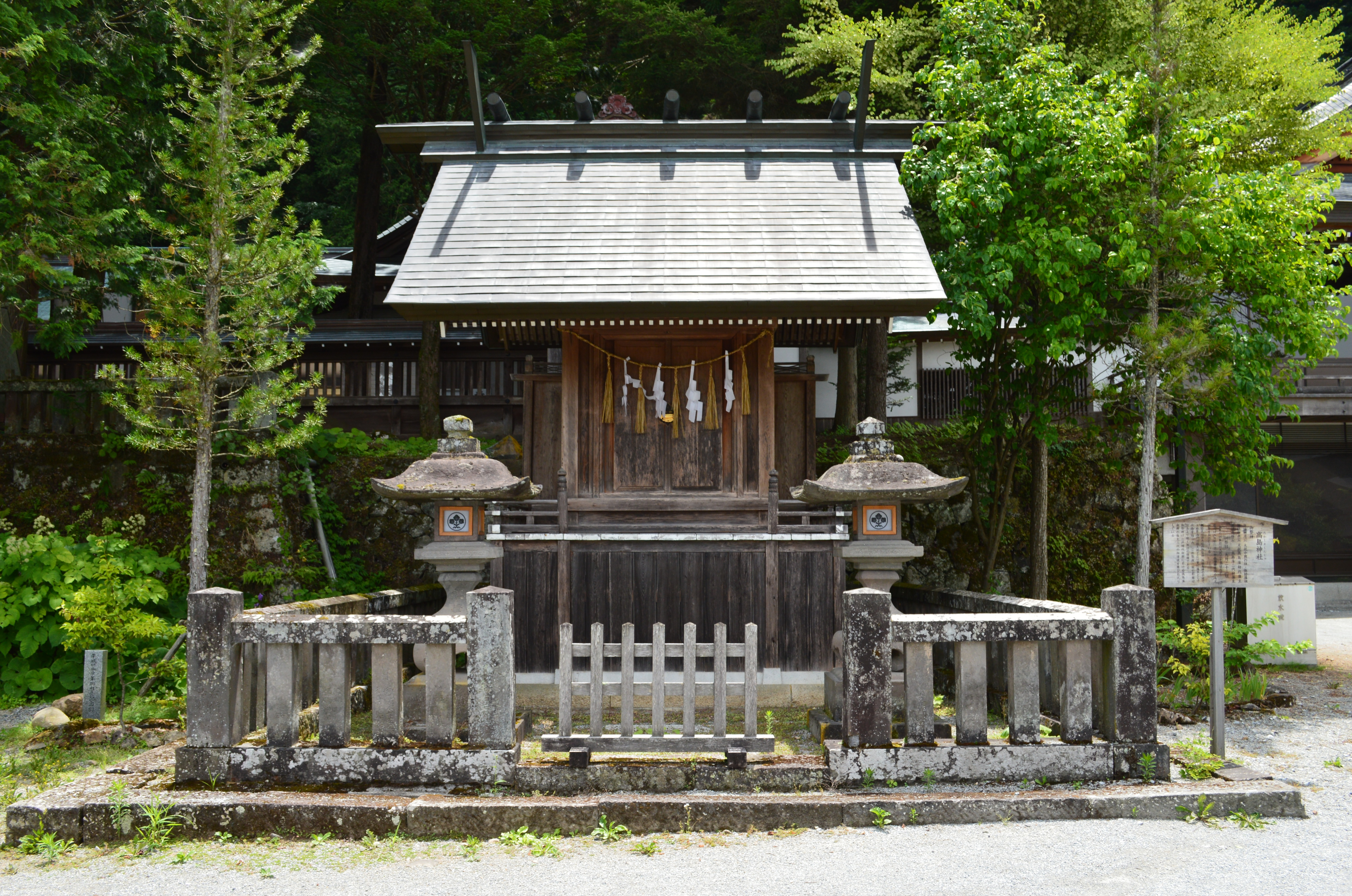
本宮末社 高島神社
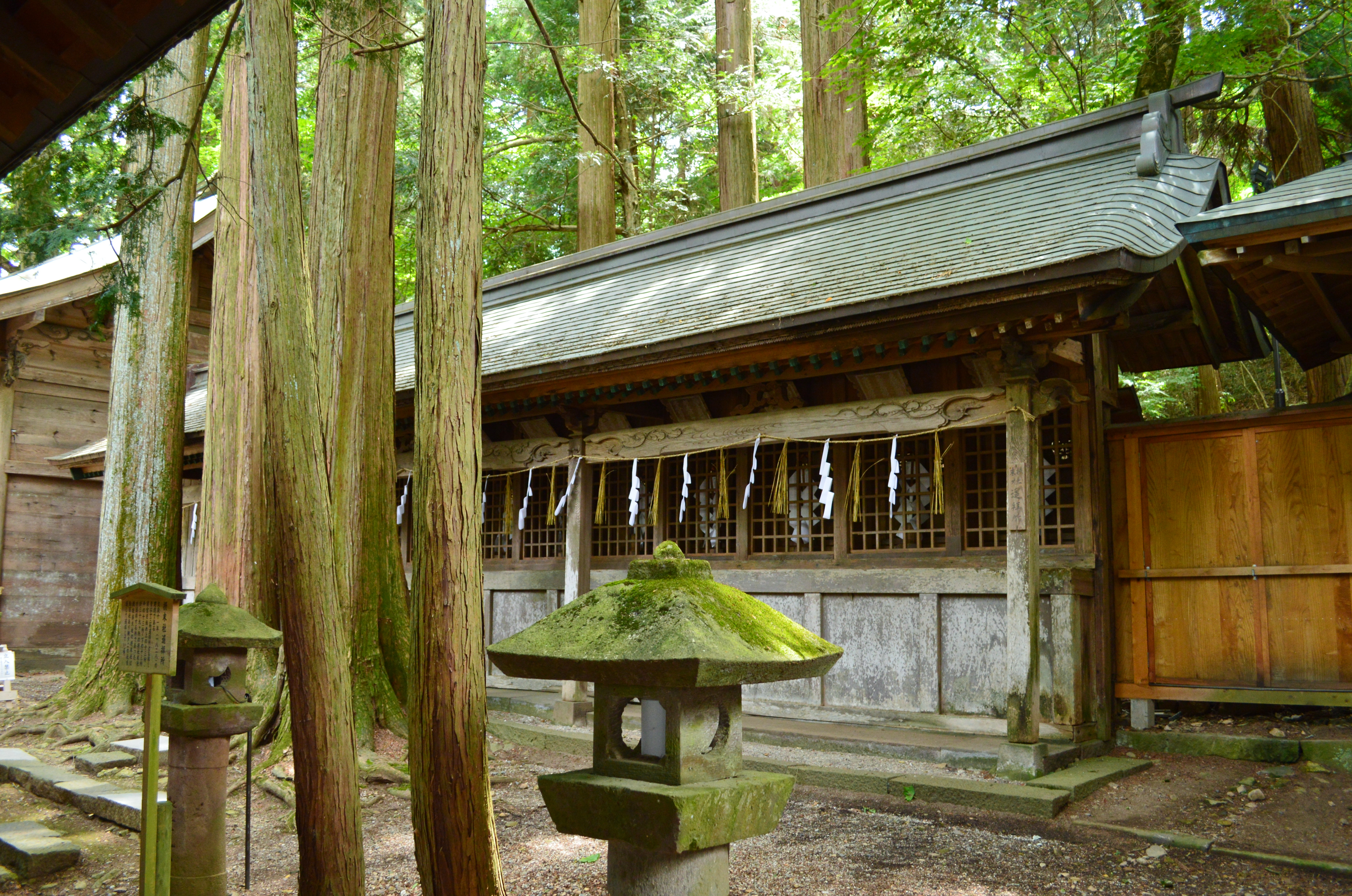
本宮 摂末社遙拝所（重要文化財）

#### その他
- 『上社古図』 - 上社の境内に関しては天正年間（1573年-1592年）に描かれたと伝えられる[93]『上社古図』があり、当時の様子がわかっている。絵図は現在は諏訪市博物館で保管され、神長官守矢史料館に模写版が展示されている。
- 上社神宮寺跡 - 元別当寺。社伝では空海の創建といわれ、本宮の周りに大坊・上ノ坊・下ノ坊・法華寺の上社4寺ほか多くの坊があった[94]。普賢堂・五重塔・二王門といった伽藍があったことが絵図からわかっている。なお、絵図に描かれる法花寺は法燈を現在に伝えている（現 法華寺）。
- 御小屋山 - 上社の御柱を伐り出す御柱山、諏訪大社社有地で、奥宮がある。

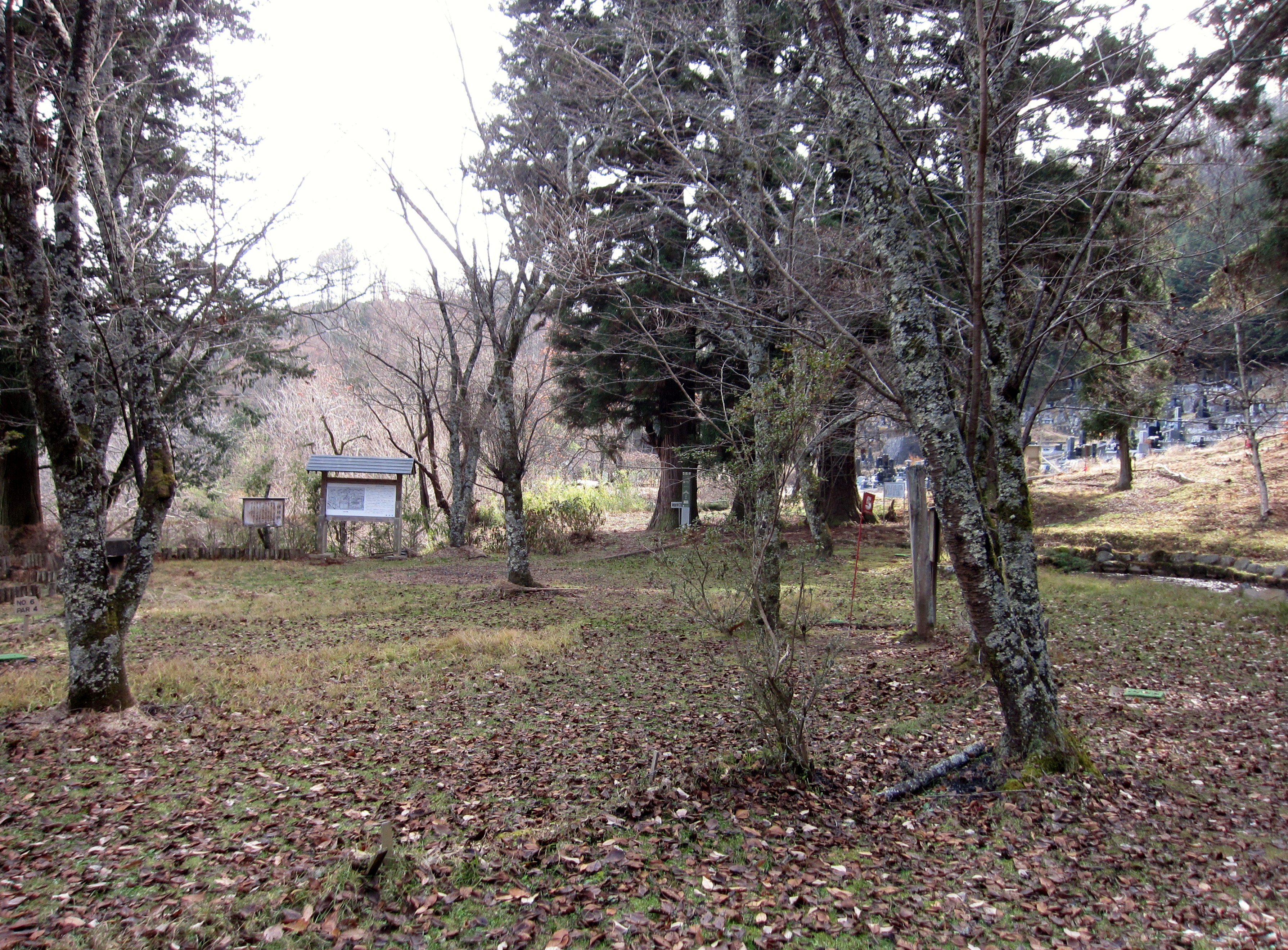
上社神宮寺跡

### 諏訪大社下社
下社（しもしゃ）は、諏訪湖の北岸、諏訪盆地の北縁にある。上社に対しては下流の位置にあたる。
秋宮・春宮からなり、上社と異なり二宮の地位は同格で、御霊代（依り代）が2月と8月に両社間を遷座する。南側が開けており古くから農耕が盛んな地であり、農耕民族的な性格を有している。
一帯は下諏訪の中心地で、近世には中山道・甲州街道の宿場町として下諏訪宿も設けられた。

#### 祭神
- 建御名方神（たけみなかたのかみ）
- 八坂刀売神（やさかとめのかみ） - 主祭神。
- 八重事代主神（やえことしろぬしのかみ） - 合祀。建御名方神の兄神。国譲りの際にはすぐ服従したとされる[44]。

#### 秋宮
秋宮（あきみや）は、下諏訪の町の東端に鎮座する。東方には承知川が流れている。
毎年8月-翌1月に祭神が祀られているため、秋宮とよばれている。境内は社殿4棟が国の重要文化財に指定されている。周辺は温泉の湧出地で、境内にも御神湯がある。社殿の形式は春宮と同じで、古くは秋宮・春宮間で建築の技が競われた。
- 幣拝殿（重要文化財） - 江戸時代、安永10年（1781年）落成。幣殿と拝殿が一体となった二重楼門造りで、左右に片拝殿（重要文化財）が並ぶ。彫刻は立川和四郎作。
- 神楽殿（重要文化財） - 江戸時代、天保6年（1835年）造営。狛犬は彫刻家清水多嘉示作。
- 根入りの杉 - 境内正面に立つ。
- 千尋池 - かつて賣神祝印（重要文化財）が掘り出された。

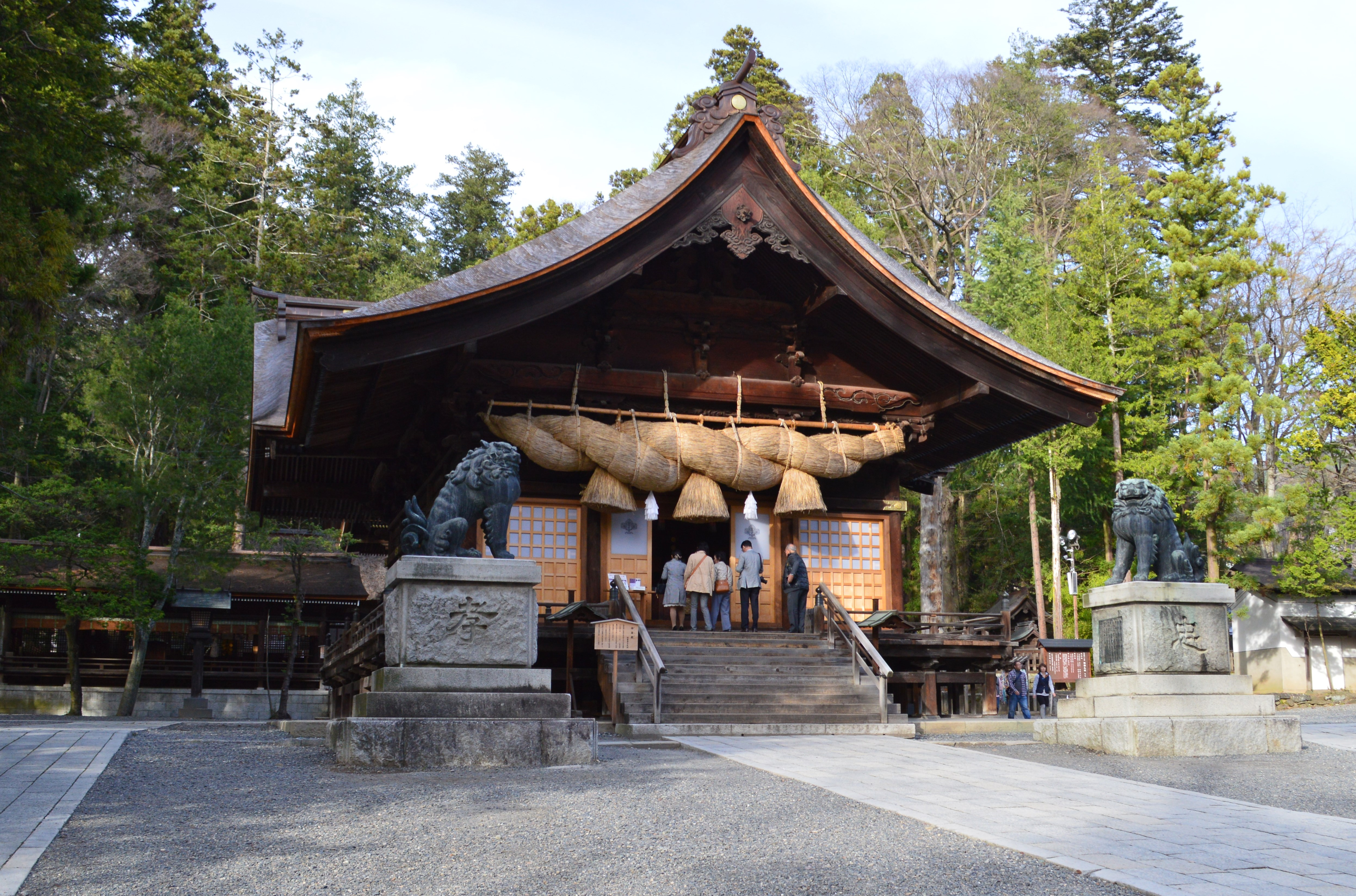
神楽殿（重要文化財）
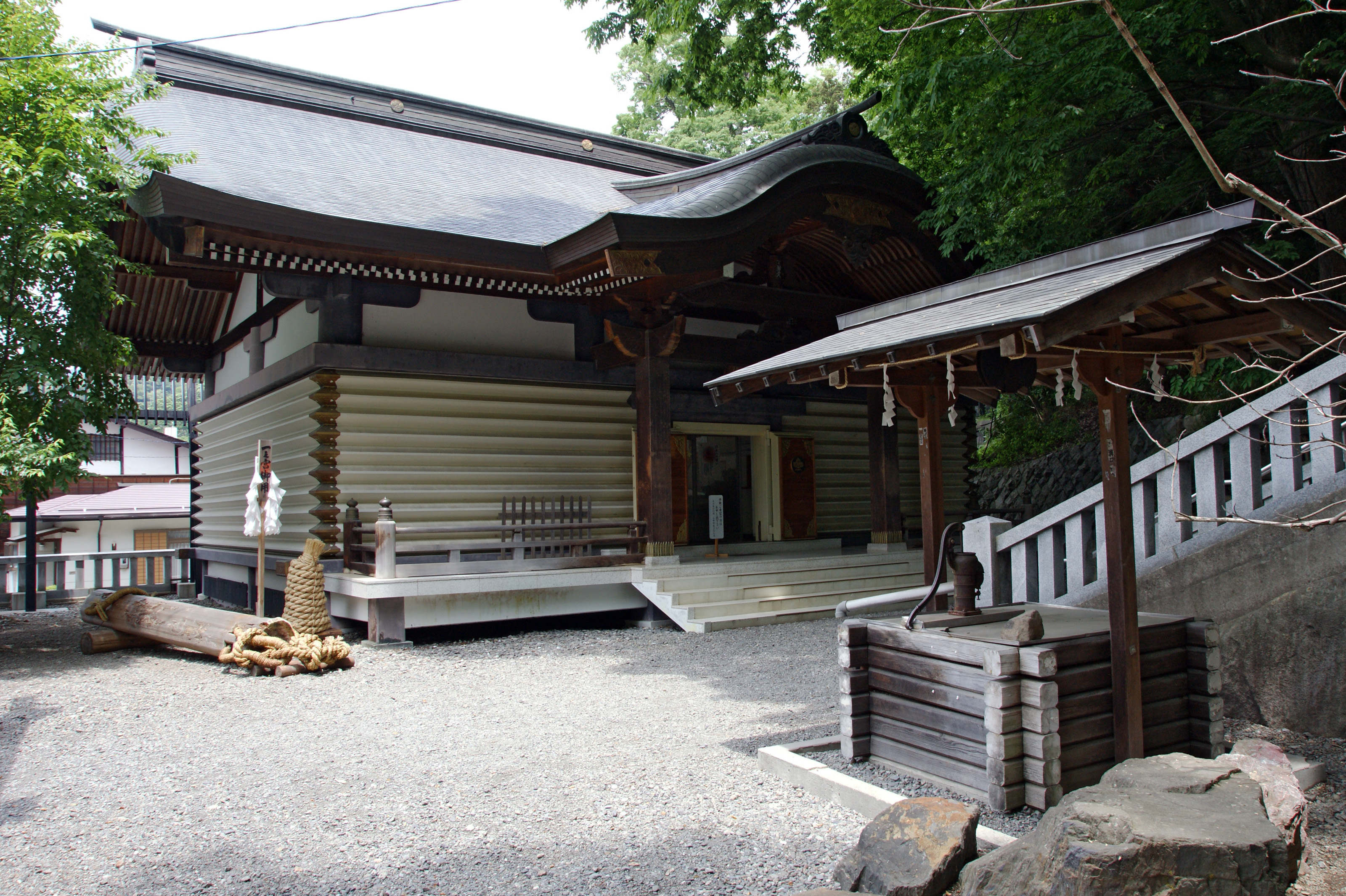
宝物殿
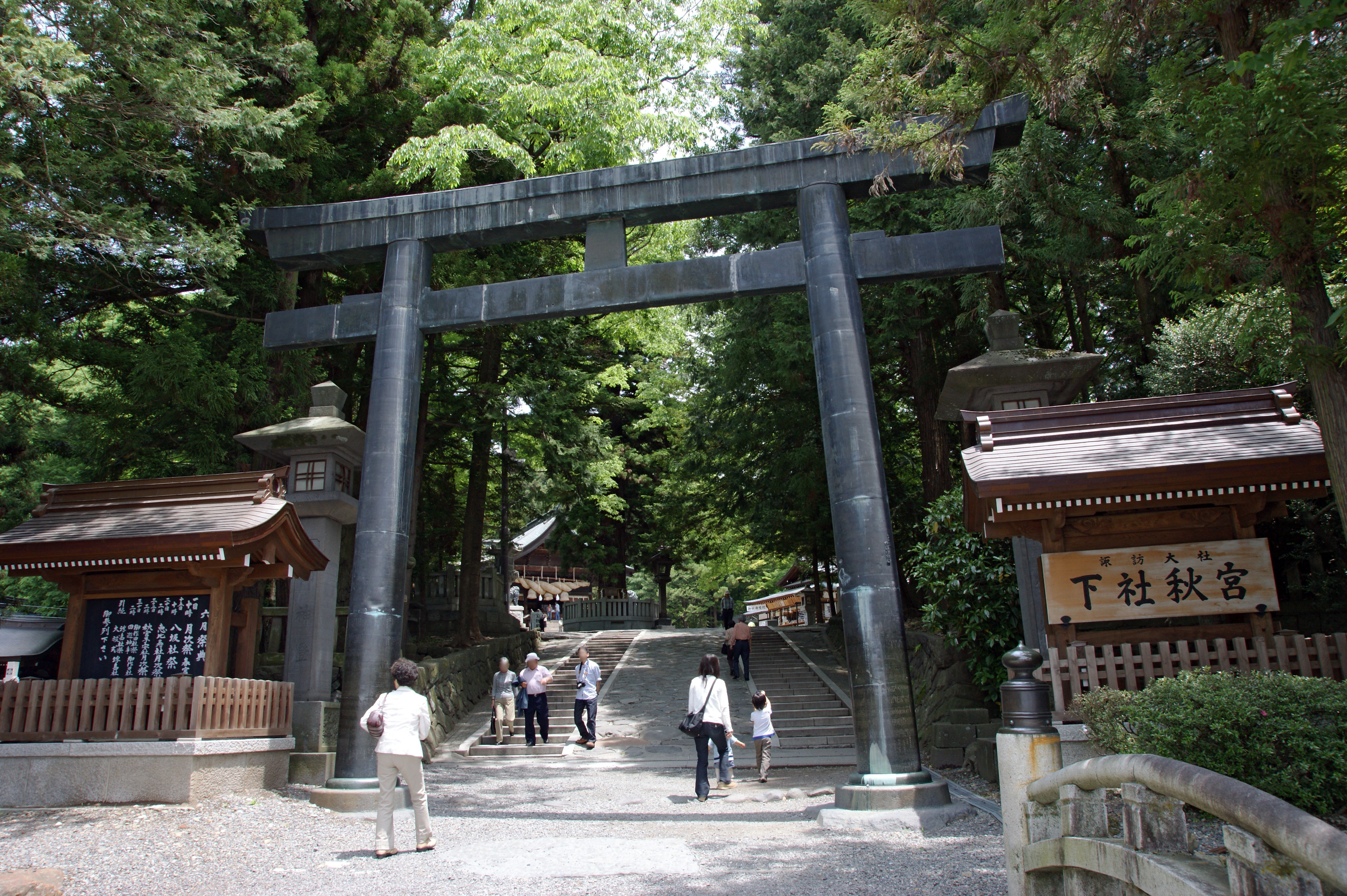
鳥居

#### 春宮
春宮（はるみや）は、下諏訪の町の北端、秋宮の北西約1.2kmの地に鎮座する。下社最初の遷座地とされる。西方には砥川が流れている。
毎年2月-7月に祭神が祀られているため、春宮とよばれている。境内は社殿3棟が国の重要文化財に指定されている。
- 幣拝殿（重要文化財） - 江戸時代、安永9年（1780年）落成。幣殿と拝殿が一体となった二重楼門造りで、左右に片拝殿（重要文化財）が並ぶ。
- 神楽殿 - 江戸時代、天和年間（1681年-1684年）頃造営。
- 下馬橋 - 参道途中にある太皷橋。室町時代造営で下社では最古の建造物。身分にかかわらず馬から下りて渡らなければならないとされ、現在も遷座祭において神輿のみが渡る。
- 筒粥殿 - 筒粥神事が行われる。
- 結びの杉 - 先で二又に分かれる。

神楽殿
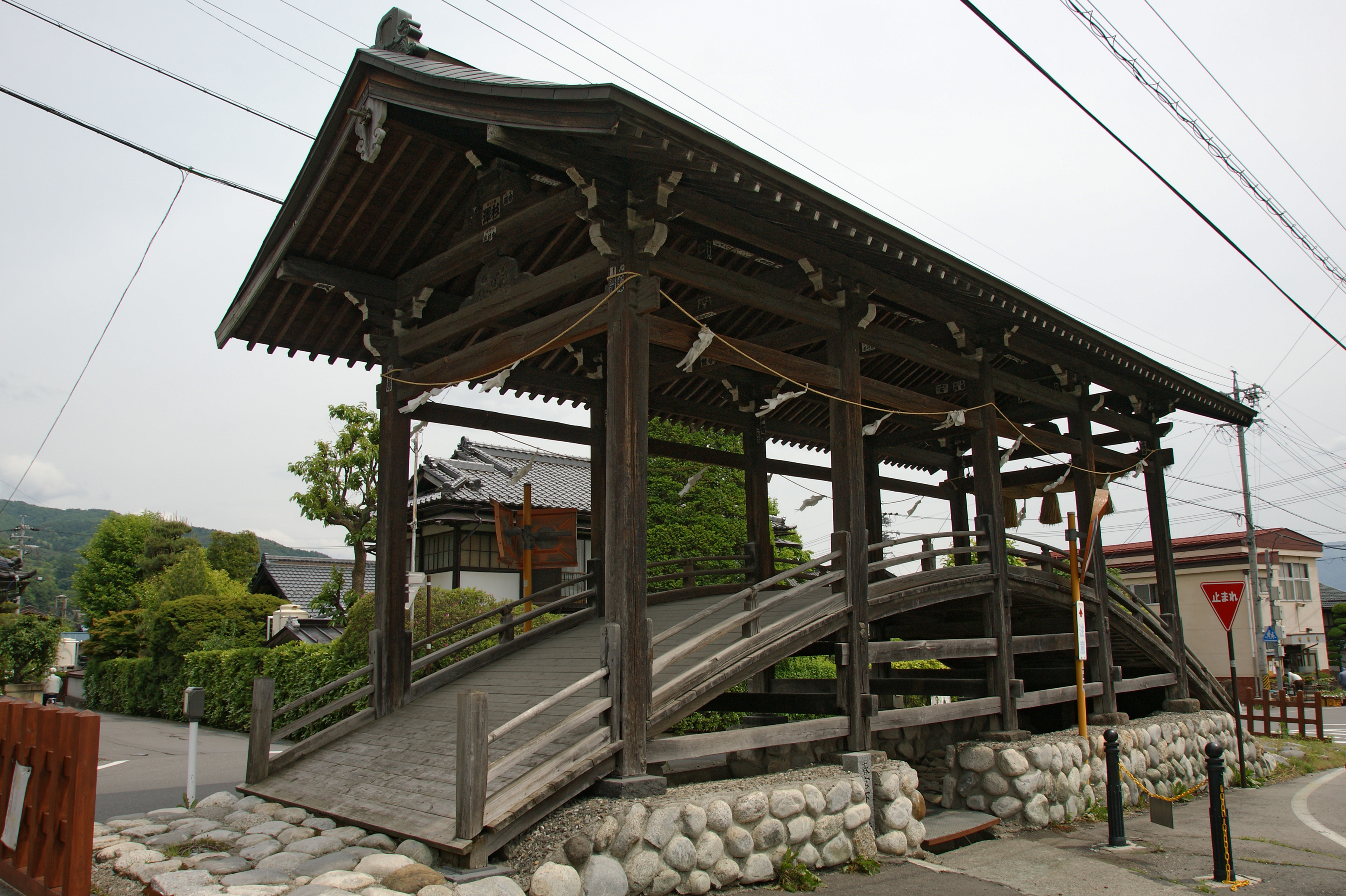
下馬橋
筒粥殿
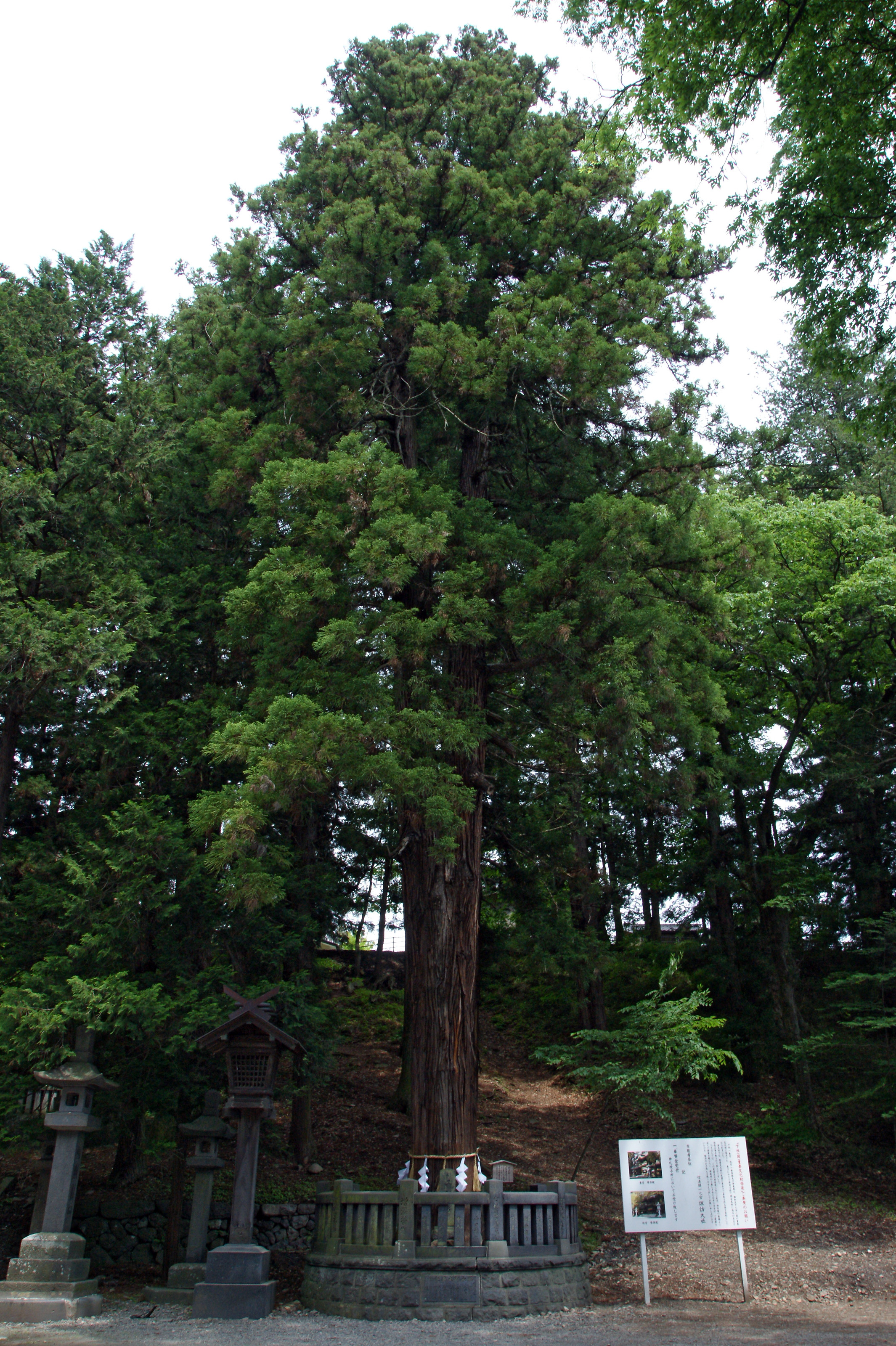
結びの杉
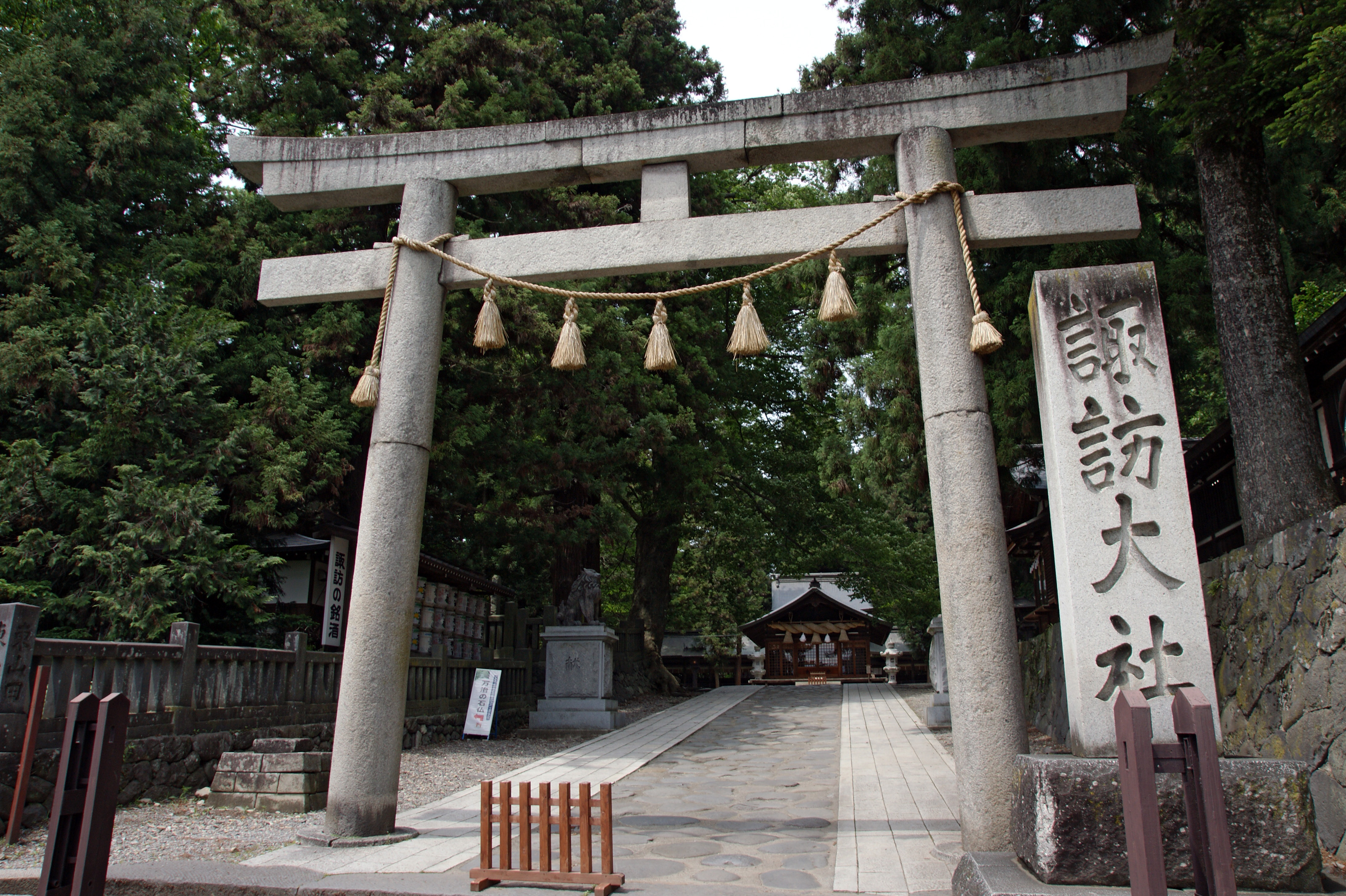
鳥居
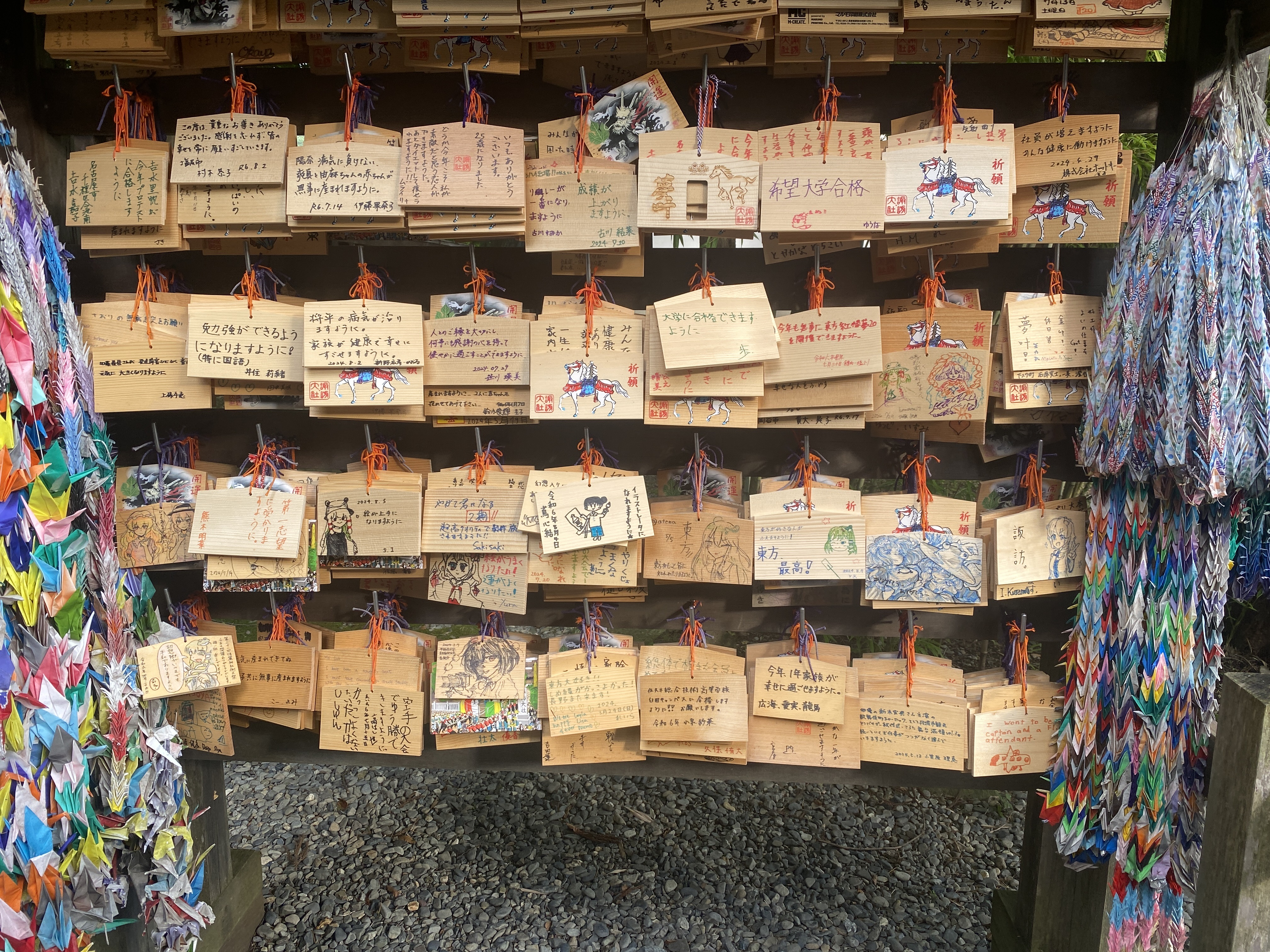
絵馬堂

#### 摂末社

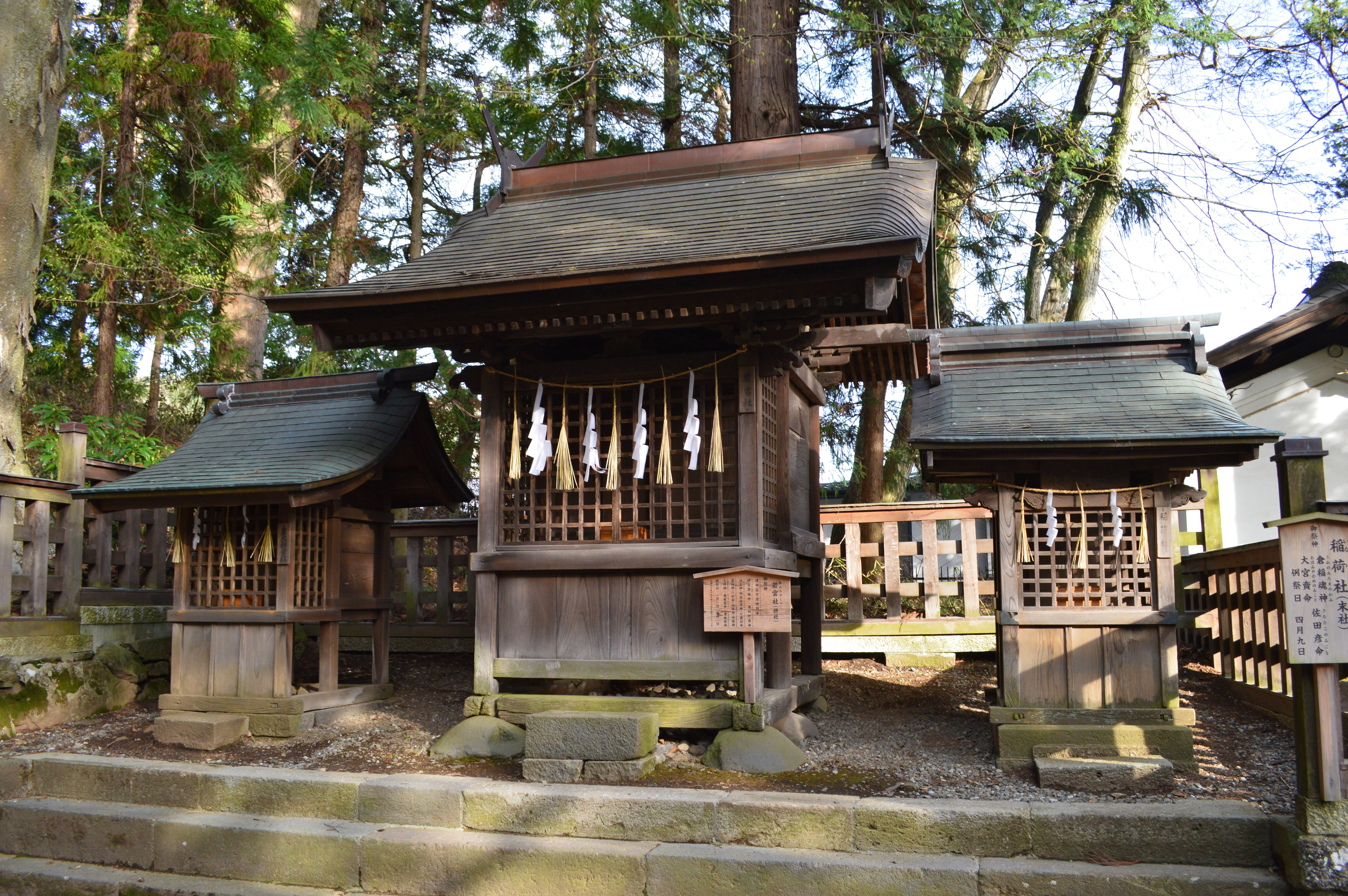
秋宮摂社 若宮社左に皇大神宮社、右に稲荷社。

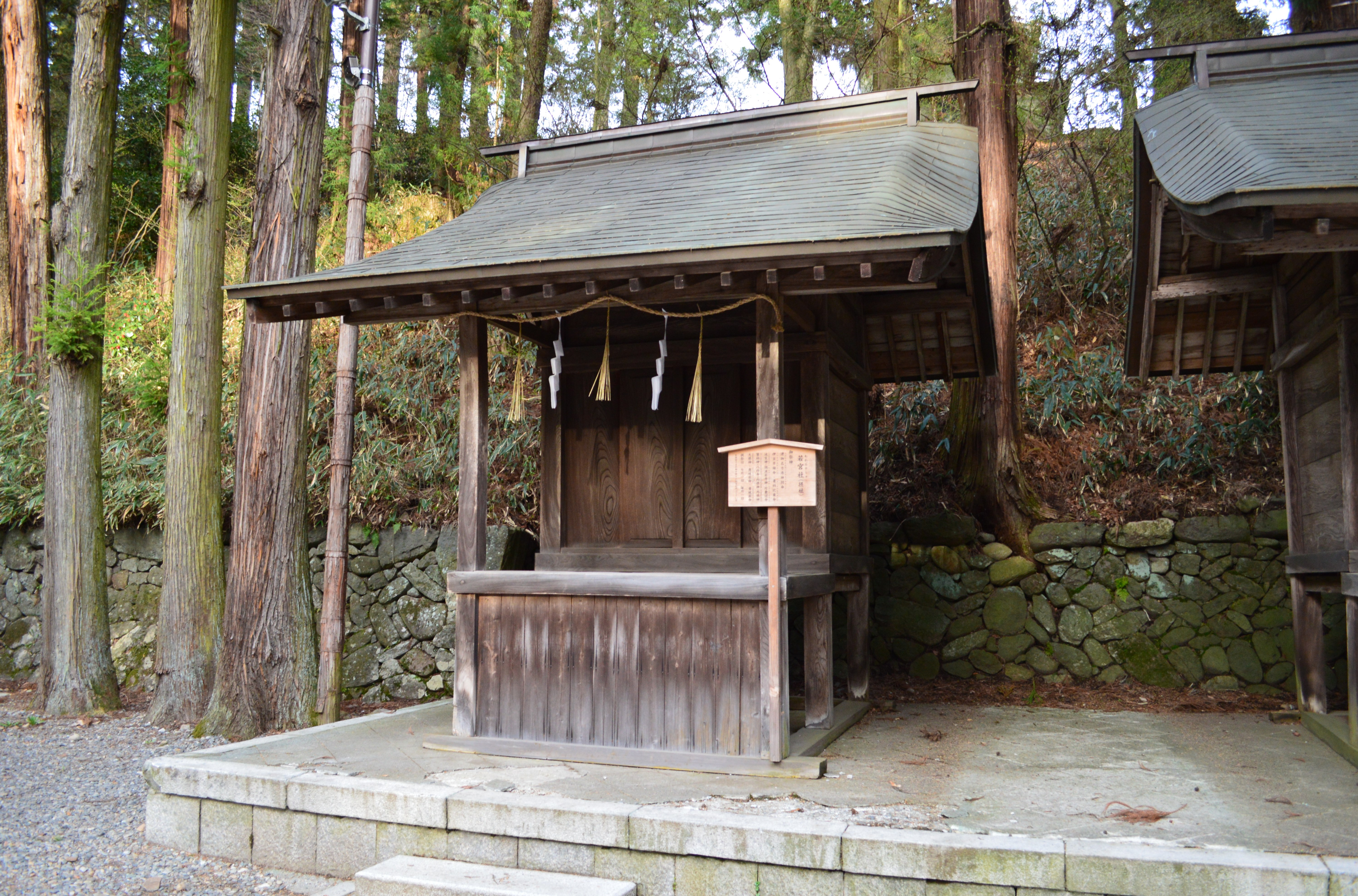
春宮摂社 若宮社

下社の摂末社は現在27社ある。主なものは次の通り。
- 秋宮境内社
  - 摂社
    - 若宮社 - 祭神：御子神13柱[注釈 1]。例祭：1月1日。

  - 末社
    - 子安社 - 祭神：高志沼河姫命（母神）。例祭：12月22日。
    - 鹿島社 - 祭神：武甕槌命。例祭：9月1日。
    - 八坂社 - 祭神：素戔嗚尊、奇稲田姫命、八柱御子神。例祭：6月15日。
    - 賀茂上下社 - 祭神：賀茂別雷神（上賀茂）、玉依媛命・建角身命（下鴨）。例祭：5月15日。
    - 稲荷社 - 祭神：倉稲魂神、大宮売命、佐田彦神。例祭：4月9日。
    - 皇大神宮社 - 祭神：天照大神、豊受大神。例祭：10月17日。
    - 秋宮恵比寿社 - 祭神：大国主神（父神）、事代主大神（兄神）。例祭：4月20日、11月20日。昭和23年鎮座。
    - 八幡社
- 春宮境内社
  - 摂社
    - 若宮社 - 祭神：御子神13柱[注釈 1]。例祭：7月1日。

  - 末社
    - 上諏訪社 - 祭神：建御名方神（上社祭神）。例祭：7月15日。
    - 子安社 - 祭神：高志沼河姫命（こしのぬなかわひめのみこと、母神）。例祭：6月22日。
    - 浮島社
- 境外社
  - 御作田社 - 御田植神事が境内で行われる。6月30日に田植えをしても1ヶ月後の8月1日には収穫して神前に捧げられたとされ、「御作田の早稲」として諏訪七不思議の1つ。
  - 青塚社 - 秋宮近くの青塚古墳上に鎮座。

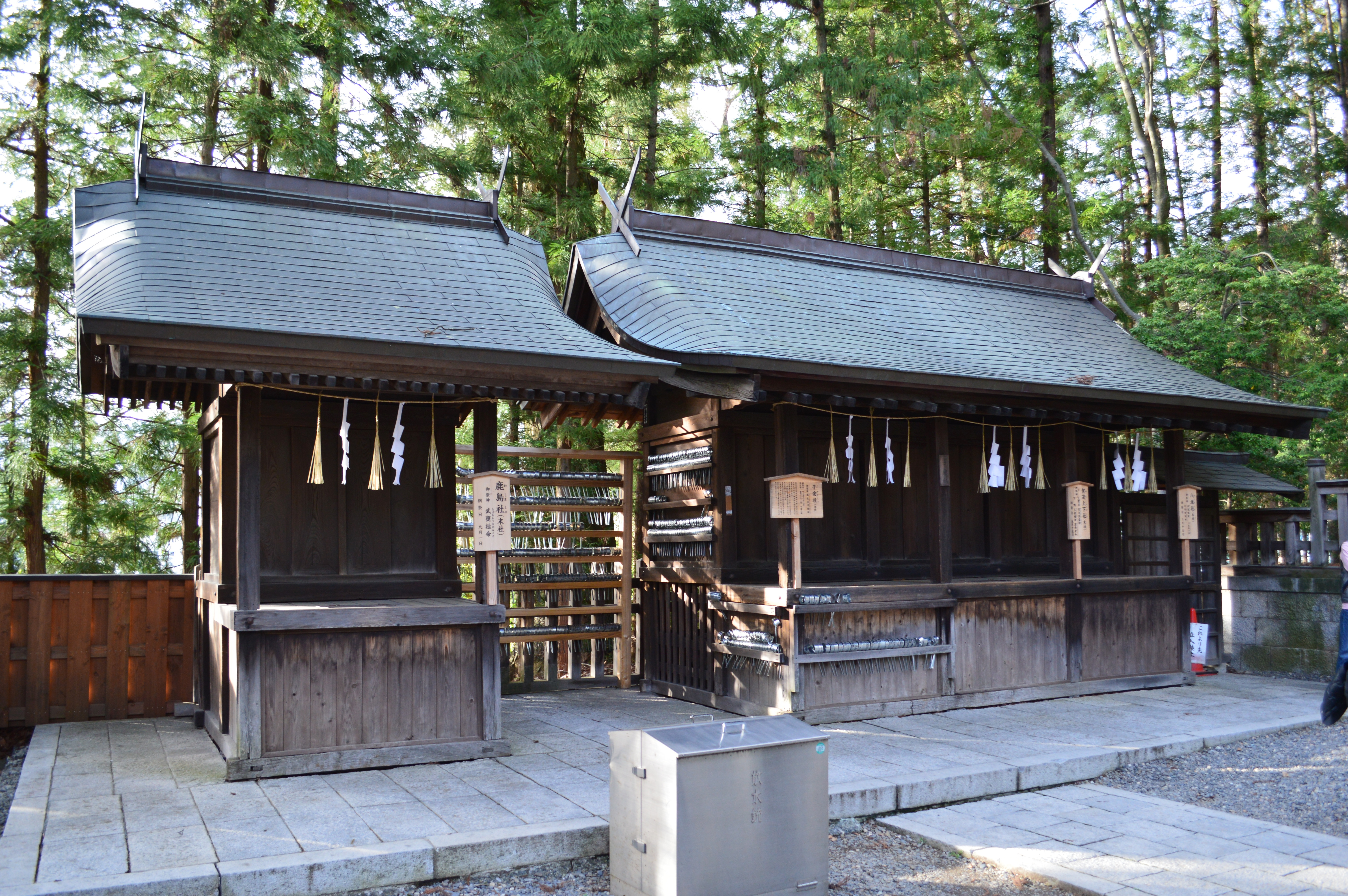
秋宮 （左から）鹿島社・子安社・賀茂上下社・八坂社
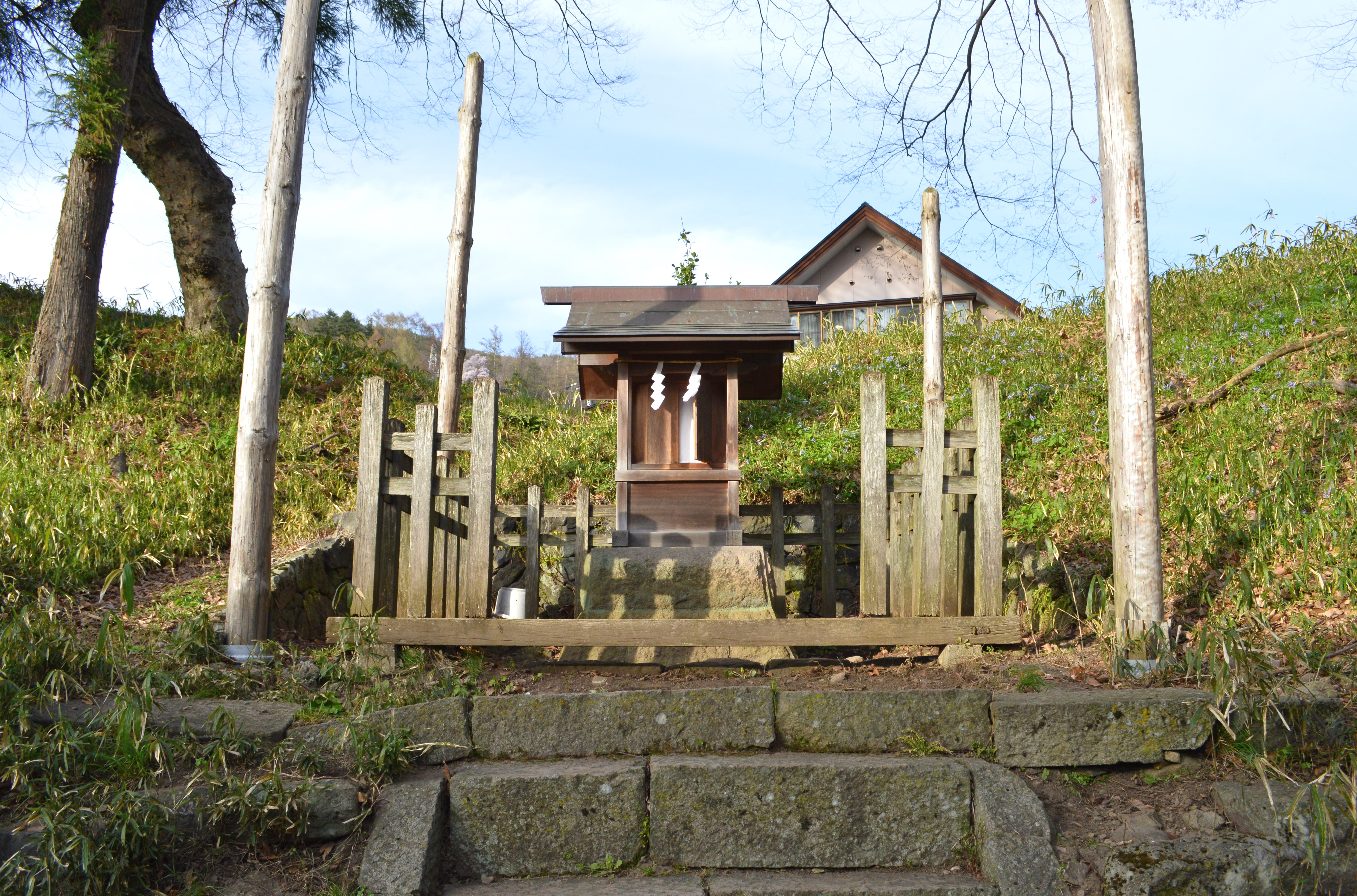
青塚社

#### その他
- 下社神宮寺跡 - 元別当寺。
- 青塚古墳 - 下社秋宮近くにある古墳で、かつては秋宮の境内地であった。諏訪地方では唯一の前方後円墳で、墳丘長57m[97]。埋葬者と諏訪大社との関係は不明であるが、現在下社末社の青塚社が祀られている。

## 祭事

### 式年祭事

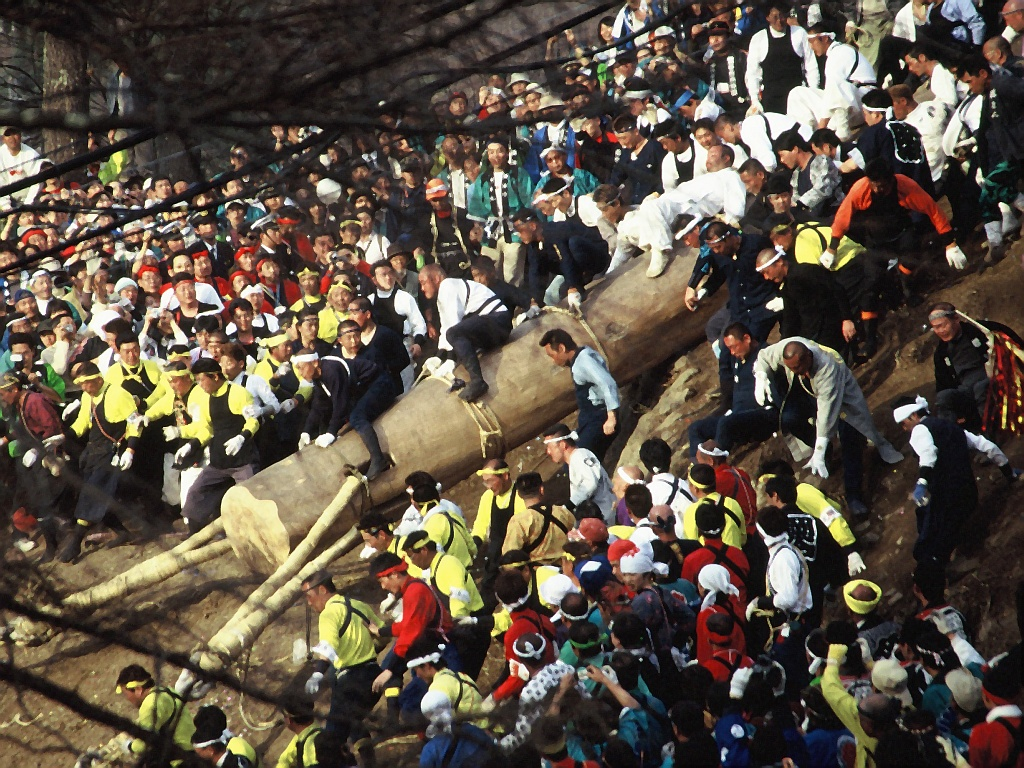
御柱祭

- 諏訪大社式年造営御柱大祭
「御柱祭（おんばしらさい/みはしらさい）」と称される。寅年と申年の6年ごと（7年目ごと）に、樅を山中から切り出し、各社殿の四方に建てて神木とする祭。諏訪大社の最も重要な祭である。御柱と同時に、宝殿の建て替えのため宝殿内の神器の遷座も行われる（詳細は「御柱祭」参照。）。

### 年間祭事

#### 上社・下社
- 御神渡（おみわたり） 
冬、諏訪湖の湖面に氷が張り、日中に氷の膨張によって亀裂が走る現象（プレッシャー・リッジ）で、特に上社から下社の方向へ走るものに対していう。これは男の神が上社から女の神のいる下社へ通った跡とされ、神事が諏訪市の八剱神社の宮司によって執り行われる。なお、同様の現象は摩周湖等でも起きる（詳細は「諏訪湖#御神渡り」参照。）。

#### 上社
大祭・中祭の記載のないものは小祭。
- 毎月
  - 本宮月次祭（15日）
  - 前宮月次祭 （27日）
- 1月
  - 歳旦祭（1月1日） - 中祭。
  - 若宮社祭（1月1日）
  - 蛙狩神事（1月1日） - 特殊神事。
  - 御頭御占神事（おんとうみうらのしんじ）（1月1日） - 特殊神事。
  - 荒玉社祭（本宮）（1月1日）
  - 元始祭（1月3日） - 中祭。
  - 御頭受（1月5日） - 特殊神事。
  - 御符渡（1月11日） - 特殊神事。
  - 田遊神事（1月15日） - 特殊神事。
  - 新年祈請祭（1月15日）
- 2月
  - 御社宮司降祭（1月下旬-2月中旬） - 特殊神事。
  - 境じめ神事（1月下旬-2月中旬） - 特殊神事。
  - 紀元祭（2月11日） - 中祭。
  - 荒玉社祭（本宮）（2月28日）
  - 野出神事（2月28日） - 特殊神事。
  - 内御玉殿祭（2月28日）
  - 帰白祭（2月28日）
- 3月
  - 御渡注進式（2月下旬-3月初旬）
  - 祈年祭（3月17日） - 大祭。
  - 諏訪大社全国競書大会献書祭（3月下旬）
- 4月
  - 小立座神事（4月12日） - 特殊神事。
  - 夕祭（4月14日）
  - 例大祭（4月15日） - 大祭。
  - 御頭祭（酉の祭）（4月15日） - 大祭、特殊神事。
  - 内御玉殿祭（4月15日）
  - 若御子社祭（4月15日）
  - 荒玉社祭（前宮）（4月15日）
  - 二の祭献詠祭（4月16日）
  - 磯並社祭（磯並之社祭）（4月19日）
  - 磯並山社祭（4月19日）
  - 下馬社祭（4月19日）
  - 瀬神社祭（4月19日）
  - 穂股社祭（4月19日）
  - 玉尾社祭（4月19日）
  - 習焼神社参向（4月22日） - 特殊神事。
  - 大年社祭（4月27日）
  - 犬射原社祭（4月27日）
  - 御座石神社参向（4月27日） - 特殊神事。
  - 御沓石祭（4月下旬）
- 5月
  - 押立御狩神事（5月2日） - 特殊神事。
  - 大国主命社祭（5月14日）
- 6月
  - 御田植祭（6月第1日曜） - 特殊神事。
  - 水神社祭（6月25日）
  - 御狩神事（6月27日） - 特殊神事。
  - 御頭御社宮司社祭（宮川）（6月28日）
  - 御頭御社宮司社祭（豊平）（6月28日）
  - 御頭御社宮司社祭（ちの）（6月28日）
  - 大祓式（6月30日）
- 7月
  - 御湯花講神楽（7月上旬）
- 8月
  - 高島神社祭（8月12日）
  - 拍手社祭（8月26日）
  - 溝上社祭（8月26日）
  - 酒室社参向（8月26日）
  - 闢盧社参向（8月26日）
  - 大四御盧社祭（8月27日）
  - 御射山社祭（8月27日） - 特殊神事。
  - 国常立命社祭（8月27日）
  - 浅間社祭（8月27日）
  - 西宮社祭（8月27日）
  - 三輪社祭（8月27日）
  - 神功皇后社祭（8月27日）
  - 子安社祭（8月27日）
  - 磯並社祭（8月27日）
  - 津島社参向（8月27日）
  - 御射山社二の祭（8月28日）
- 9月
  - 御社宮司昇祭（9月-10月頃）
  - 十五夜相撲神事（9月15日） - 特殊神事。
  - 御頭御社宮司社祭（四賀）（9月27日）
- 10月
  - 児玉石神社参向（10月2日） - 特殊神事。
  - 八束穂講神楽（10月8日）
  - 出早社祭（10月15日）
  - 千野川社祭（10月15日）
  - 神嘗祭当日祭（10月17日） - 中祭。
  - 大年社祭（10月17日）
  - 事代主命社祭（10月20日）
  - 神徳敬仰奉賛祭（10月）
- 11月
  - 新蕎麦献納祭（11月初旬）
  - 明治祭（11月3日） - 中祭。
  - 鞴講神楽（11月8日）
  - 七五三祈祷祭（11月26日）
  - 新嘗祭（にいなめさい）（11月23日） - 大祭。
  - 藤島社祭（11月25日）
  - 荻宮社祭（11月25日）
  - 小神立座神事（11月28日） - 特殊神事。
- 12月
  - 御室社祭（12月22日）
  - 鶏冠社祭（12月22日）
  - 政所社祭（12月22日）
  - 子安社祭（12月22日）
  - 天長祭（12月23日） - 中祭。
  - 荒玉社祭（前宮）（12月24日）
  - 煤払神事（12月27日） - 特殊神事。
  - 石送神事（12月27日） - 特殊神事。
  - 大祓式（12月31日）
  - 除夜祭（12月31日）

- 蛙狩神事（かわずがりしんじ）
元日の朝に上社本宮で行われる神事。まず御手洗川の川底を掘り返して蛙を捕らえていたが、抗議の声が多くなり、上社の裏山に場所を変えて白布で囲い、見られないようにして行われている。その後拝殿正面にて小弓と矢を以てこの蛙を射抜き、生贄として神前に捧げ、宮司が祝詞を捧げ国家平安と五穀豊穣を祈願する。上社の祭神が荒れ狂う「蝦蟆神」を退治したのがこの神事の始まりという故事がある。蛙を供える本当の理由は謎に包まれており、いろんな説が挙げられている[注釈 2]。しかし、諏訪の龍蛇信仰と関係している可能性がある。
なお、本神事では、生きたカエルが串刺しされることから、2011年以降、国内の複数の動物保護団体[98][99][100][101][102][103]から抗議の声が上がっている。
- 御頭祭（おんとうさい）
4月15日に上社で行われる祭。別名「酉の祭り」「大御立座神事（おおみたてまししんじ）」「大立増之御頭」と言われている。
現在では、鹿や猪の頭の剥製が使われているが、江戸時代に菅江真澄の残した資料に、白い兎が松の棒で串刺しにされたものや鹿や猪の焼き皮と海草が串に刺さって飾られていたり、鹿の脳和え・生鹿・生兎・切兎・兎煎る・鹿の五臓などが供され、中世になると鹿の体全体が供され、それを「禽獣の高盛」と呼んだという内容が残っている。また諏訪大社七不思議の1つとして「耳裂鹿」というものがある。これは生贄の鹿の中で、必ず耳が大きく裂けた鹿がいるというものであるという。
- 御射山祭（みさやまさい）
上社の狩猟神事。中世には年4回八ヶ岳の裾野で巻き狩り祭を行い、御射山祭はその中で最も長く5日間続いた。青萱の穂で仮屋を葺き、神職その他が参籠の上祭典を行なうことから「穂屋祭り」の名称もある。鎌倉時代に幕府の命で御射山祭の費用を信濃の豪族に交代負担することが決められ、参加する成年期の武士（と馬）はこの祭で獲物を射止めることで一人前の武士、成馬として認められたという。またこの祭の起こりとして、南北朝時代の神道集『諏訪大明神秋山祭のこと』では、
「平安時代初期、坂上田村麻呂が蝦夷征討のため信濃まで来た際、諏訪明神が一人の騎馬武者に化身して軍を先導し、蝦夷の首領悪事の高丸を射落としたので田村将軍がとどめを刺すことが出来た。将軍がこの神恩に報いるため悪事の高丸を討ち取った日を狩猟神事の日と定め、御射山祭の始めとなった。この縁日（旧暦7月27日）になると討ち取られた高丸の怨霊が嵐を起こすといわれる」
という伝説を伝えている。現在はこの祭はずっと小規模になっている。

#### 下社
上社に比べて史料が残っておらず不明な神事も多い。
大祭・中祭の記載のないものは小祭。
- 毎月
  - 秋宮月次祭（1日） - 9月-12月。
  - 春宮月次祭（1日） - 3月-7月。
  - 恵比寿社月次祭（20日）
  - 秋宮子安社月次祭（22日）
- 1月
  - 歳旦祭（1月1日） - 中祭。
  - 若宮社祭（1月1日）
  - 綿之湯神事（1月1日） - 特殊神事。
  - 元始祭（1月3日） - 中祭。
  - 筒粥神事（1月15日） - 特殊神事。
  - 新年祈請祭（1月15日）
- 2月
  - 遷座祭（2月1日） - 大祭、特殊神事。秋宮から春宮へ遷座。
  - 内御玉戸社祭（2月1日）
  - 外御玉戸社祭（2月1日）
  - 節分祭（2月上旬）
  - 春宮鎮火祭（2月上旬）
  - 紀元祭（2月11日） - 中祭。
- 3月
  - 内御玉戸社例祭（3月14日）
  - 外御玉戸社例祭（3月14日）
  - 祈年祭（3月17日） - 大祭。
- 4月
  - 稲荷社祭（4月9日）
  - 銭神社祭（4月25日）
  - 青塚社祭（4月中）
- 5月
  - 加茂社祭（5月15日）
- 6月
  - 八坂社祭（6月15日）
  - 子安社例祭（春宮）（6月22日）
  - あやめ奉献祭（6月下旬）
  - 御作田社祭（6月30日）
  - 田遊神事（6月30日） - 特殊神事。
  - 浮島社祭（6月30日）
  - 大祓式（6月30日）
- 7月
  - 若宮社祭（7月1日）
  - 上諏訪社祭（7月15日）
  - 柴舟引渡式（7月31日） - 特殊神事。
  - 夕祭（7月31日）
- 8月
  - 遷座祭（お舟祭）（8月1日） - 大祭、特殊神事。春宮から秋宮へ遷座。
  - 例大祭（8月1日） - 大祭。
  - 神事相撲（8月1日）
  - 二の祭献詠祭（8月2日）
  - 氏子祭少年角力（8月2日）
  - 翁媼焼却神事（8月2日） - 特殊神事。
  - 八幡社祭（8月15日）
  - 専女社祭（8月15日）
  - 御射山社夕祭（8月26日）
  - 御射山社祭（8月27日） - 特殊神事。
  - 八千矛社祭（8月27日）
  - 児宮社祭（8月27日）
  - 國常立命社祭（8月27日）
  - 相撲神事（8月27日） - 特殊神事。
  - 御射山社奉射会（8月27日）
  - 御射山社二の祭（8月28日）
- 9月
  - 鹿島社祭（9月1日）
  - 旧御射山社祭（9月27日）
  - 木落社祭（9月27日）
  - 斧立社祭（9月27日）
  - 大元尊社祭（9月27日）
- 10月
  - 神嘗祭奉祝祭（10月17日） - 中祭。
  - 皇大神宮社祭（10月17日）
  - 恵比寿社秋薫季例祭（10月20日）
- 11月
  - 菊花奉献奉告祭（11月2日）
  - 明治祭（11月3日） - 中祭。
  - 千尋社祭（11月8日）
  - 氏子安全祈願祭（11月上旬）
  - 新嘗祭（にいなめさい）（11月23日） - 大祭。
- 12月
  - 秋宮子安社例祭（12月22日）
  - 天長祭（12月23日） - 中祭。
  - 煤払神事（12月27日） - 特殊神事。
  - 大祓式（12月31日）
  - 除夜祭（12月31日）

- 筒粥神事
1月14日の夜から1月15日の明け方にかけて下社春宮境内の筒粥殿にて行われる神事。葦筒を釜で一晩かけて炊き上げ、筒の中の状態でその年の農作物の収穫などを占う神事である。この占いの結果は地元メディアによって報道される。かつては上社でも行われていたが、現在の上社においては上社筒粥殿の遺構が境内に遺るのみである。
- 犬追物
旧暦7月1日、下社遷座祭で遷座の行列がお宮に到着すると、馬場で犬追物の神事が行われた。江戸時代中期以降廃れている。
- 御舟祭（おふねまつり）
下社の例大祭で、8月1日に催される。神体を舟（柴舟）に乗せて春宮から秋宮へ遷座する祭。舟は南北朝時代に書かれた『諏訪大明神絵詞』には「鉾山」と書いてあり、江戸時代から「御舟」と呼ばれるようになったとされる。舟の上には翁、媼とみられる人形が乗せられる。
なお、2月1日に開催される遷座祭は、秋宮から春宮への遷座であるが、あまり大きく行われない。諏訪地域は海から遠く、なぜ舟が出てくるのか不明である。「海の近くにいた神様が諏訪へ逃れた」という説や「建御名方神が妃神とともに諏訪の湖に舟を浮かべ周辺の作物の出来不出来を判じた」という説などがある。

## 文化財

### 重要文化財（国指定）
- 諏訪大社上社本宮 16棟（建造物） - 幣殿・拝殿・左右片拝殿・脇片拝殿・四脚門は1983年（昭和58年）12月26日指定[104]、布橋以下（附指定を含む）は2016年（平成28年）2月9日追加指定[105]。
  - 幣殿
  - 拝殿
  - 左右片拝殿（2棟）
  - 脇片拝殿
  - 四脚門
  - 布橋
  - 勅願殿
  - 文庫
  - 勅使殿
  - 五間廊
  - 摂末社遙拝所
  - 神楽殿
  - 天流水舎
  - 神馬舎
  - 入口御門
  - （以下は附指定）
    - 神橋
    - 塀重門
    - 額堂
    - 銅鳥居
    - 注連掛鳥居
- 諏訪大社下社 7棟（建造物） - 1983年（昭和58年）12月26日指定[106]。
  - 春宮幣拝殿
  - 春宮左右片拝殿（2棟）
  - 秋宮幣拝殿
  - 秋宮左右片拝殿（2棟）
  - 秋宮神楽殿
- 太刀 無銘（工芸品） - 1960年（昭和35年）盗難。
- 太刀 銘忠吉（工芸品） - 1960年（昭和35年）盗難。
- 銅印（考古資料） - 平安時代の資料。印文は「賣神祝印（めがみほうりのいん）」。1934年（昭和9年）1月30日指定[107]。

### 長野県指定文化財
- 史跡
  - 青塚古墳 - 1965年（昭和40年）2月25日指定[108]。
  - 諏訪大社上社前宮神殿跡 - 1964年（昭和39年）指定。
- 天然記念物
  - 諏訪大社上社社叢 - 1964年（昭和39年）8月20日指定[109]。
- 無形民俗文化財
  - 諏訪大社の御柱祭り - 1994年（平成6年）8月15日指定[109][110]
  - 諏訪大社上社十五夜祭奉納相撲 - 2008年（平成20年）4月21日指定[109]。

### 諏訪市指定文化財
- 有形文化財
  - 諏訪大社上社建造物 7棟 - 1973年（昭和48年）5月7日指定[109]。
  - 諏訪大上社社宝物 15点 - 1973年（昭和48年）5月7日指定[109]。
  - 諏訪大社上社宝印 2点 - 1984年（昭和59年）3月26日指定[109]。
- 天然記念物
  - 諏訪大社上社境内の社叢 - 1974年（昭和49年）3月23日指定[109]。

### 茅野市指定文化財
- 史跡
  - 犬射原社 - 1967年（昭和42年）10月5日指定[111]。
  - 大年社 - 1994年（平成6年）12月26日指定[111]。

### 下諏訪町指定文化財
- 有形文化財
  - 春宮下馬橋（建造物） - 1973年（昭和48年）6月26日指定[112]。
  - 秋宮経塚出土品（工芸品） - 明細は以下。2002年（平成14年）12月26日指定[112]。
    - 舟形水差1、和鏡2、花形鋺1、黄瀬戸香炉1、灰釉と黄金46

  - 諏訪大社下社宝物（工芸品） - 明細は以下。2002年（平成14年）12月26日指定[112]。
    - 和鏡1、舟形錠1、鎌1

  - 諏訪大社下社文書（書跡・典籍・古文書） - 明細は以下。2002年（平成14年）12月26日指定[112]。
    - 右大将家下文1、小笠原長基寄進状1、小笠原持長社領安堵状1、江戸幕府朱印状1、御教書1
- 天然記念物
  - 諏訪大社下社社叢 - 1973年（昭和48年）6月26日指定[112]。
    - 秋宮社叢
    - 春宮社叢

  - 専女の欅 - 1981年（昭和56年）1月26日指定[113]。

### 関連文化財
諏訪大社非所有の関連文化財。
- 長野県指定文化財
  - 紙本著色諏訪社遊楽図 - 長野県宝。諏訪市博物館蔵。2004年（平成16年）3月29日指定[109]。
  - 上社神宮寺五重塔鉄製伏鉢残闕 - 長野県宝。諏訪市博物館蔵。2004年（平成16年）3月29日指定[109]。
  - 旧御射山遺跡 - 長野県指定史跡。1962年（昭和37年）7月12日指定[109]。
- 市町村指定文化財
  - 諏訪大社上社古図 - 諏訪市指定有形文化財。諏訪市博物館蔵。1968年（昭和43年）4月10日指定[109]。
  - 諏訪大社五重塔風鐸 2個 - 諏訪市指定有形文化財。諏訪市博物館蔵。1980年（昭和55年）2月12日指定[109]。
  - 下社副祝職宛行状 - 下諏訪町指定有形文化財。諏訪湖博物館・赤彦記念館蔵。2001年（平成23年）1月15日指定[114]。
  - 川岸天竜河畔諏訪明神入諏伝説の地 - 岡谷市指定史跡。2004年（平成16年）3月30日指定[115]。

## 現地情報

### 上社
所在地
- 本宮：長野県諏訪市中洲宮山1
- 前宮：長野県茅野市宮川2030

付属施設
- 上社本宮宝物殿 - 開館時間：午前9時-午後4時。

交通アクセス
- 本宮
  - JR東日本中央本線 茅野駅（3.7km）- 最寄り駅 
    - 徒歩：約45分
    - タクシー：約10分

  - JR東日本中央本線 上諏訪駅（6.3km）
    - 徒歩：約80分
    - バス
      - 諏訪バス（有賀・上社統合路線）で、「上社」バス停下車 - 上諏訪駅から平日のみ1日8便。
      - 諏訪市営「かりんちゃんバス」（市内循環外回り線・内回り線）で、「神社前」バス停下車 - 外回り線は上諏訪駅から1日6便、内回り線は1日8便。
      - 諏訪市かりんちゃんバス（すわっこランド・上社有賀線）で、「諏訪市博物館」バス停下車 - 上諏訪駅から1日4便。

    - タクシー：約20分

  - 中央高速バス 諏訪インター前停留所（2.0km）
    - 徒歩：約25分
- 前宮
  - JR東日本中央本線 茅野駅（2.4km）- 最寄り駅
    - 徒歩：約30分
    - タクシー：約8分

  - 中央高速バス 茅野バスストップ（1.8km）
    - 徒歩：約20分
- 本宮・前宮間
  - 長野県道16号岡谷茅野線を通って徒歩約20分（1.8km）
    - 前宮本殿の裏手と本宮隣の法華寺を結ぶ鎌倉みちという歩道も通行可能である。古道がベースのため道幅が狭く高低差もかなりあり、未舗装の砂利道、急坂、階段に一般道路区間では車両も通行するため歩行には注意が必要。徒歩：約40分

周辺
- 神長官守矢史料館
- 諏訪市博物館
- 法華寺 - 本宮に隣接。織田信長が甲州征伐後の論功行賞を行なった地で、その際明智光秀が辱めを受けたとされる。

### 下社
所在地
- 春宮：長野県諏訪郡下諏訪町193
- 秋宮：長野県諏訪郡下諏訪町5828

付属施設
- 下社秋宮宝物殿 - 開館時間：午前10時-午後3時。

交通アクセス
- 秋宮
  - JR東日本中央本線 下諏訪駅（0.8km）- 最寄り駅
    - 徒歩：約10分
    - バス：下諏訪町循環バス「あざみ号」（循環線、星が丘線、萩倉・樋橋線、星が丘経由萩倉・樋橋線）で、「諏訪大社秋宮前」バス停下車 - 下諏訪駅から終日計13便。

  - 中央高速バス 下諏訪バス停留所（0.6km）
    - 徒歩：約8分
- 春宮
  - JR東日本中央本線 下諏訪駅（1.4km）- 最寄り駅
    - 徒歩：約18分
    - バス：下諏訪町循環バス「あざみ号」（循環線）で、「諏訪大社春宮」バス停下車 - 下諏訪駅から終日4便。
    - バス：諏訪バス（岡谷-上諏訪-茅野線）で、「春宮大門」バス停下車（下車後徒歩0.9km）

  - 中央高速バス 下諏訪バス停留所（1.1km）
    - 徒歩：約12分
- 秋宮・春宮間
  - 旧中山道を通って徒歩約12分（1.2km）

周辺
- 下諏訪宿 - 中山道六十九次のうち29番目、甲州街道の江戸から数えて39番目で終点の宿場。
- 万治の石仏